# Живопись Декана
Живопись Декана (деканская миниатюра) – разновидность живописи (преимущественно миниатюрной), существовавшей в мусульманских государствах Индии на территории плато Декан с XV до начала XIX века.

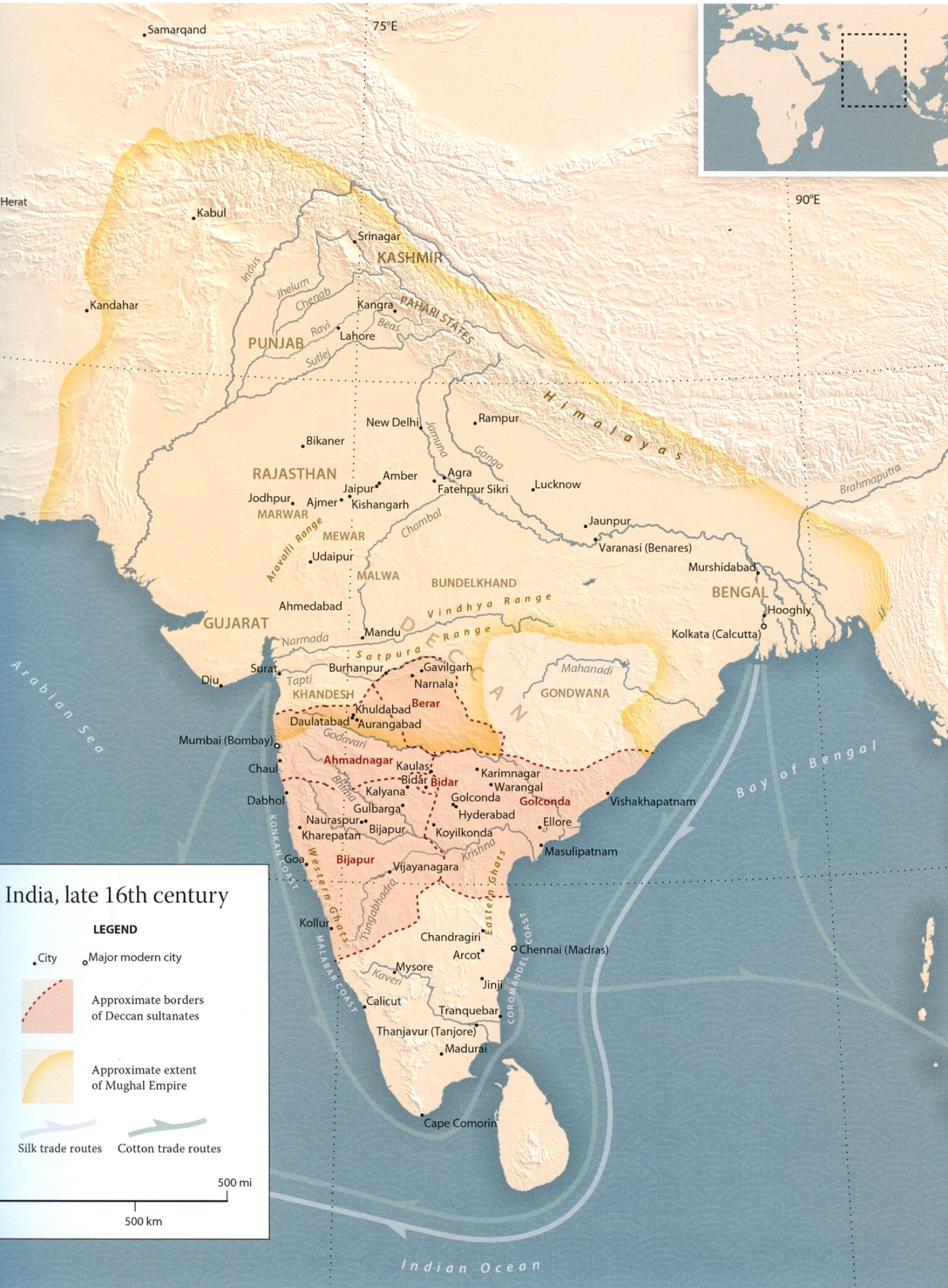
Карта деканских султанатов после распада государства Бахманидов в конце 16 века.

Плато Декан занимает центральную часть полуострова Индостан. В этом обширном регионе с 15 по 19 век развивалась оригинальная художественная культура, которая значительно отличалась от культуры окружающих регионов – северной и южной Индии. Мусульманские султанаты, существовавшие на деканском плато в этот период, стали участниками уникального художественного процесса, который нашёл выражение в архитектуре, живописи и прикладных искусствах.
Основу этому явлению заложили тюрки и другие народности Центральной Азии, бежавшие в 13 и 14 веках в Индию от нашествия монголов. Эти, принявшие высокую персидскую культуру, народы сформировали в султанатах ту общественную прослойку, которая стала фундаментом для будущего расцвета деканской культуры. Персидская культура, будучи в своей основе культурой интернациональной, с легкостью впитывала в себя как местные индийские традиции, так и те новации, что прибывали из Европы с португальскими, голландскими и английскими торговцами. 
Начальный этап существования деканской живописи был связан с персидскими по своим навыкам художниками, которые прибыли в Декан, когда там установилась власть мусульманских султанов, и таким образом появились условия для производства иллюстрированных рукописей в султанских китабхане. Технология живописной продукции (изготовление бумаги, красок и кистей) практически целиком была позаимствована из персидской живописи; исключение составляли лишь некоторые местные способы приготовления красок.

## Бахманийский султанат (1347-1548).

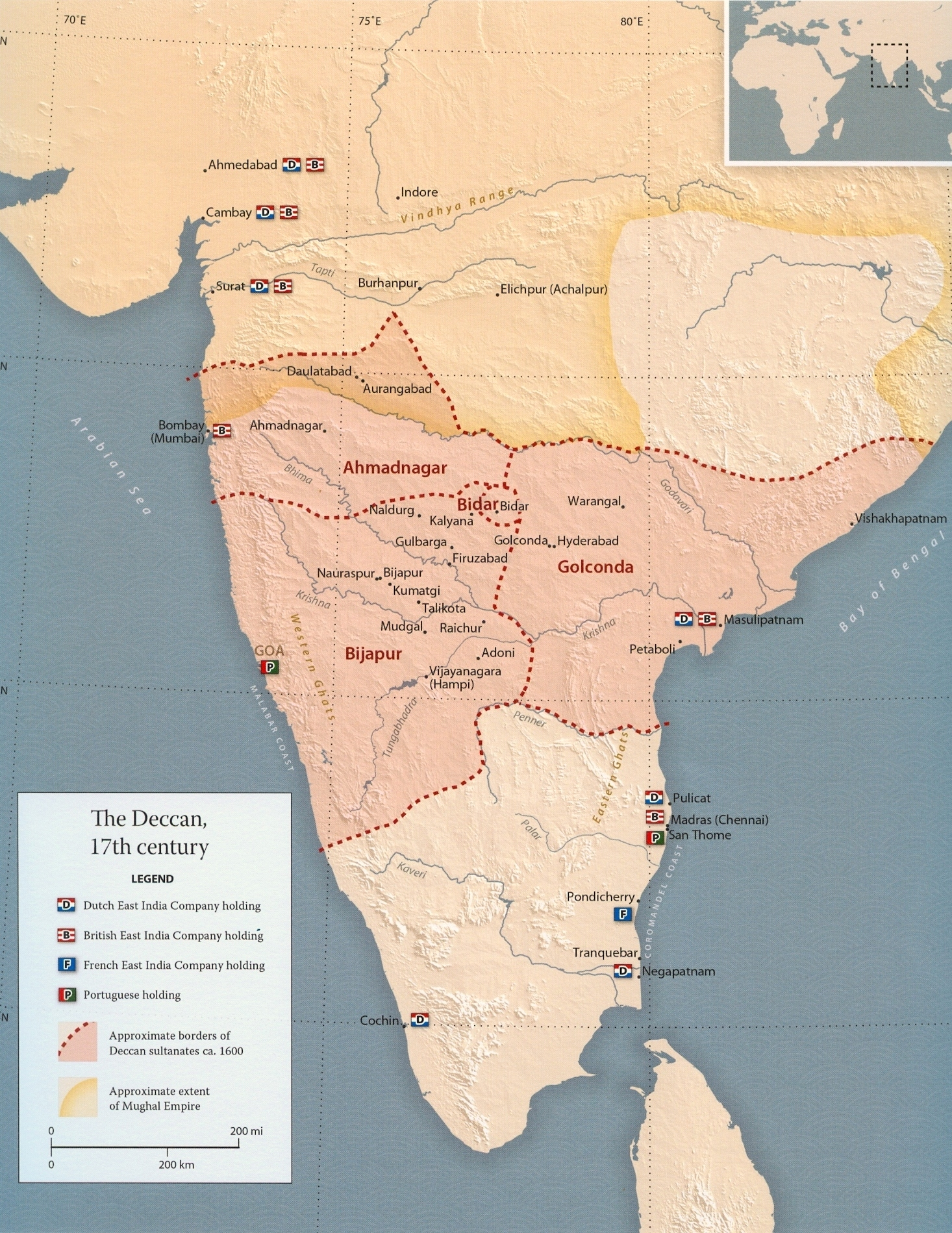
Деканские султанаты в 17 веке.

В начале 14 века Декан был завоёван Делийским султанатом (1206-1526), правители которого расширили и упрочили там влияние персидской культуры.  В 1347 году жители Декана восстали против властей Дели и основали собственное государство, которое возглавила династия Бахманидов, - Бахманийский султанат. Это государство было первым независимым индо-персидским образованием в Декане. Пять других султанатов, позднее возникших в Декане – Ахмаднагар, Биджапур, Берар, Бидар и Голконда были продуктами его распада.
История этого государства протекала в противостоянии с индусской империй Виджаянагар, граничившей с юга. Султаны из династии Бахманидов, благодаря успешной организации экономики и торговли, сосредоточили в своих руках достаточные средства, чтобы украсить свою столицу - Гульбаргу величественными зданиями. Придворная культура султаната была в своей основе персидской, поскольку бахманийская элита происходила из Хорасана (восточного Ирана), об этом сообщает русский купец Афанасий Никитин, побывавший там в 1470х годах : «В Индийской земле княжат все хорасанцы, и бояре все хорасанцы. А гундустанцы все пешие и ходят перед хорасанцами, которые на конях; а остальные все пешие…».
Несмотря на то, что большинство султанов этой династии были людьми просвещёнными, количество иллюстрированных рукописей, дошедших от их времён, крайне  мало. Это, однако, относится не только к живописи, но и к другим предметам культуры периода правления Бахманидов – мало что сохранилось от той поры. По сути Бахманийскому султанату приписывают всего две иллюстрированные рукописи: «Антология» от 1436 года (Библиотека Честер Битти, Дублин), и список «Шахнаме» Фирдоуси от 1438-го (Британская библиотека, Лондон). Каллиграфия и иллюстрации обоих манускриптов выполнены на весьма высоком уровне, в живописи миниатюр ощущается персидское влияние, а именно - ширазской школы.  Шираз был важным центром производства коммерческой книжной продукции, и  имел торговые и дипломатические связи с Индией. Кто был создателями этих миниатюр, работавшими при дворе Бахманидов – неизвестно.  Но так или иначе, эксперты склоняются к тому, что манускрипты были созданы не в Ширазе, а в Индии (об этом свидетельствует и состав красок); их миниатюры ещё очень далеки от того собственного художественного языка, который станет отличительной чертой периода расцвета деканской живописи.

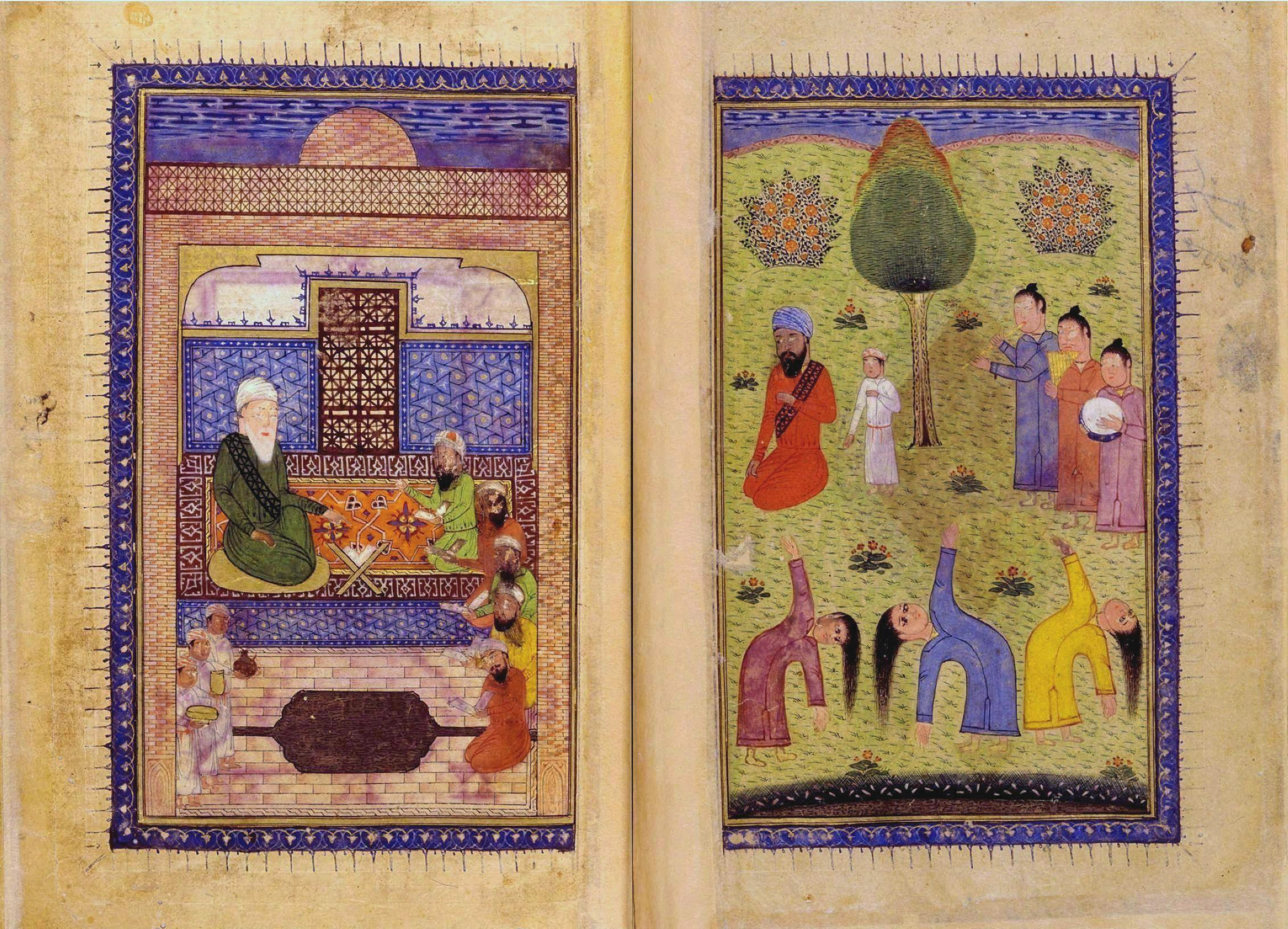
Фронтиспис рукописи "Шахнаме" Фирдоуси, 1438г., Британская Библиотека
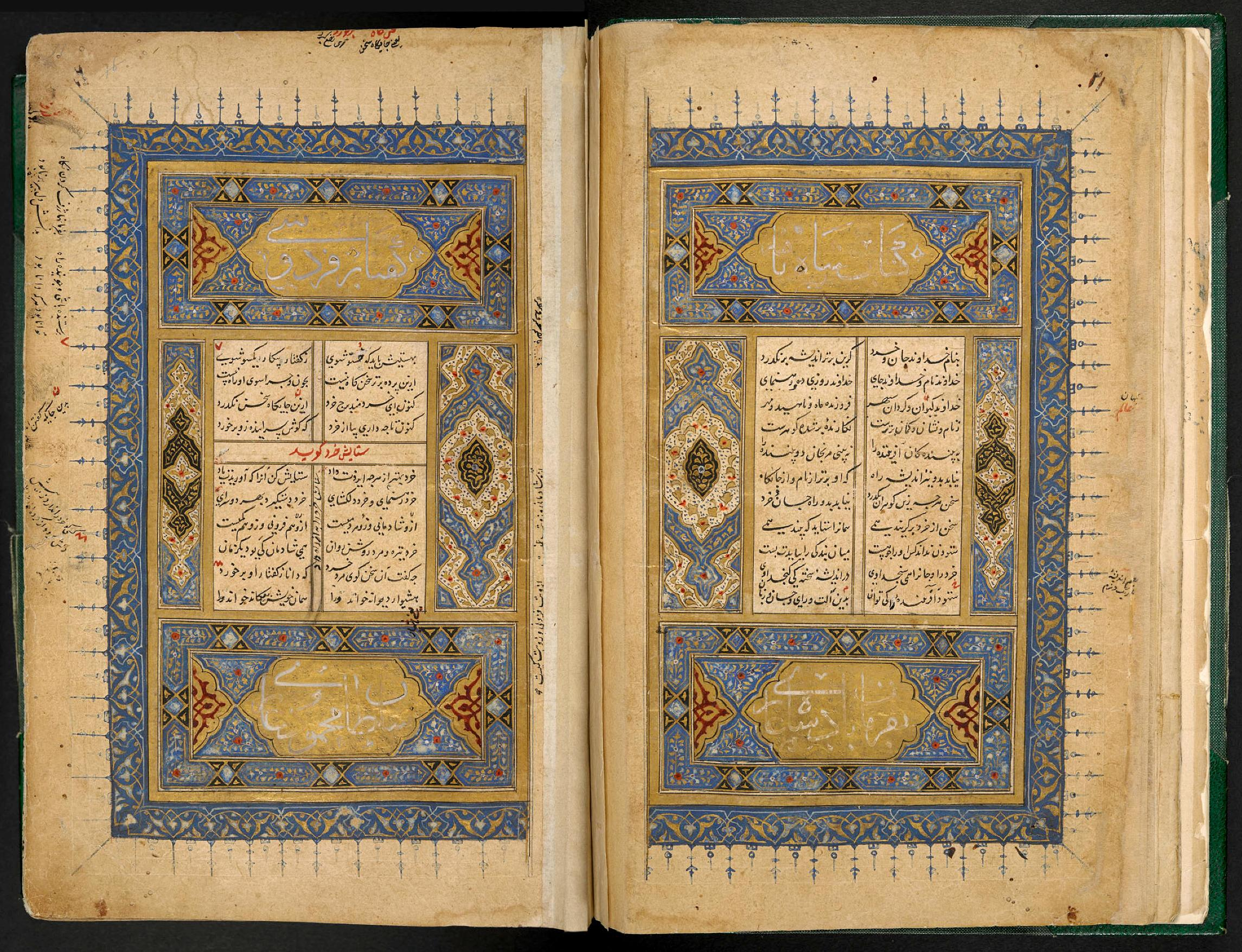
Ковровая иллюминация в начале текста, "Шахнаме" Фирдоуси, 1438г.,Британская Библиотека
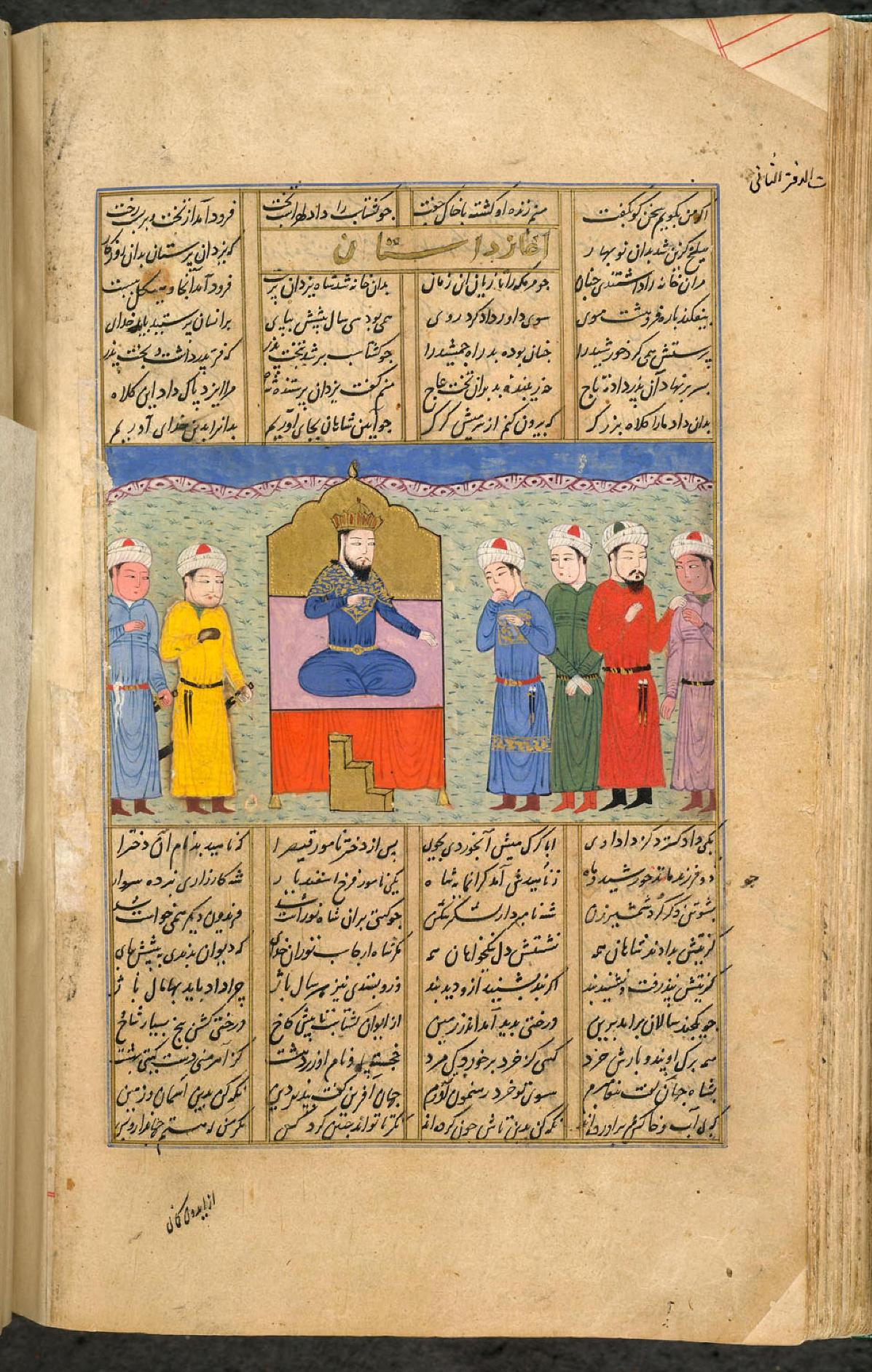
Лохрасп беседует со своим сыном Гоштаспом, "Шахнаме" Фирдоуси, 1438г., Британская Библиотека
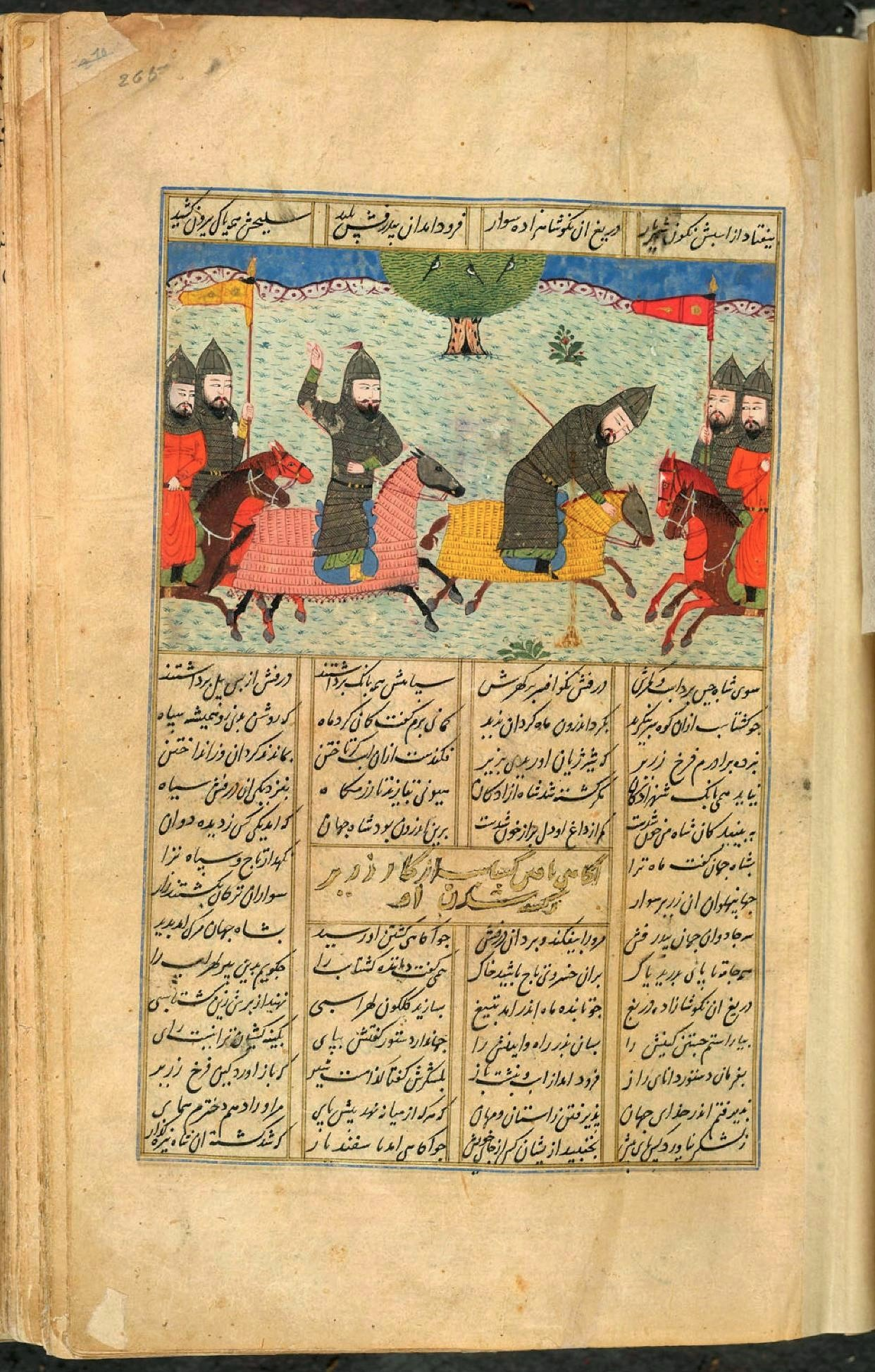
Бидрефш убивает Зорера. "Шахнаме" Фирдоуси, 1438г., Британская Библиотека

Бахманийский султанат достиг своего апогея при Махмуде Гаване (1411-1481) – талантливом визире и военачальнике во время правления Мухаммад-шаха III (1463-1482). Он имел титул «вакил-и султаната» - «наместник государства», но это не уберегло его от клеветы придворных. В итоге он был казнён, после чего  султанат быстро начал двигаться к своему распаду. В 1490 году откололись провинции Ахмаднагар и Биджапур. В 1512 году отпала Голконда, и под властью бахманидов оставался только Бидар. Дальнейшие бахманидские султаны «правили» под контролем тюркского эмира Касима Барида. Последний бахманид – Калим-Аллах-шах в 1527 году бежал из Бидара в Биджапур.

## Ахмаднагар (1490-1636).

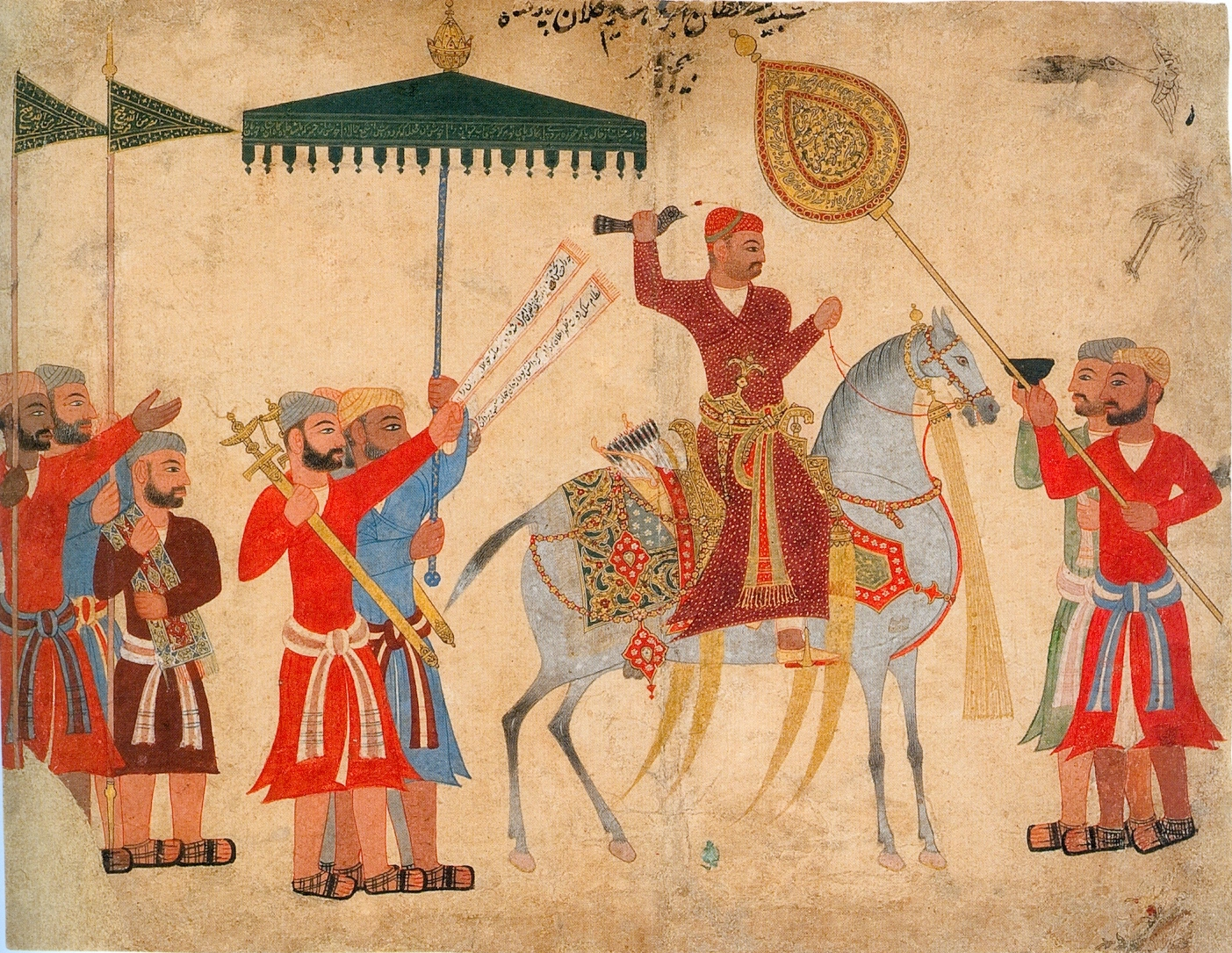
Султан Хусейн Низам Шах верхом на коне с процессией придворных. Ахмаднагар, ок. 1555, музей искусства, Цинциннати.

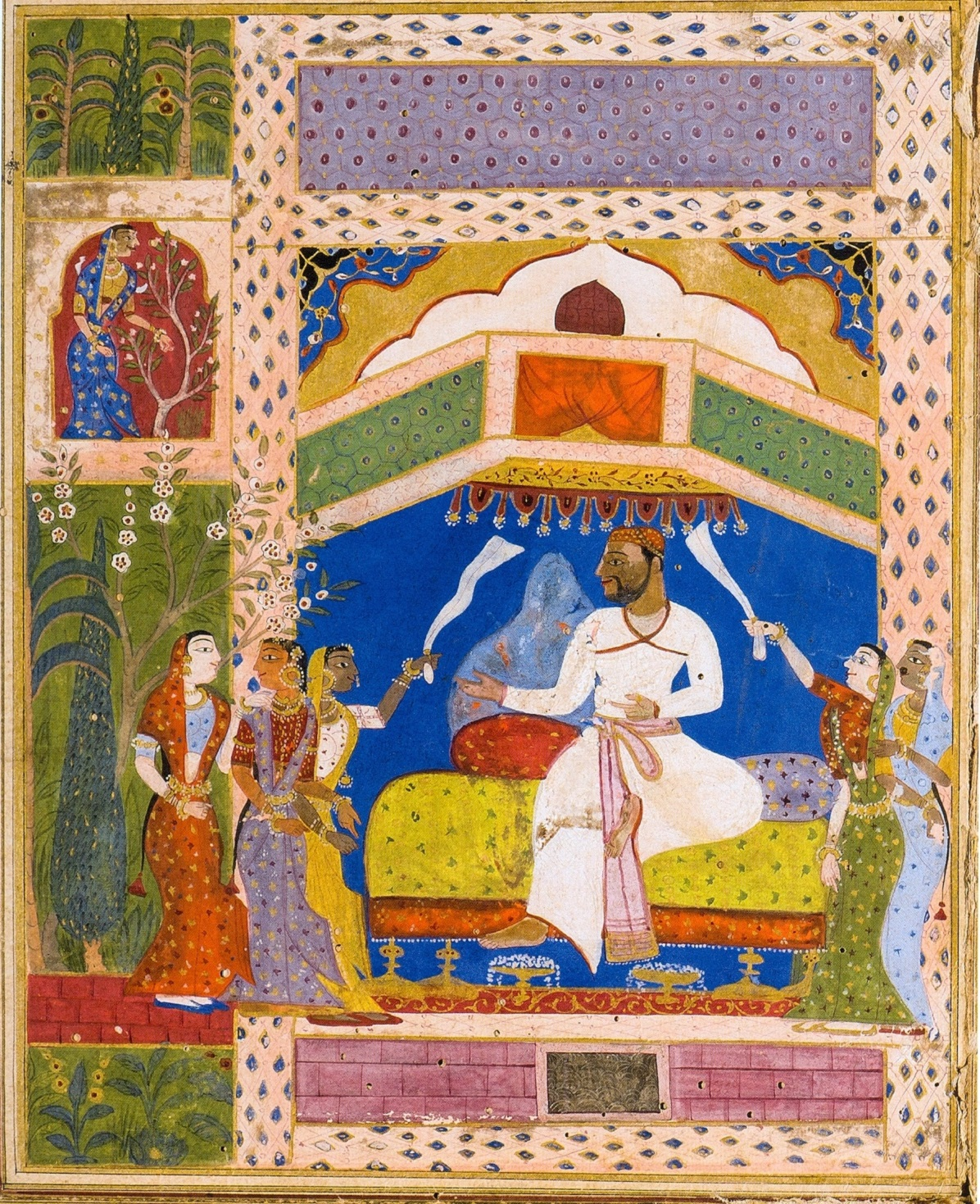
Султан Хусейн Низам-Шах на троне. лист из манускрипта "Тариф-и Хусейн Шахи", Ахмаднагар, ок. 1565-69, Бхарат Итихас Саншодхак Мандал, Пуна. Рядом с султаном была изображена его супруга Ханзада Хумаюн, но в дальнейшем её портрет замазали.

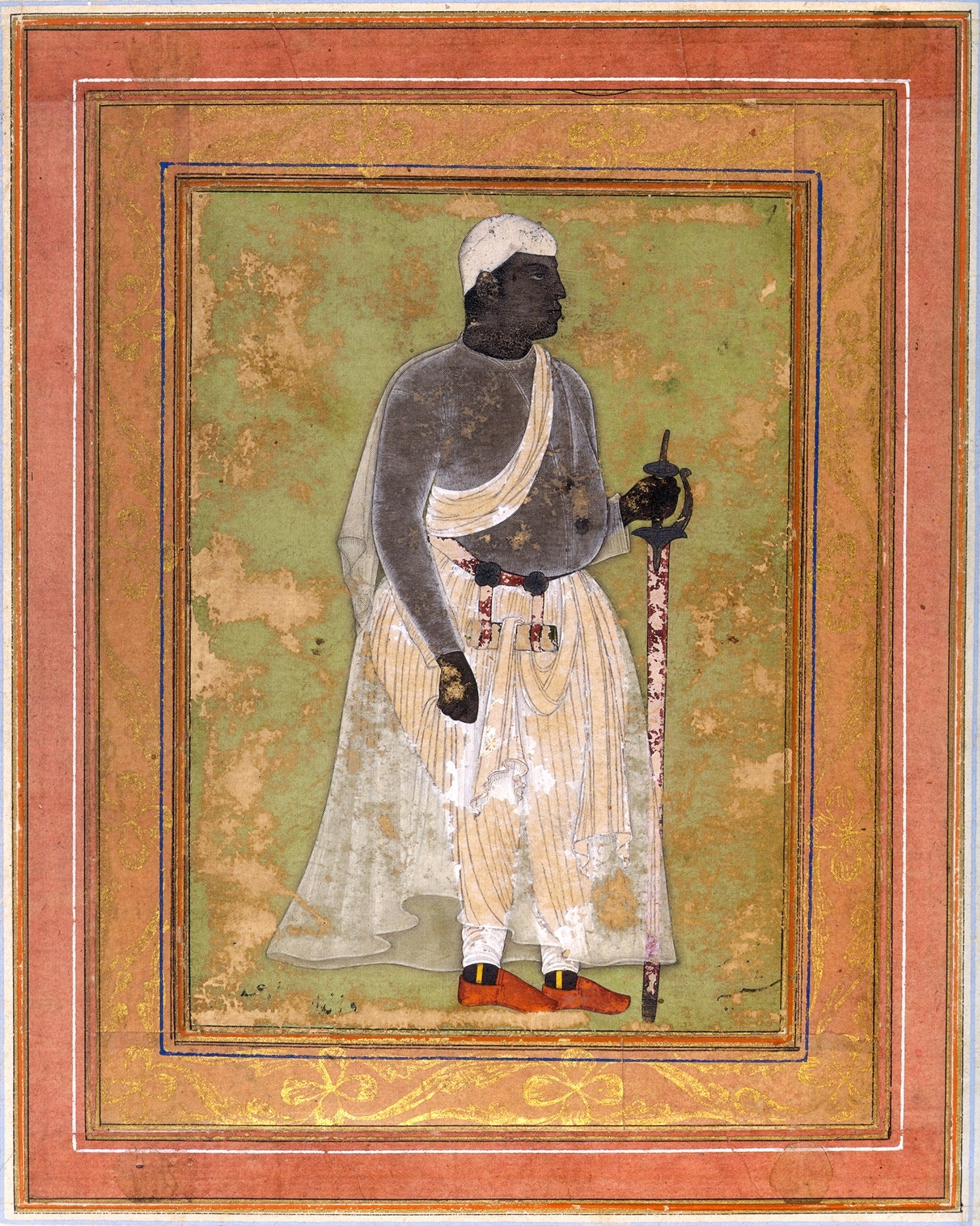
Портрет Малик Амбара. Ахмаднагар, нач. 17в., Бостон, Музей изящных искусств

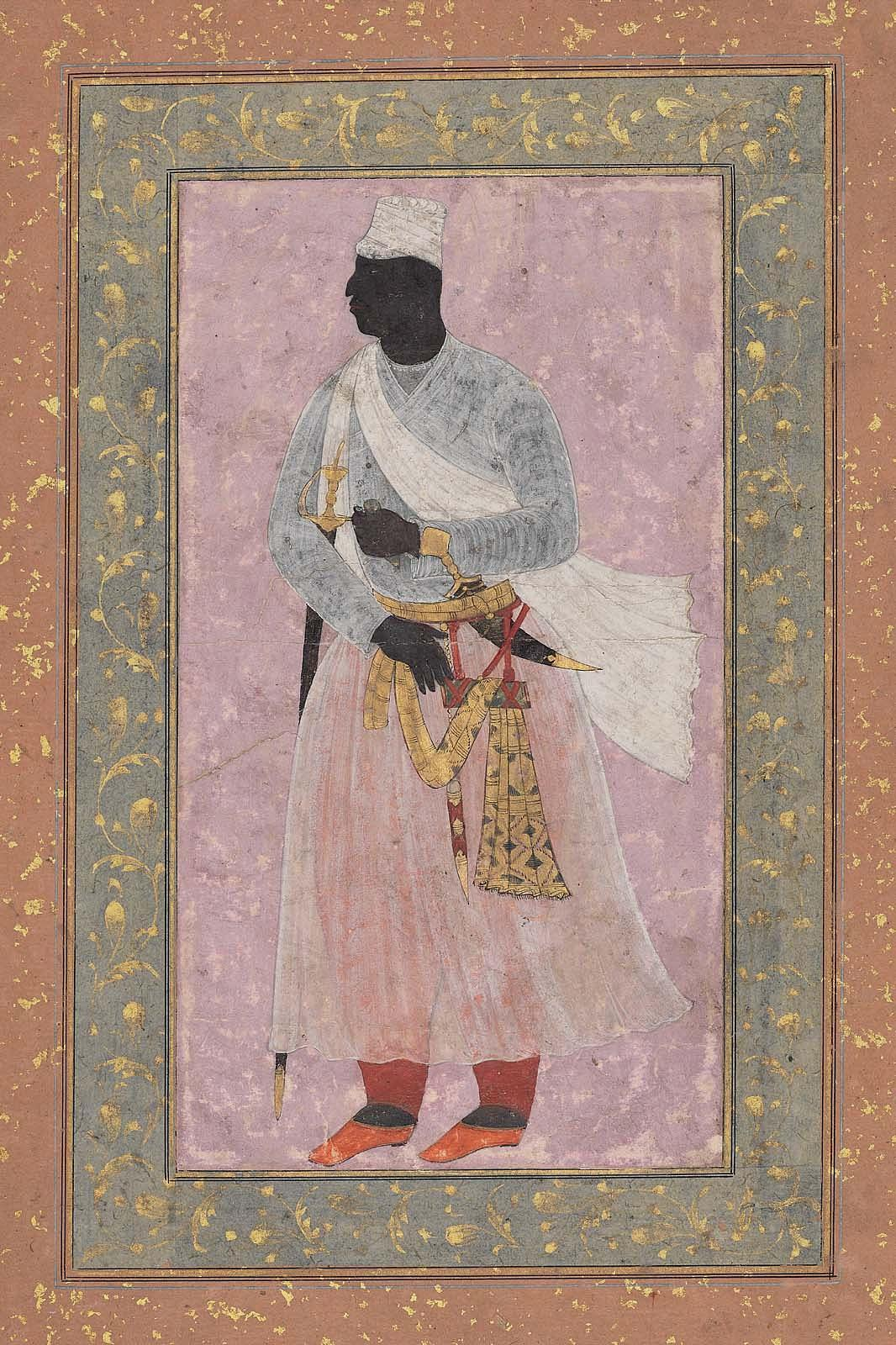
Портрет Фатх Хана, сына Малик Амбара. Ахмаднагар, 1610-20, Бостон, Музей изящных искусств.

Султанат основал Малик Ахмад Низам аль-Мульк Бахри (правил в 1496-1510гг.). Будучи губернатором бахманийской провинции, он был крайне раздражён бесконечными сварами и грызнёй расколотой фракциями администрации султаната в Бидаре. Последней каплей стало политическое убийство его отца: в 1490 году он провозгласил свою независимость, основав династию Низам-шахов. Его примеру вскоре последовал правитель Биджапура, а позже правители Берара и Голконды.
Исторически султанат Низам-шахов просуществовал недолго. Добившись на первых порах определённых успехов, он при Хусейн-шахе I (1553-1565) достиг своего апогея: объединившись с другими исламскими султанатами Декана – Биджапуром, Бидаром и Голкондой, Ахмаднагар в битве при Таликоте одержал победу над индусской  империей Виджаянагар (1565). После этого триумфа султанат ещё какое-то время держался благодаря своим успешным министрам, которые в 1572 году присоединили Берар, но в дальнейшем всё более клонился к закату, чему способствовали бездарные султаны правящей династии и постоянные войны с моголами. В этих условиях полководец-хабши Малик Амбар  с переменным успехом пытался проводить самостоятельную политику от имени марионеточных султанов, которых он сам возводил на престол. Ему наследовал его сын Фатх-хан, противостояние которого с его «шефом» - султаном Бурхан-шахом III привело султанат к падению. После 1636 года Бахманийское государство перестало существовать, его территория была поделена между моголами и Биджапурским султанатом.
Известно, что, по крайней мере, три султана из династии Низам-шахов были любителями и покровителями искусства: Хусейн Низам-шах (1553-1565) и его сыновья Муртаза I (1565-1588) и Бурхан II (1591-1595). Особенно примечателен был последний: он был бездарен как правитель, но при нём, как это часто бывает в истории, процветали поэты (Маулана Малик, Малик Куми, Зухури), и сформировалась новая манера рисунка тушью. Кроме того, он приказал историку Сайид Али Азизалла Табатабаи написать историю Низам-шахов – «Бурхан-и Маатхир». 
Число произведений живописи, оставшихся от Низам-шахов , весьма невелико. Кроме того, среди существующих ныне экземпляров не видно преемственности, т.е. школы. По сути, это три разных фрагмента из художественной истории султаната. Первый фрагмент – это то, что осталось от правления султана Хусейна (1553-1565): пара миниатюр на отдельных листах и иллюстрированный манускрипт «Тариф-и Хусейн Шахи». Эту книгу на персидском языке сочинил придворный поэт Афтаби, и весь её текст посвящён возвеличиванию султана Хусейна и его ратных побед. В рукописи 12 миниатюр, одна часть которых посвящена победоносным битвам, другая – дворцовым сценам. Интересная особенность дворцовых сцен в том, что султан Хусейн изображался сидящим на троне вместе со своей супругой Ханзада Хумаюн, что совершенно нетипично для мусульманской живописи. Правда, портреты султанши в миниатюрах позднее были выскоблены и вымараны; историки искусства полагают, что это произошло в 1569 году, когда будучи до того уже 4 года регентшей, она была посажена в тюрьму своим взбунтовавшимся сыном Муртазой, спешившим поскорее занять трон. Миниатюры выполнены в провинциальной персидской манере, но c некоторым влиянием живописи, бытовавшей в раджпутском княжестве Мальва.
Следующий фрагмент художественной истории Ахмаднагара – это три миниатюры анонимного мастера, которого исследователь деканской живописи Марк Зебровски окрестил именем «Парижский художник» (в связи с тем, что одна из миниатюр хранится в Национальной библиотеке в Париже). Эти произведения представляют собой огромный скачок вперёд в сравнении с вышеописанным манускриптом, они никак не связаны с какой-либо предыдущей придворной художественной традицией Ахманагара. Прогресс виден во всём – в композиции, рисунке персонажей, моделировке лиц и колорите. Две миниатюры изображают некоего правителя Ахмаднагара, о личности которого идёт давняя дискуссия: С.К. Уэлч считал, что это султан Бурхан II, его ученик М. Зебровски, что это Муртаза Низам-шах I, и каждый приводил достаточно убедительные аргументы. На третьей миниатюре «парижского художника» изображён юный принц, скачущий на коне. Стиль этих произведений близок ранней фазе могольской живописи, миниатюрам, создававшимся при императоре Акбаре в 1560-70х годах.

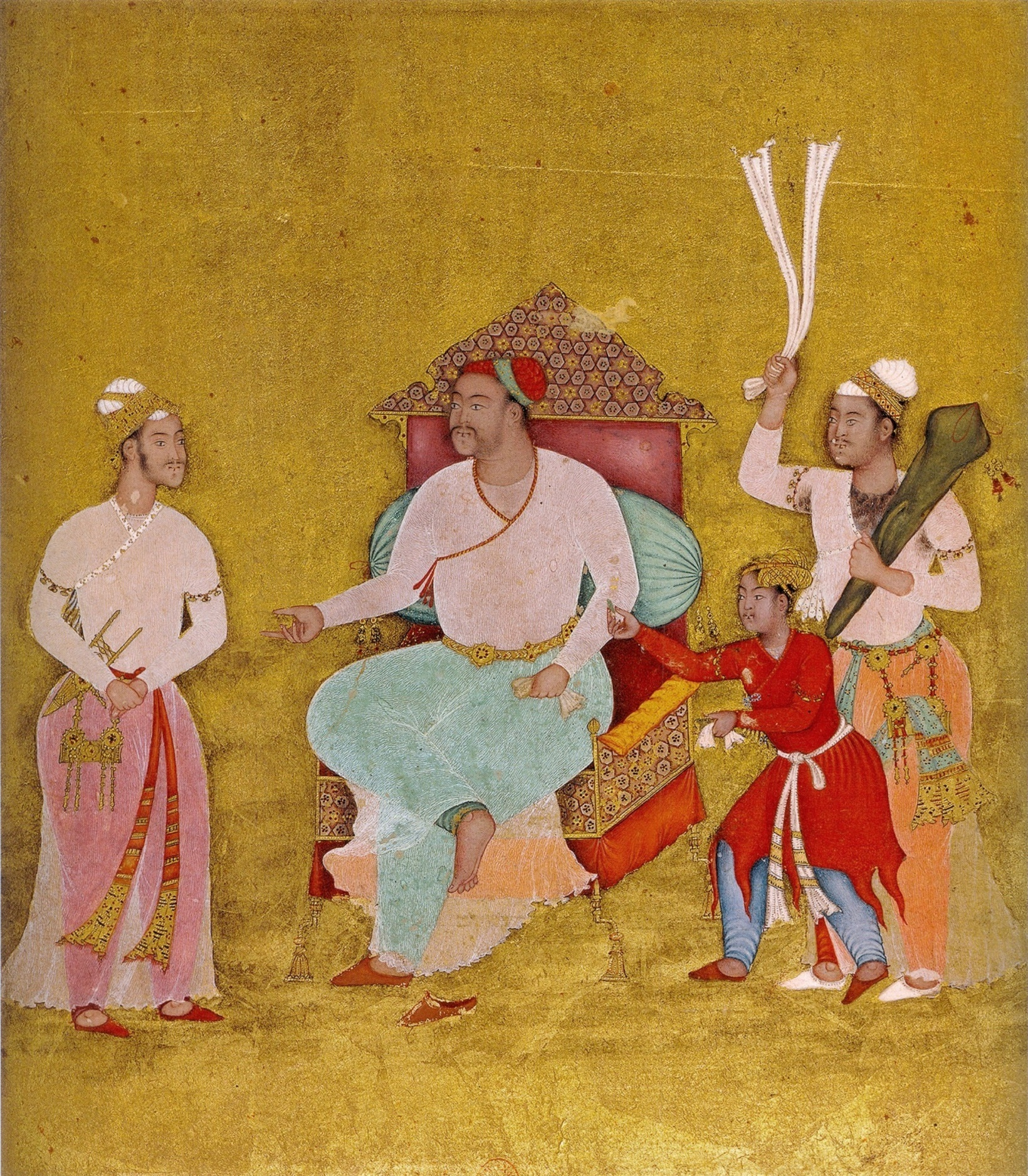
Парижский художник. Портрет ахмаднагарского султана. Ахмаднагар, 1565-95гг., Национальная Библиотека, Париж
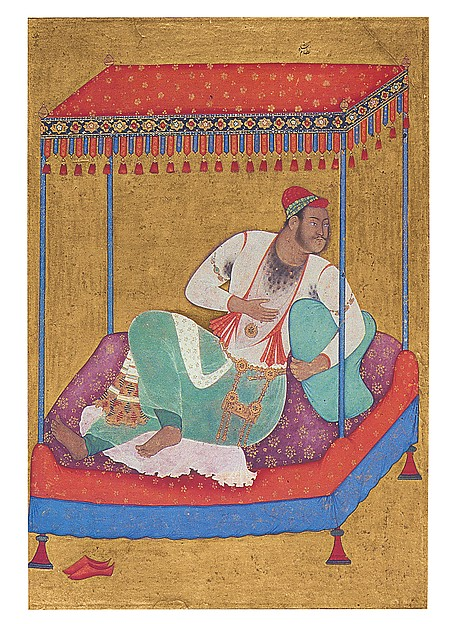
Парижский художник. Портрет ахмаднагарского султана, отдыхающего на тахте. Ахмаднагар, 1565-95, Библиотека Рампур Раза.
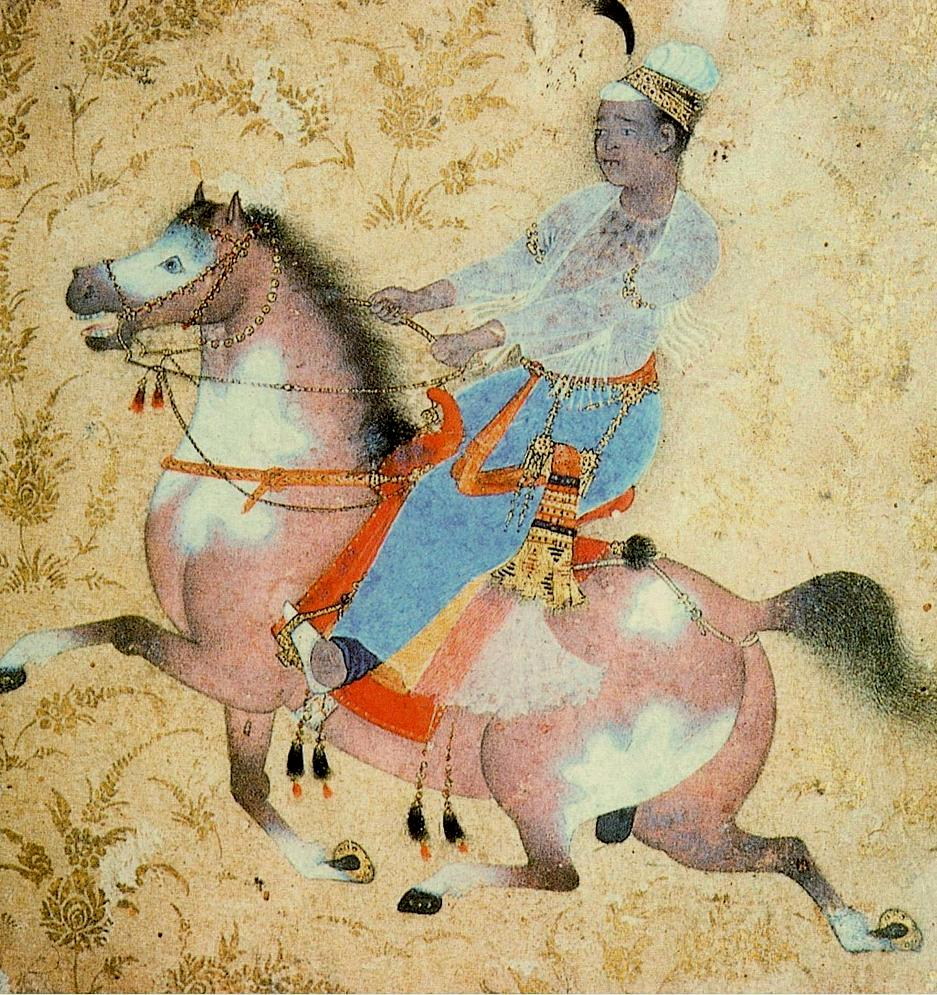
Парижский художник. Юный принц верхом на коне. Ахмаднагар, ок 1575г., Частное собрание.
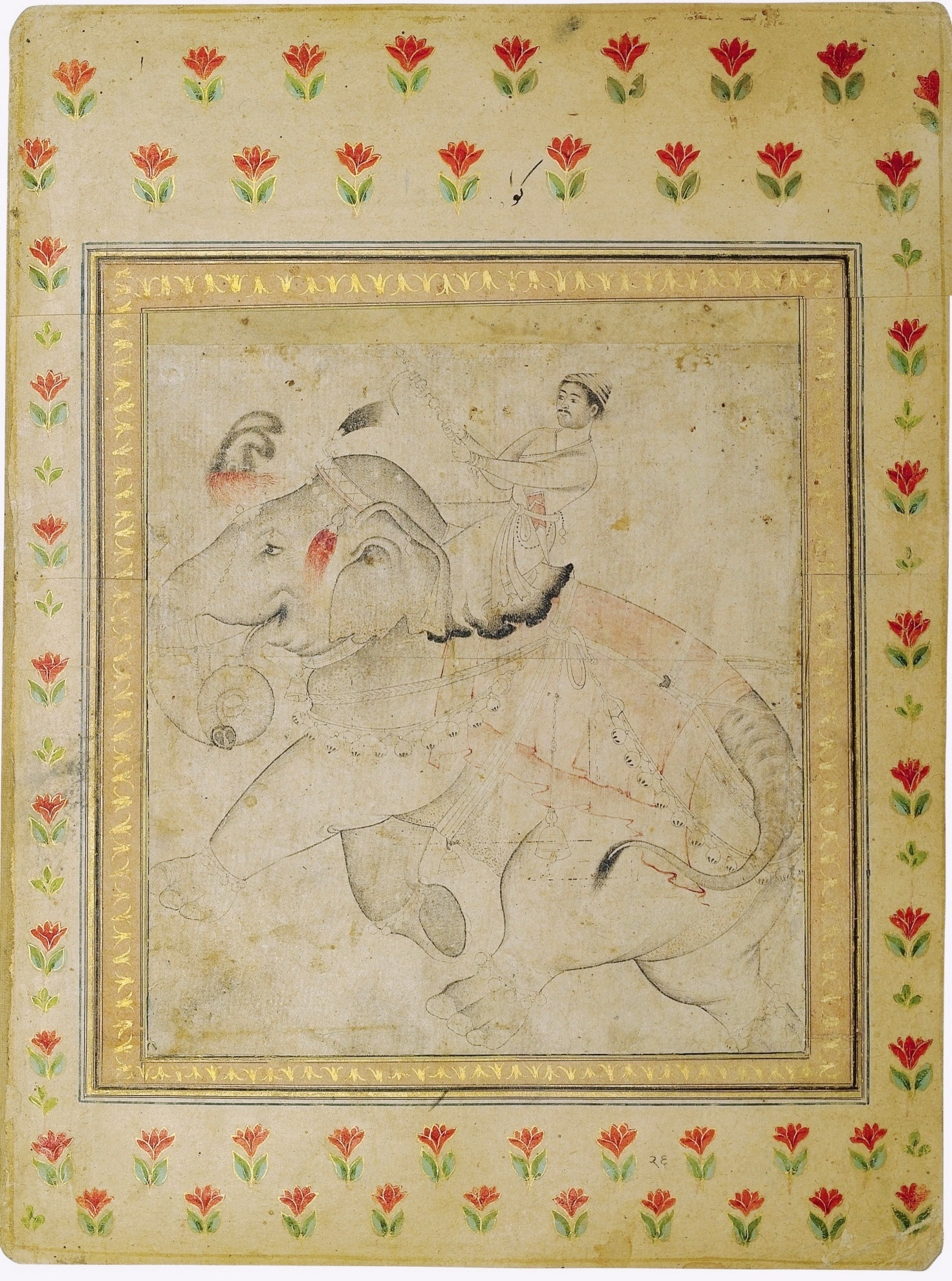
Царский слон и наездник. Ахмаднагар, 1590-1600,  Сотбис
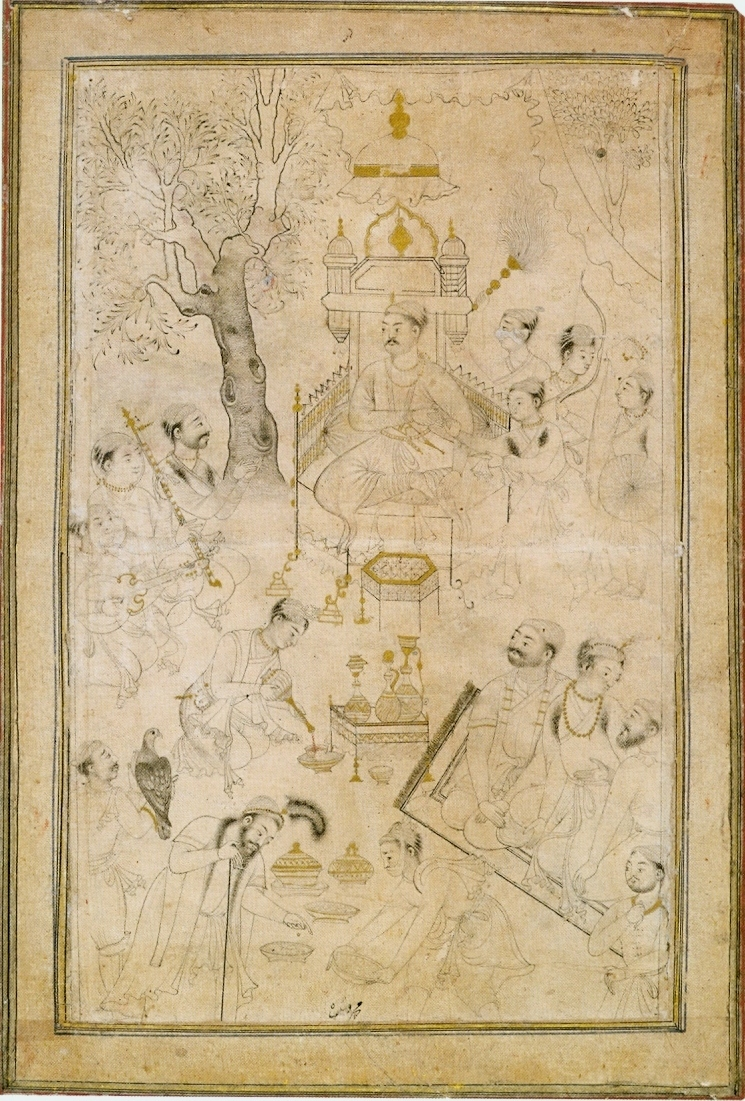
Царский пикник, Ахмаднагар, 1590-95, Британская библиотека, Лондон
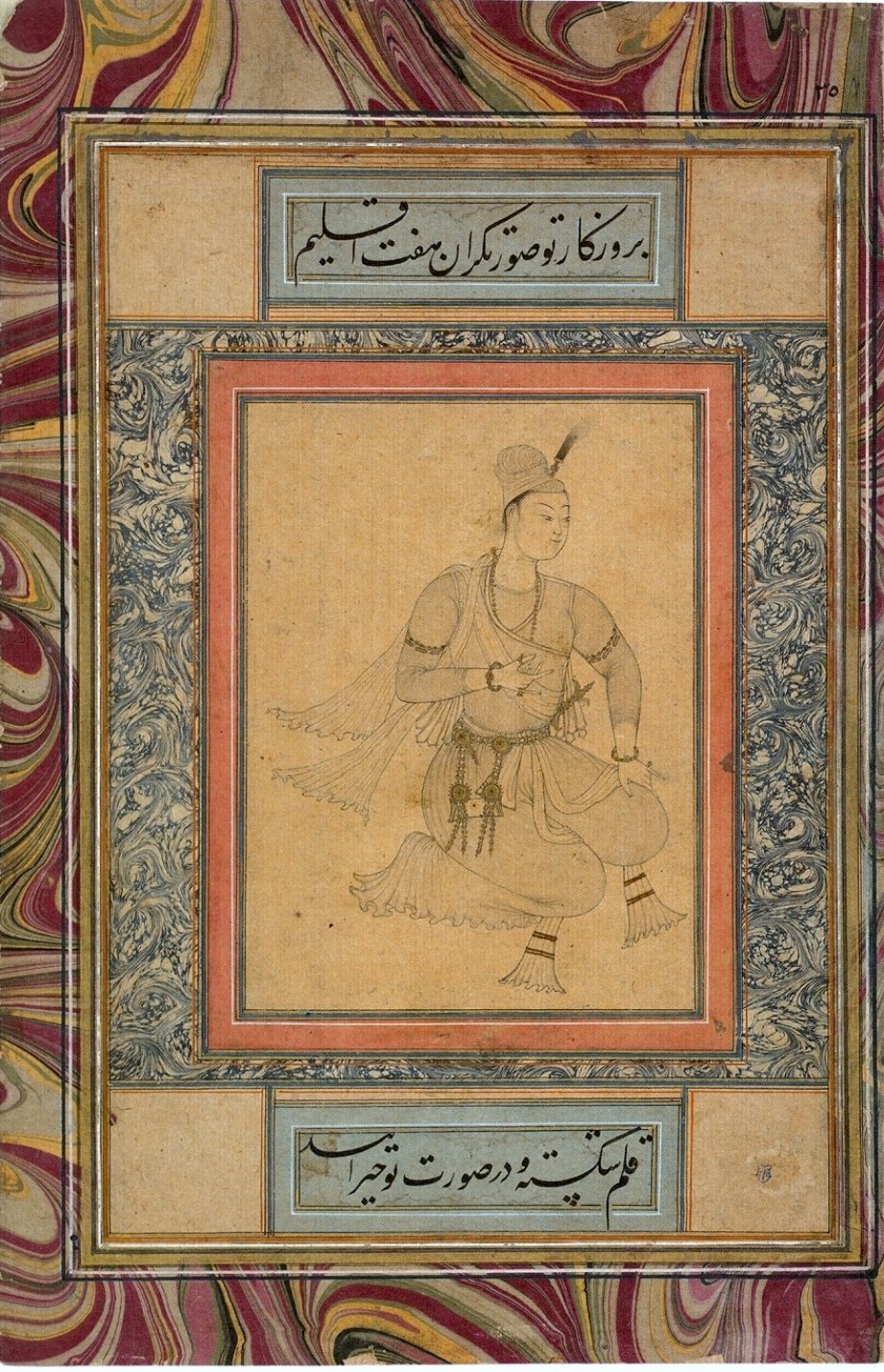
Юный принц. Ахмаднагар, кон. 16в., Свободная библиотека, Филадельфия.

К этим трём миниатюрам примыкают несколько рисунков тушью, лучшие из которых выполнены в лёгкой, раскованной манере, свидетельствующей о высоком мастерстве художников, их исполнивших. Все эти работы относят к периоду правления Муртазы I (1565-1588) и Бурхана II (1591-1595).
Третьим фрагментом в истории живописи Ахмаднагара являются миниатюры из серии «Рагамала» («Гирлянда раг»), которые, скорее всего, были созданы в северных районах султаната, примыкавших к Раджастану. Неизвестно, кто был заказчиком этих миниатюр. Их смешанный раджастано-деканский стиль, с привкусом живописи раджпутского Мевара, может указывать на то, что они были исполнены в Аурангабаде (Хирки) – тогдашнем центре этого гибридного стиля. Эта, самая ранняя серия «Рагамала», датируется концом 16 века. Одни исследователи считают, что этот набор миниатюр относится к начальному периоду живописи Биджапура, другие, что они созданы на территории Ахмаднагара. Однако, все сходятся в том, что они имеют прямое отношение именно к Декану, а не к Раджастану. Известны 8 листов из этой серии: два хранятся в коллекции Кроноса, Нью Йорк, остальные поделены между Национальным музеем в Дели и собранием Барат Кала Бхаван в Варанаси. Миниатюрам присуще колористическое богатство, наивность и поэтичность. Серии «Рагамалы» создавались в Декане и в 17 веке, но все сохранившиеся экземпляры столь же неполны, т.к. классическая «Гирлянда раг» предполагает набор из 36 миниатюр.

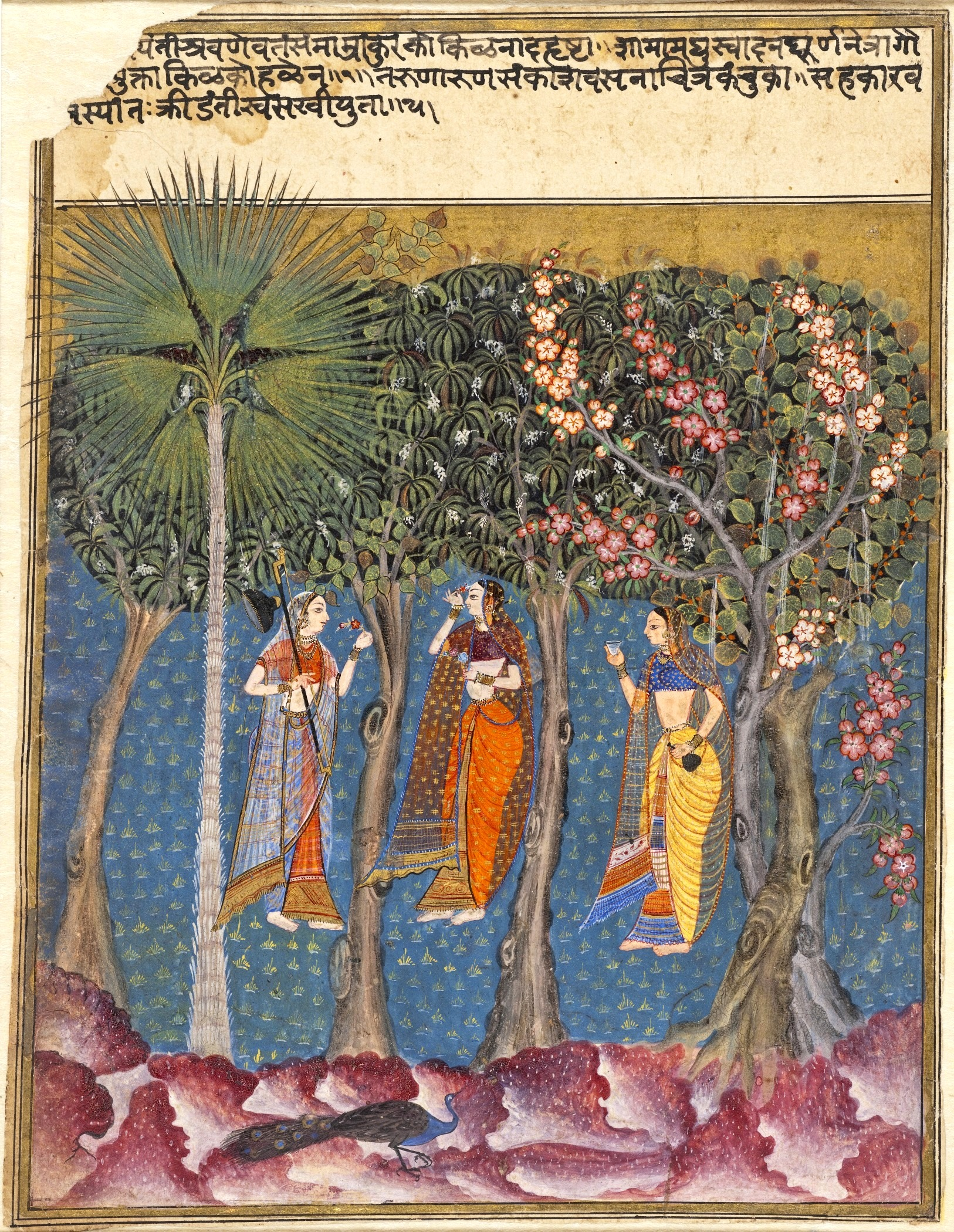
Гаури Рагини, Сев. Декан, 1575-1600, Лос Анджелес, Музей округа
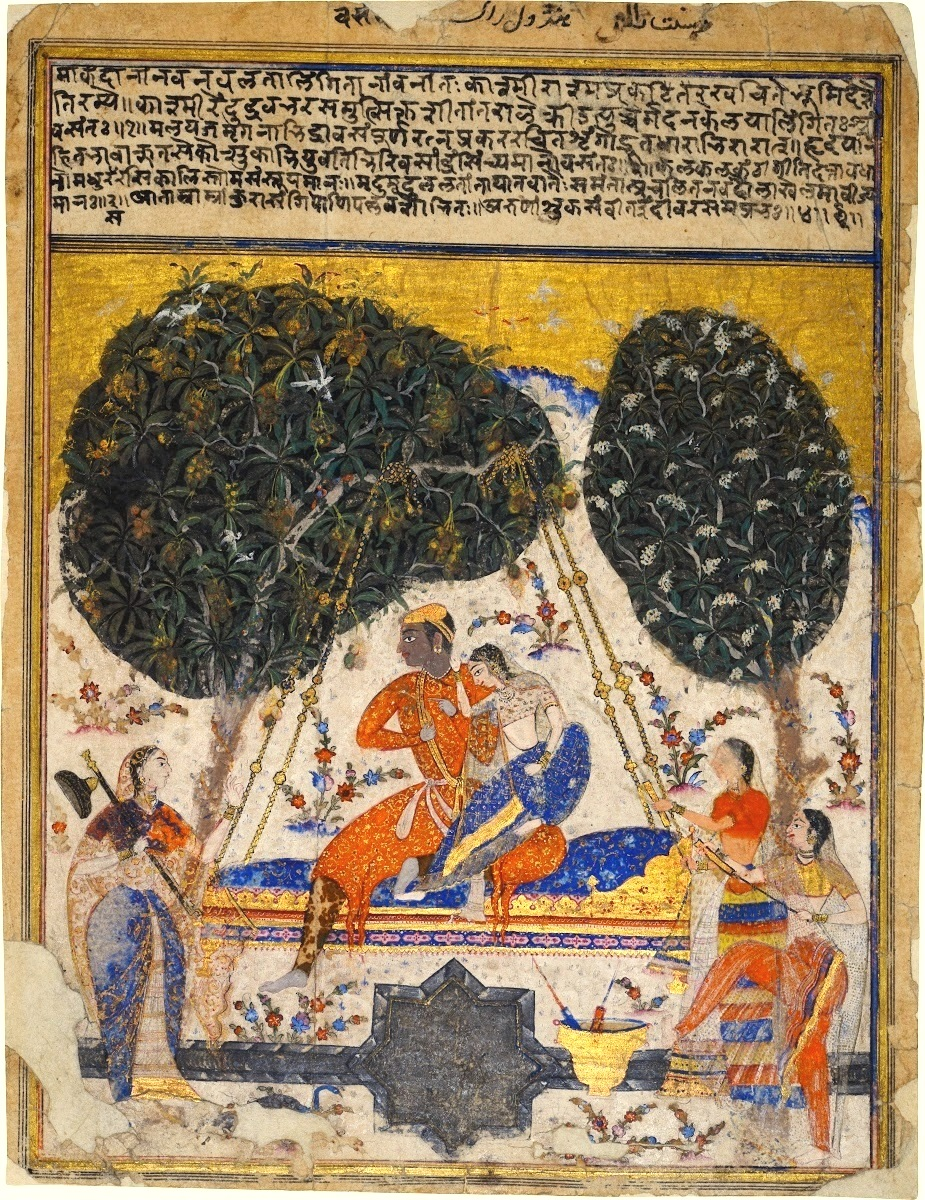
Рага Хиндола, Ахмаднагар, ок. 1590, Национальный музей, Дели
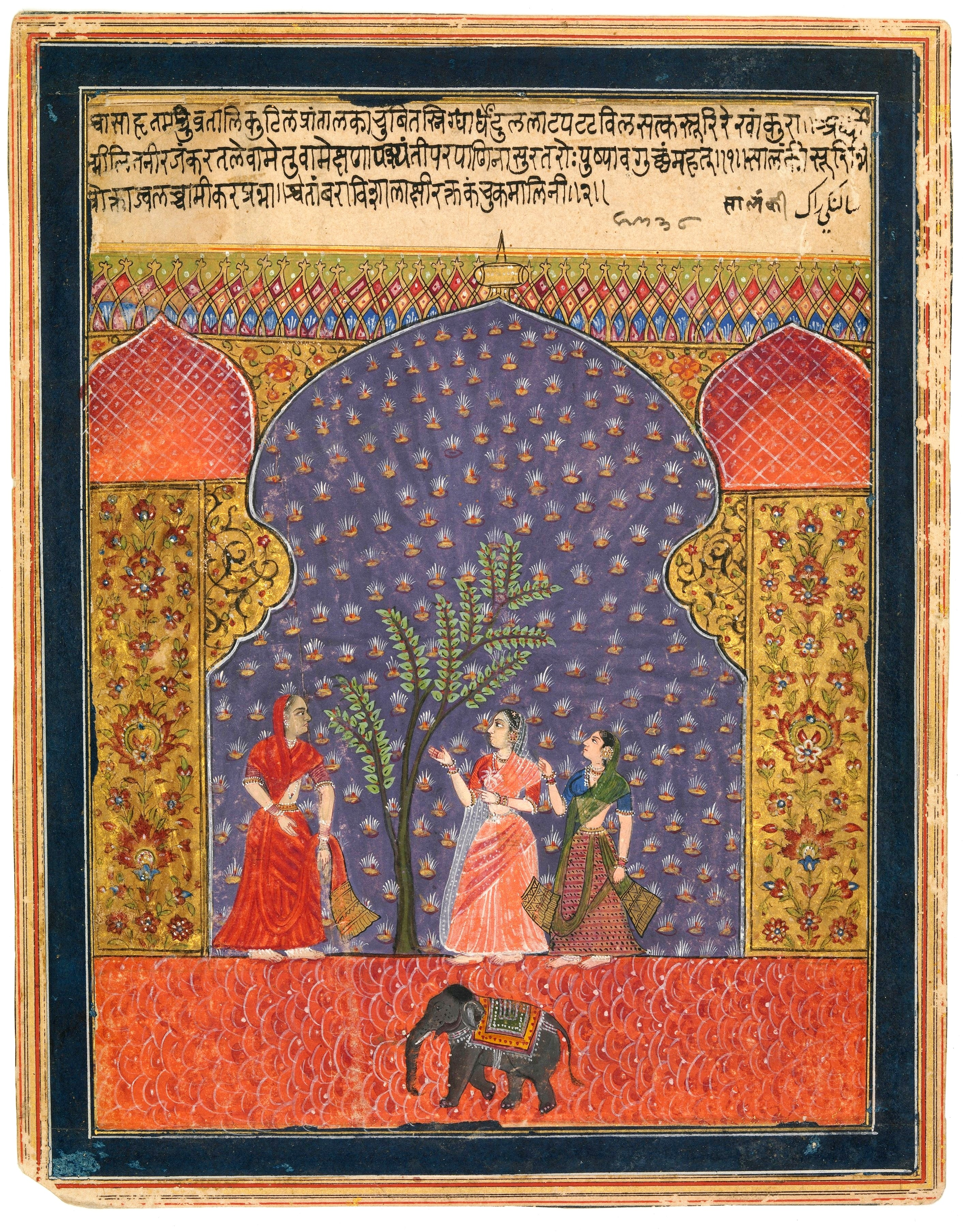
Рага Соланки, Ахмаднагар, ок. 1590, Музей Метрополитен, НЙ
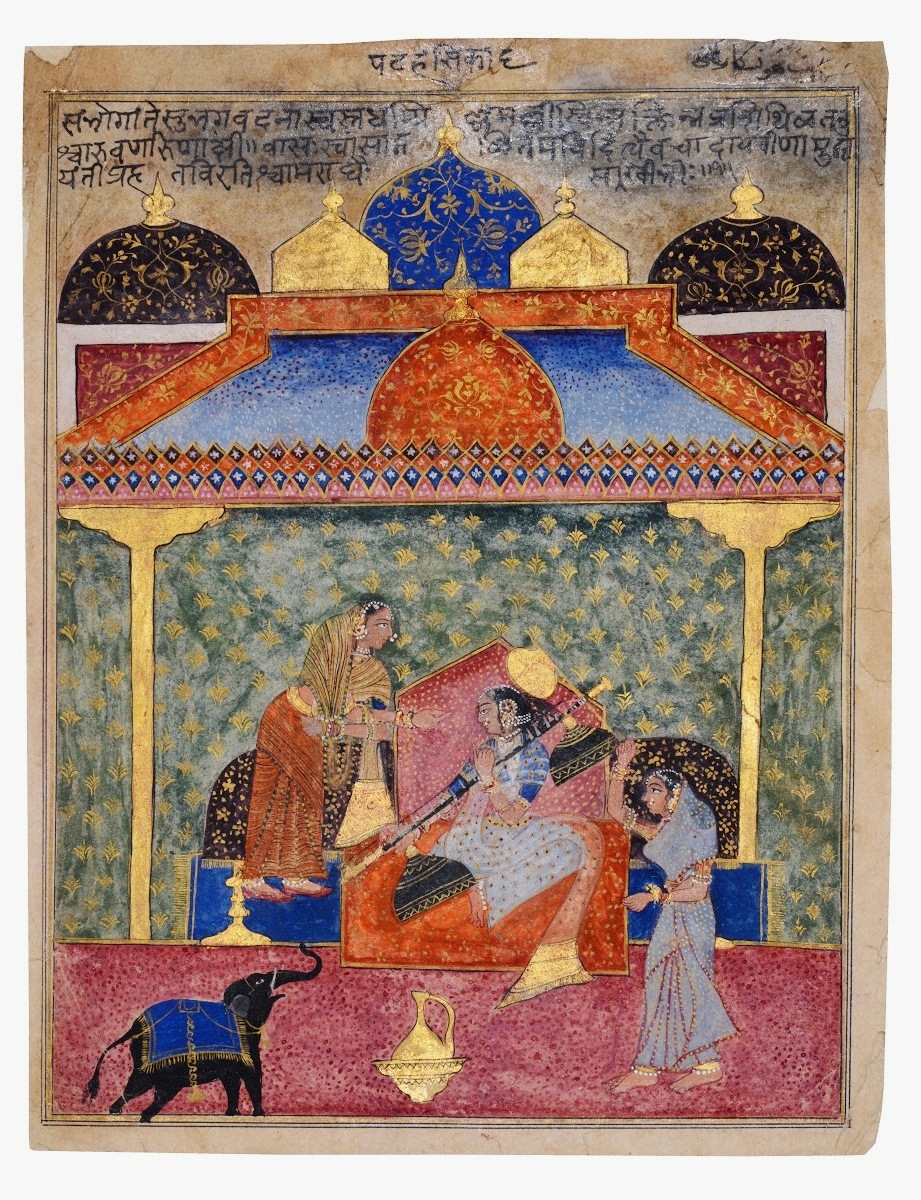
Патахансика Рагини, Ахмаднагар, Сев. Декан, 1590-95, Национальный музей, Дели
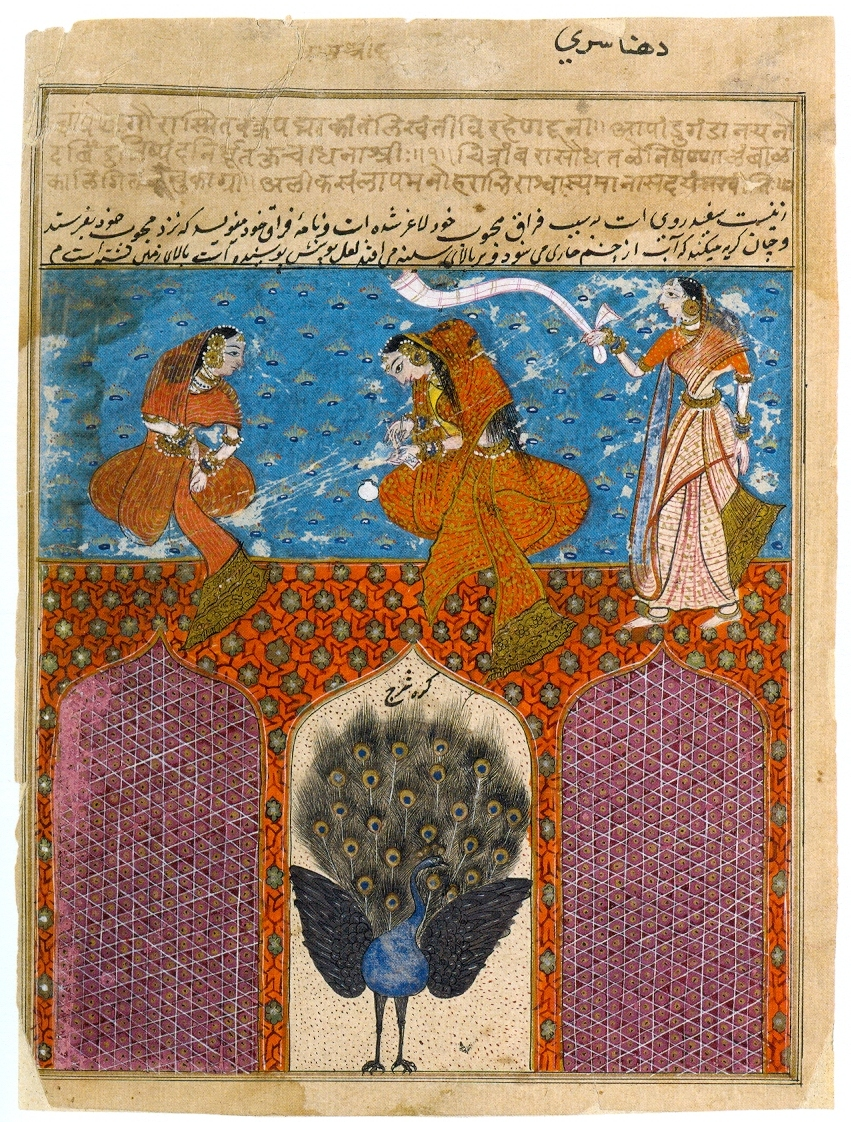
Дханасри Рагини, Сев. Декан, кон.16в., Частное собрание, Лондон
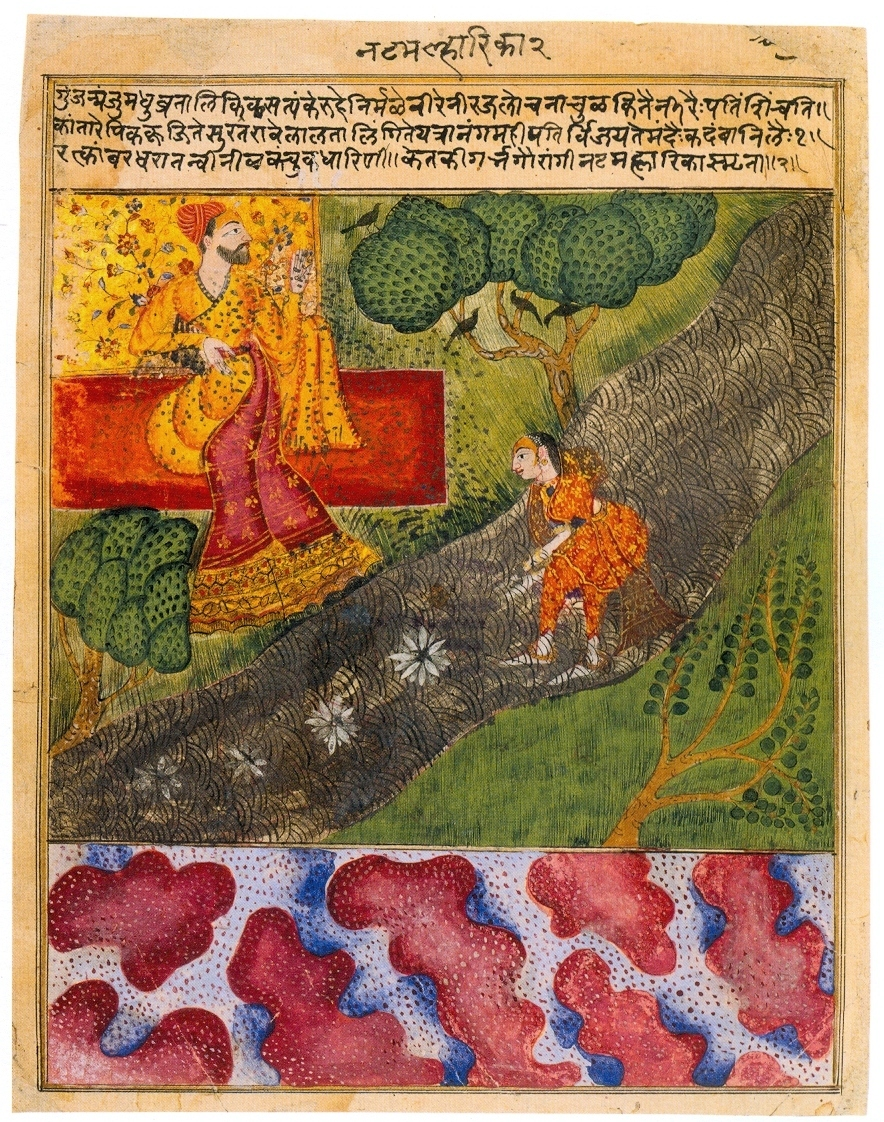
Нат Матхар, Девушка плещет водой из реки на своего возлюбленного, Сев. Декан, кон.16в., Частное собрание, Лондон

## Биджапур (1490-1686).

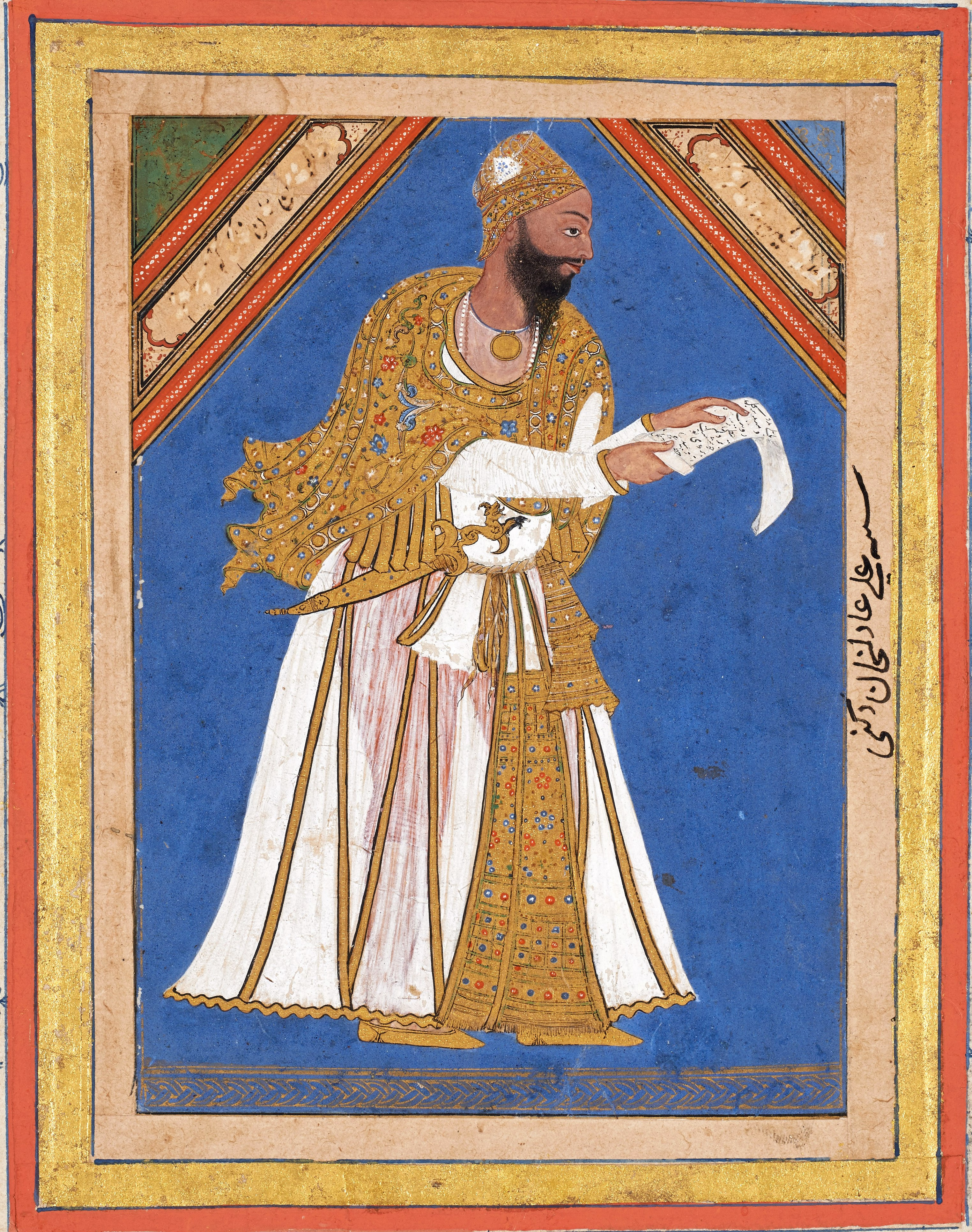
Портрет Али Адил-шаха. Биджапур, 1570-80, Коллекция Давида, Копенгаген

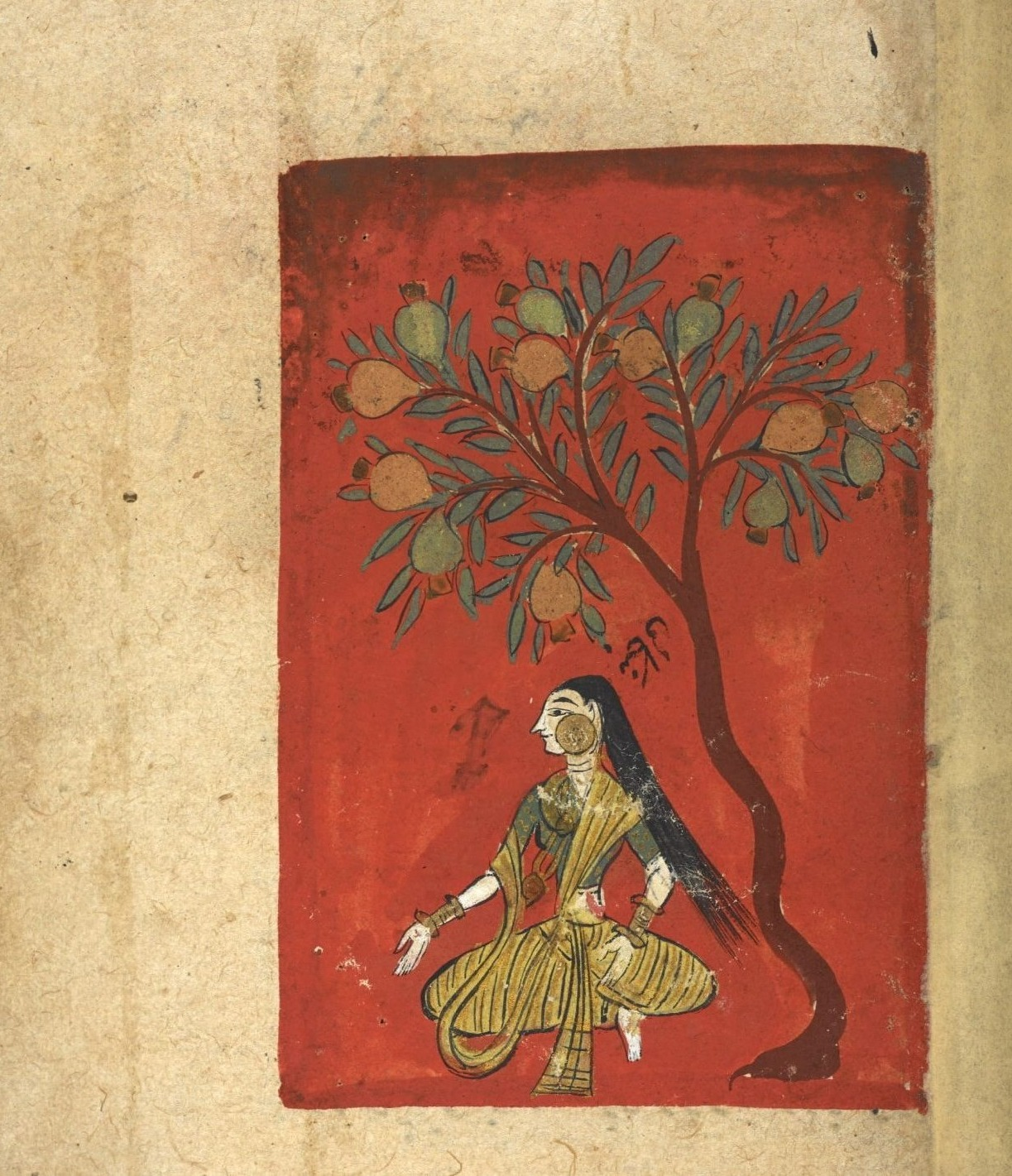
Лист из манускрипта "Джавахир аль-Музикат-и Мухаммади. Биджапур, ок 1570, Британская библиотека

Живопись Биджапура представлена гораздо более полно, она выделяется не только своим количеством, но и качеством. Ни в одном из деканских султанатов не было создано таких поэтичных произведений, которые скорее похожи на грёзу, чем на реальность.

### Али Адил-шах I (1558-1580).

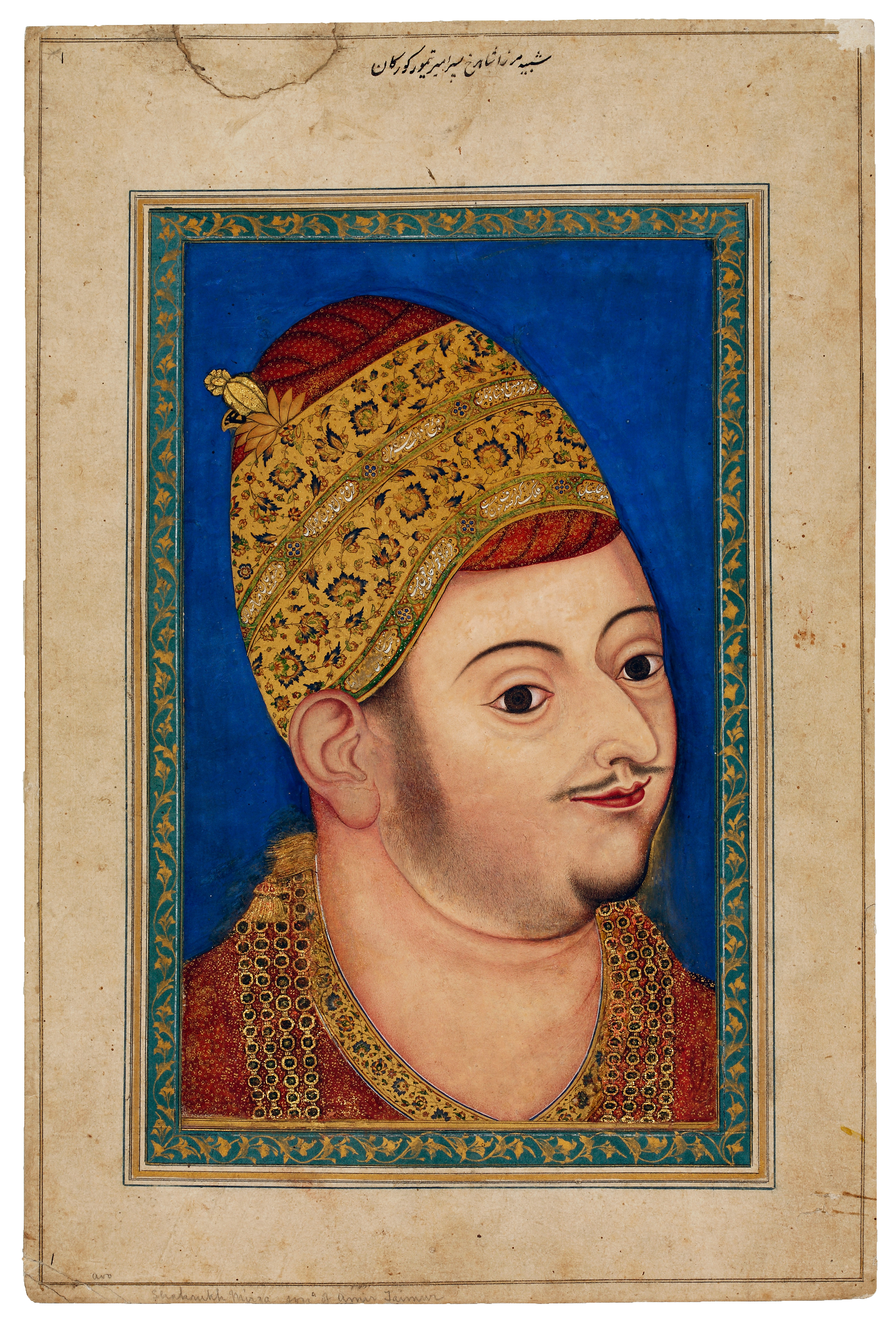
Биканерский художник. Султан Ибрагим Адил-шах II, Биджапур, ок. 1590, Коллекция Давида, Копенгаген

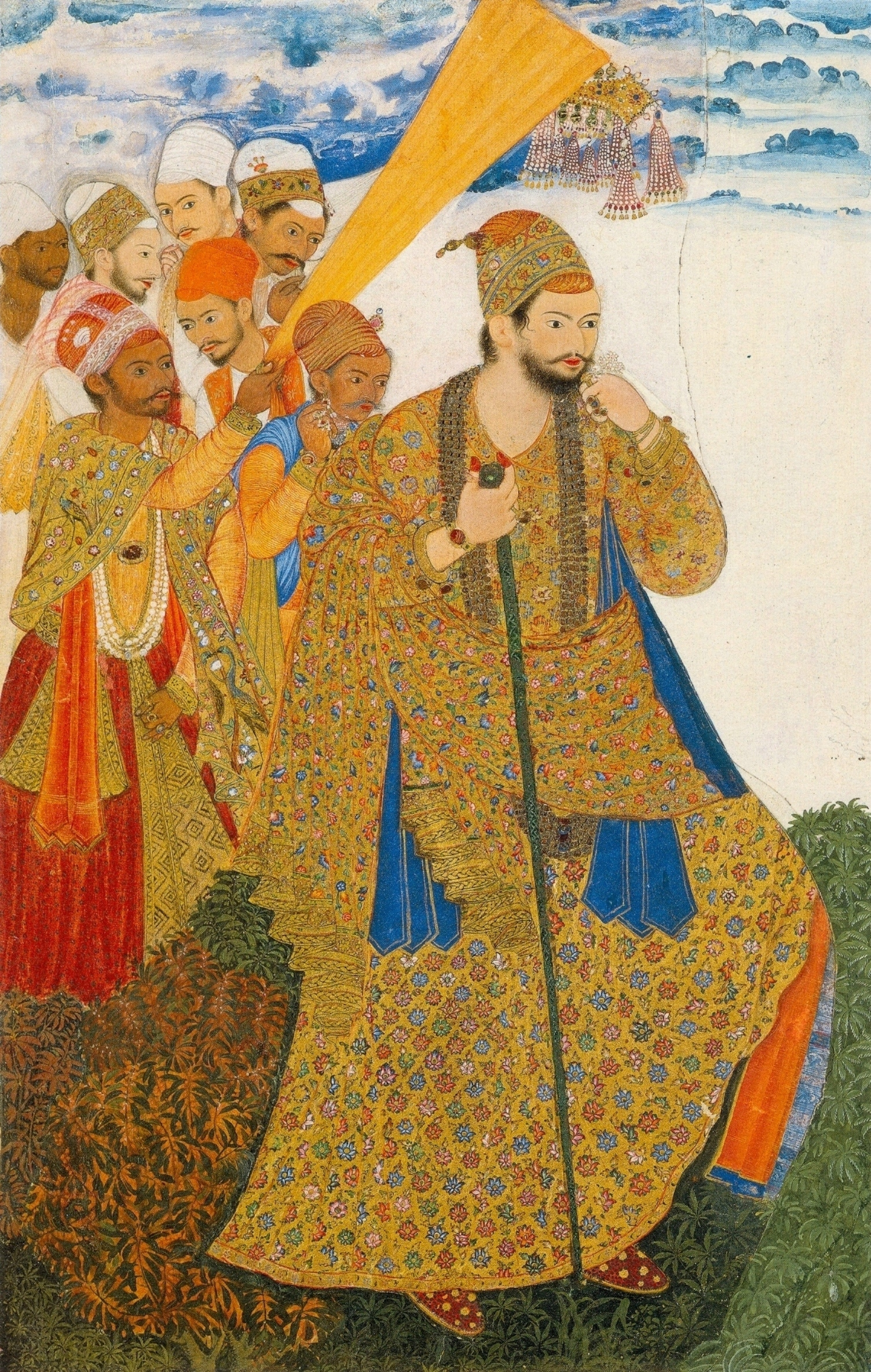
Биканерский художник. Султан Ибрагим Адил-шах II с процессией придворных/ Биджапур, ок 1595, Частное собрание.

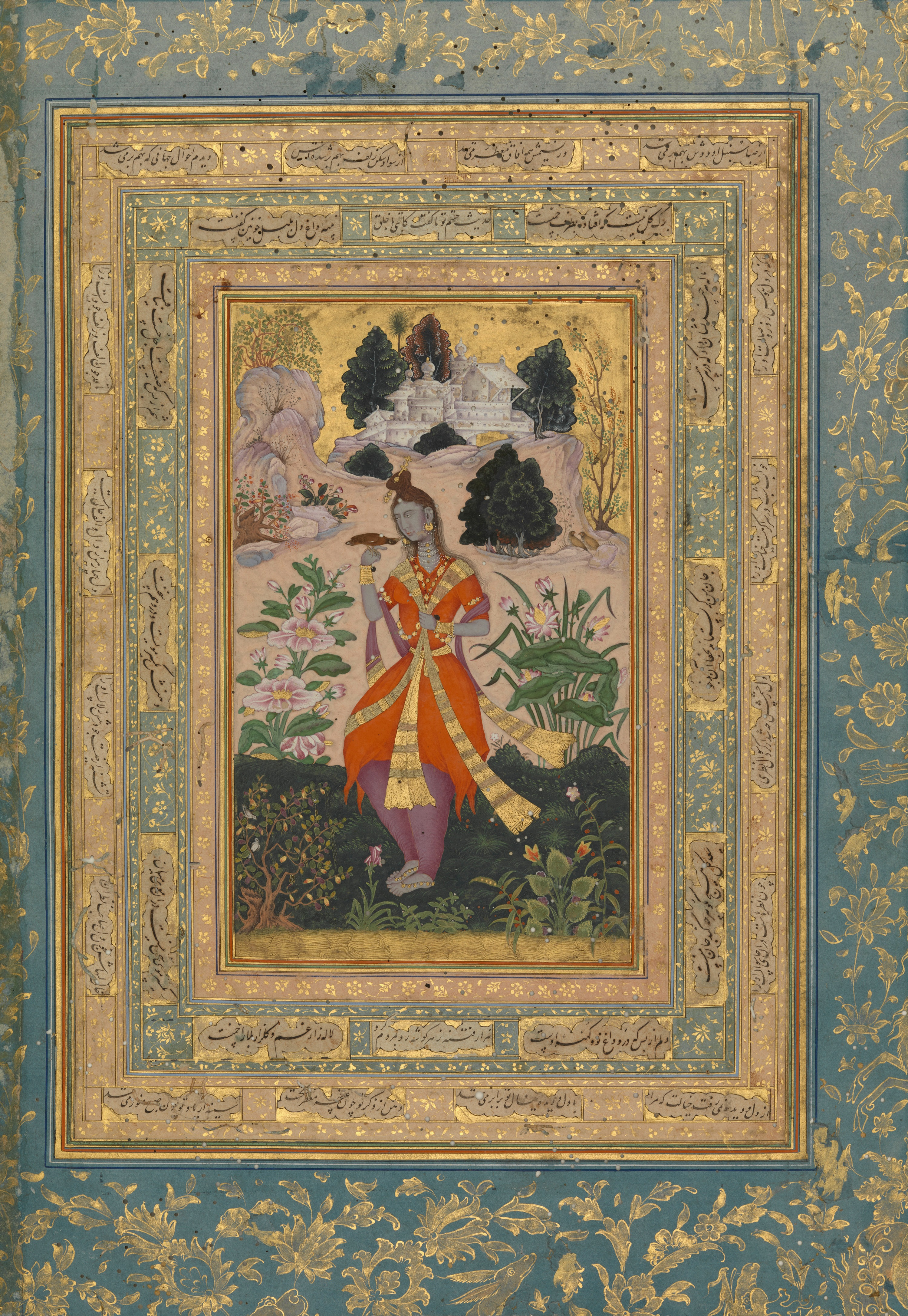
Дублинский художник. Йогиня с майной на руке, Биджапур, нач. 17в., Библиотека Честер Битти, Дублин.

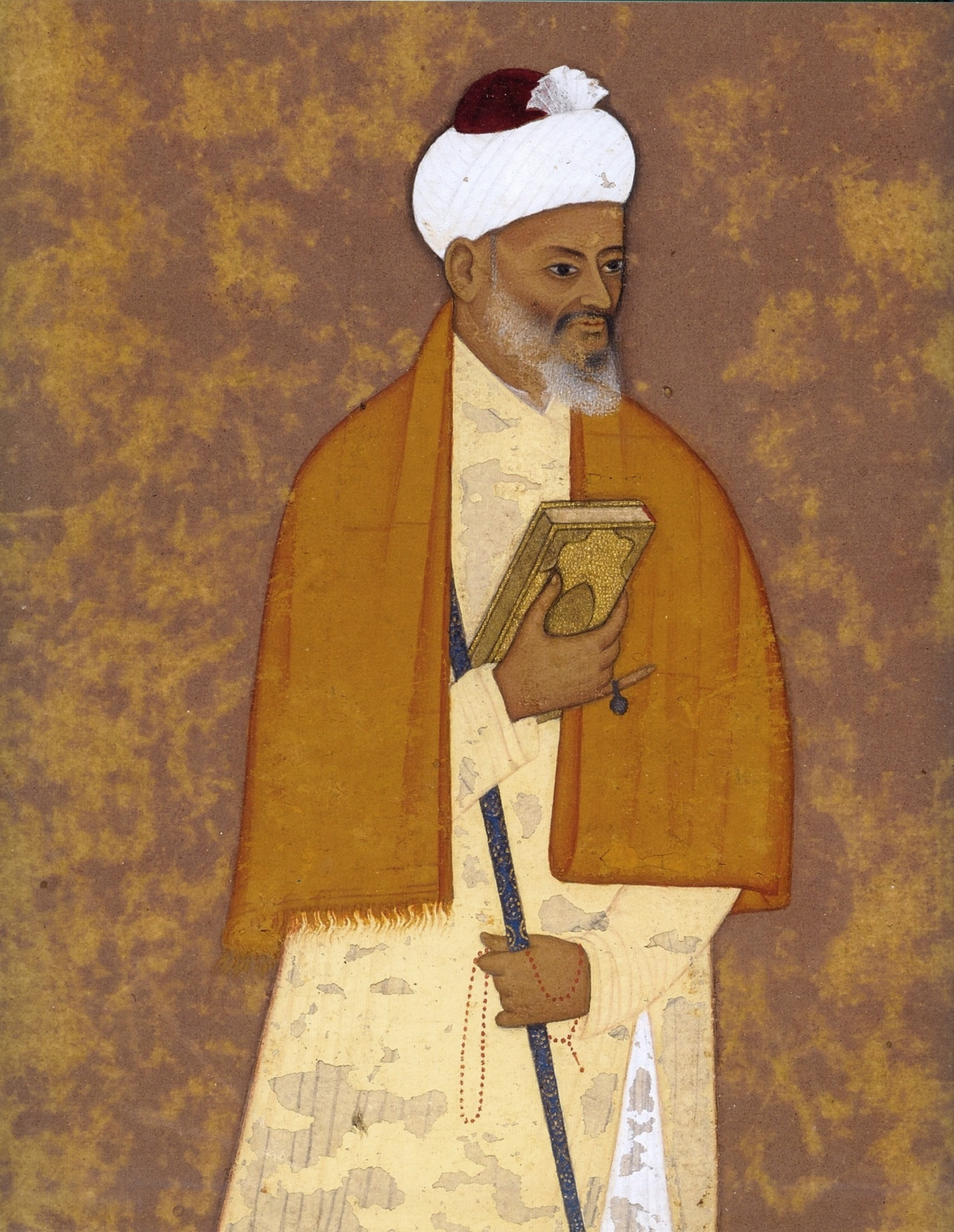
Бодлеянский художник. Мулла, деталь. Биджапур, ок. 1620, Британская библиотека, Лондон.

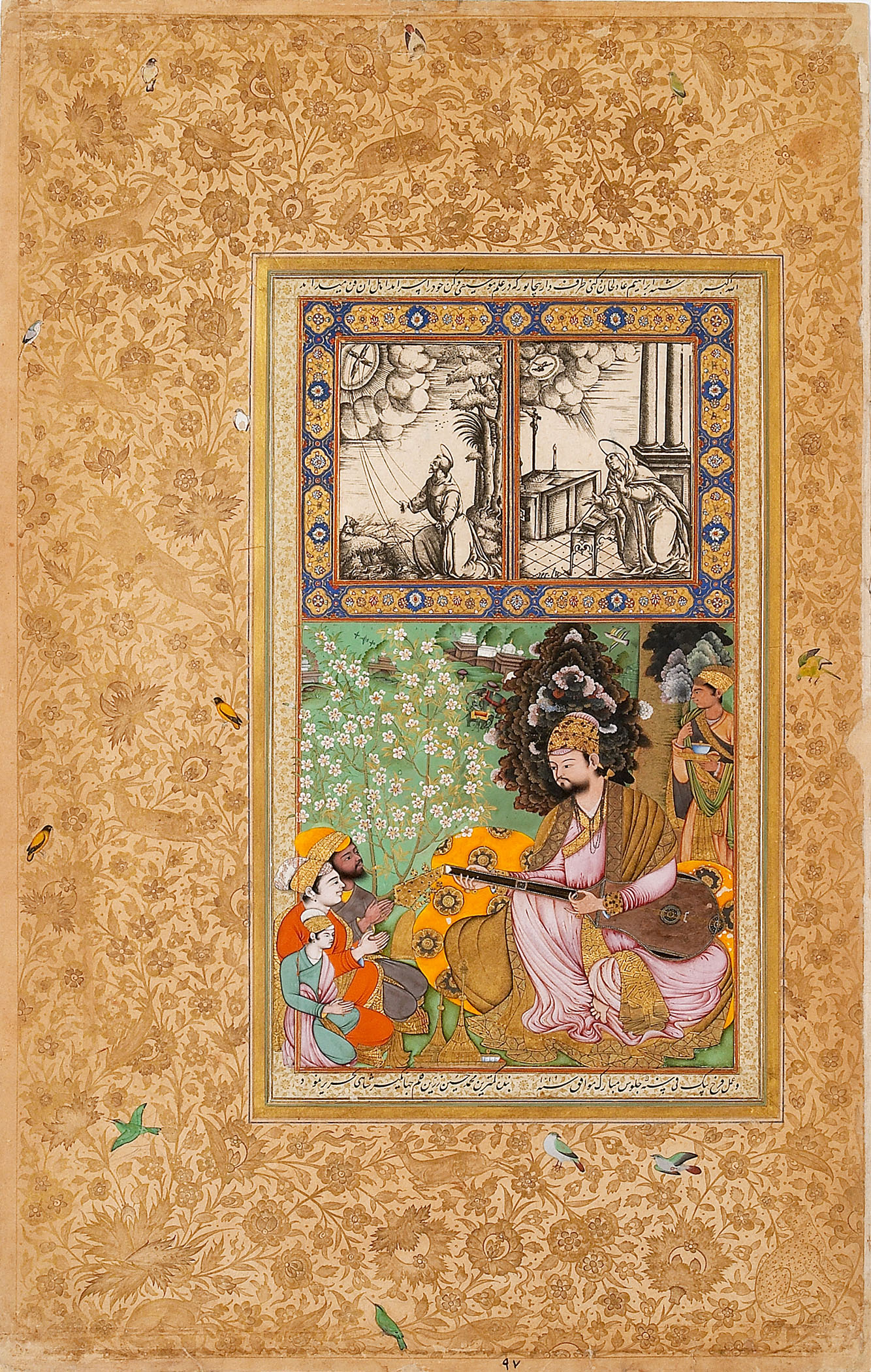
Фаррух Бек. Султан Ибрагим Адил-шах II играет на тампуре, 1595-1600, Музей Напрстек, Прага

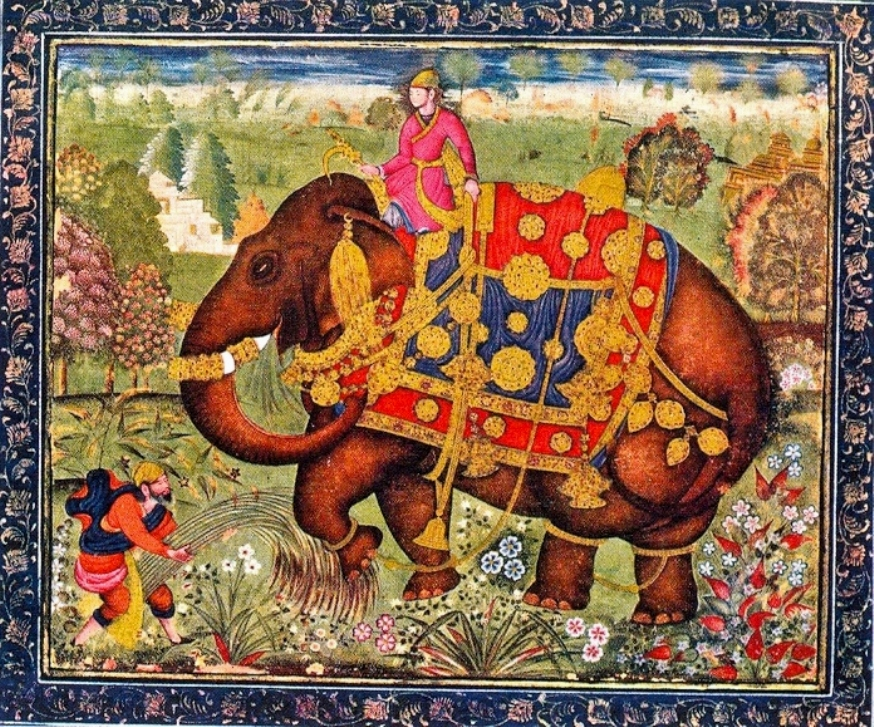
Фаррух Бек. Портрет султанского слона (Аташ Хана или Чанчала). 1600-1604, Миниатюра ранее находилась в частной коллекции в Варанаси.

Биджапурский султанат просуществовал 200 лет, однако первые десятилетия после его возникновения не отмечены никакими памятниками живописи. Самые ранние из дошедших произведений относятся ко времени правления султана Али Адил-шаха I (1558-1580). Он был отважным воином, возглавившим коалиционные войска в битве при Таликоте, и  человеком глубоко приверженным книжному знанию. Исторические источники сообщают, что в его султанской китабхане работали 60 мастеров книжного дела – каллиграфов,  художников, переплётчиков и т.д.  До наших дней дошли его портреты, и ряд иллюстрированных манускриптов, представляющих собой раннюю стадию развития живописи Биджапура. Среди них следует упомянуть «Аджаиб аль-Махлукат» («Чудеса творения», ок. 1560г.), комментарий на маратхи к музыковедческому труду Сарангадевы «Сангита Ратнакара» (ок. 1560, Музей Дворца, Джайпур), руководство по музыке и танцам «Джавахир аль-музикат-и-Мухаммади» («Сокровища музыки Мухаммеда», ок. 1570г., Британская библиотека, Лондон), и энциклопедия по астрологии и магии «Нуджум аль-Улум» («Звёзды наук», датирован 17 августа 1570г., Библиотека Честер Битти, Дублин). 
Особенно интересен для исследователей последний манускрипт, который содержит порядка 400 миниатюр, а если считать со знаками зодиака - 780. Автор этой книги неизвестен (приписывают  самому Али I); текст представляет собой компиляции санскритских и персидских источников: с одной стороны, индусской концепции Вселенной, с другой, идей аль-Казвини и Аполлония Тианского, попавших в Индию через персидские источники. Стилистика иллюстраций подобным же образом сочетает в себе традиционную индусскую культуру с персидской, присущей биджапурскому двору. Эксперты предполагают, что над миниатюрами работали художники-индусы из Виджаянагара, захваченные после битвы при Таликоте, наряду с художниками-персами из китабхане Али, натренированными в традиционной персидской манере. Иллюстрации манускрипта разные по качеству, а стиль изображения человеческих фигур практически совпадает с миниатюрами из манускрипта «Джавахир аль-музикат-и-Мухаммади» («Сокровища музыки Мухаммеда», ок. 1570г., Британская библиотека, Лондон), также вышедшего из стен мастерской султана Али. 

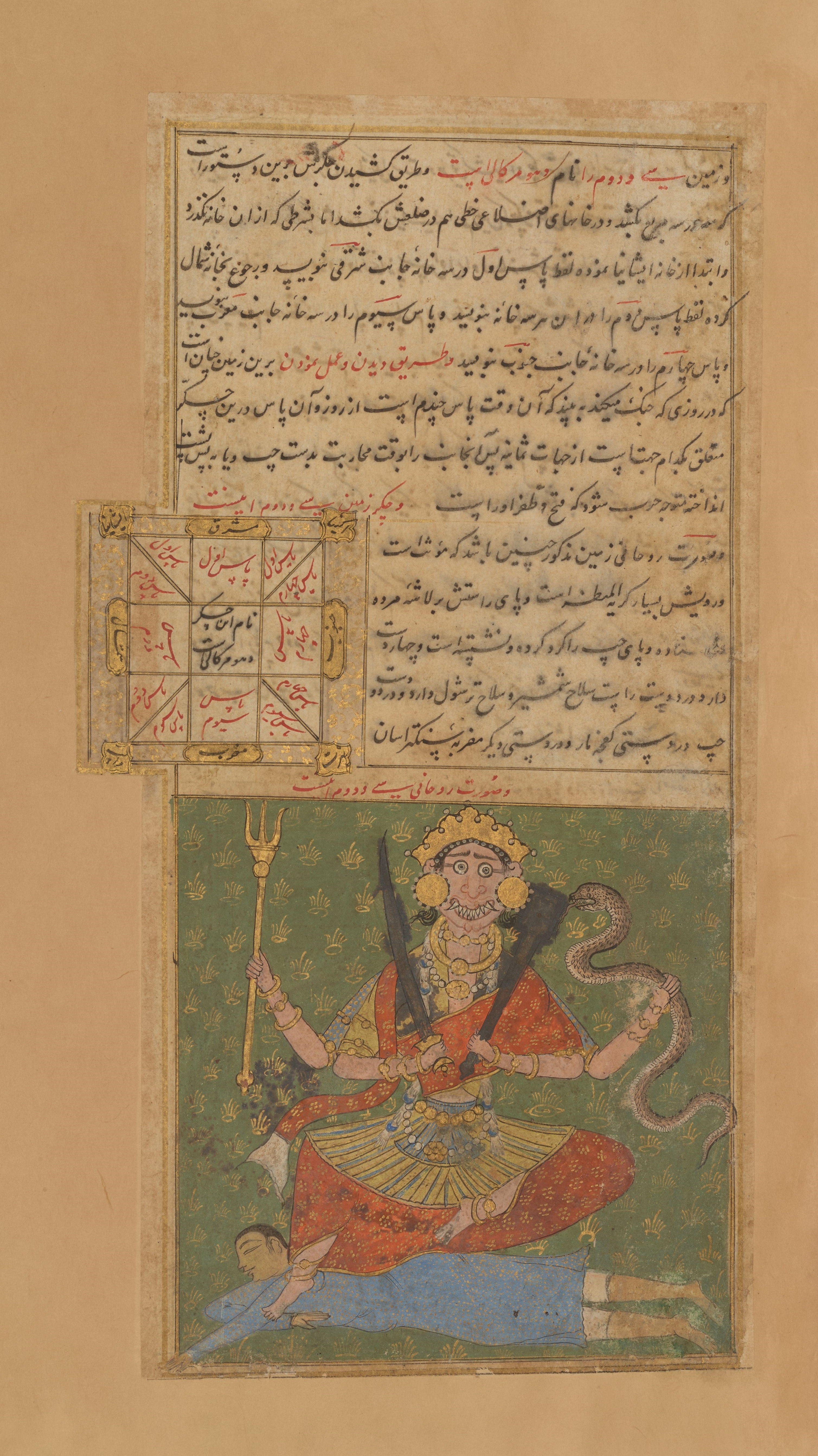
Дхумракали, "Нуджум аль-Улум", Биджапур, 1570, Библиотека Честер Битти, Дублин
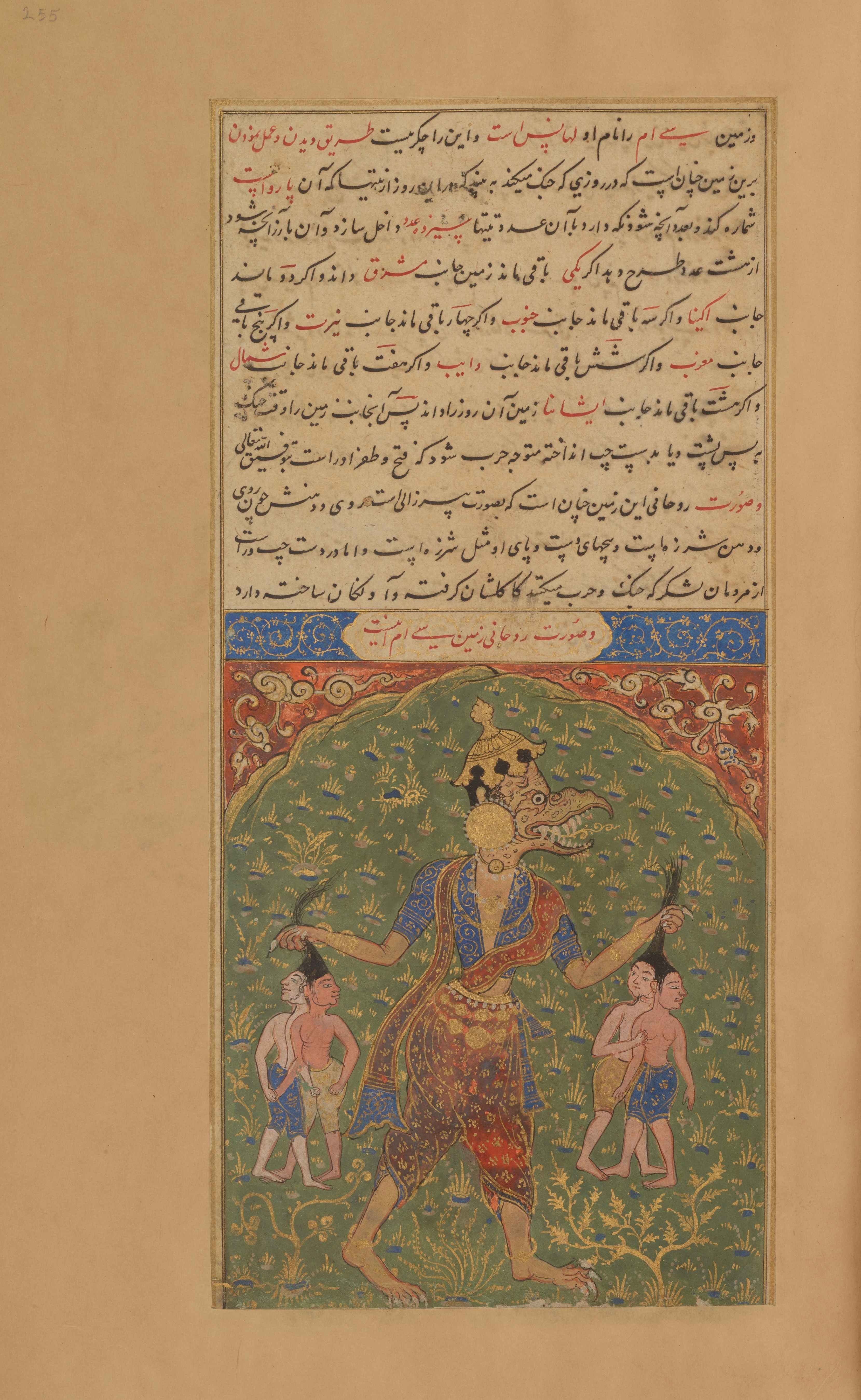
Рухани Лханас. "Нуджум аль-Улум", Биджапур, 1570, Библиотека Честер Битти, Дублин
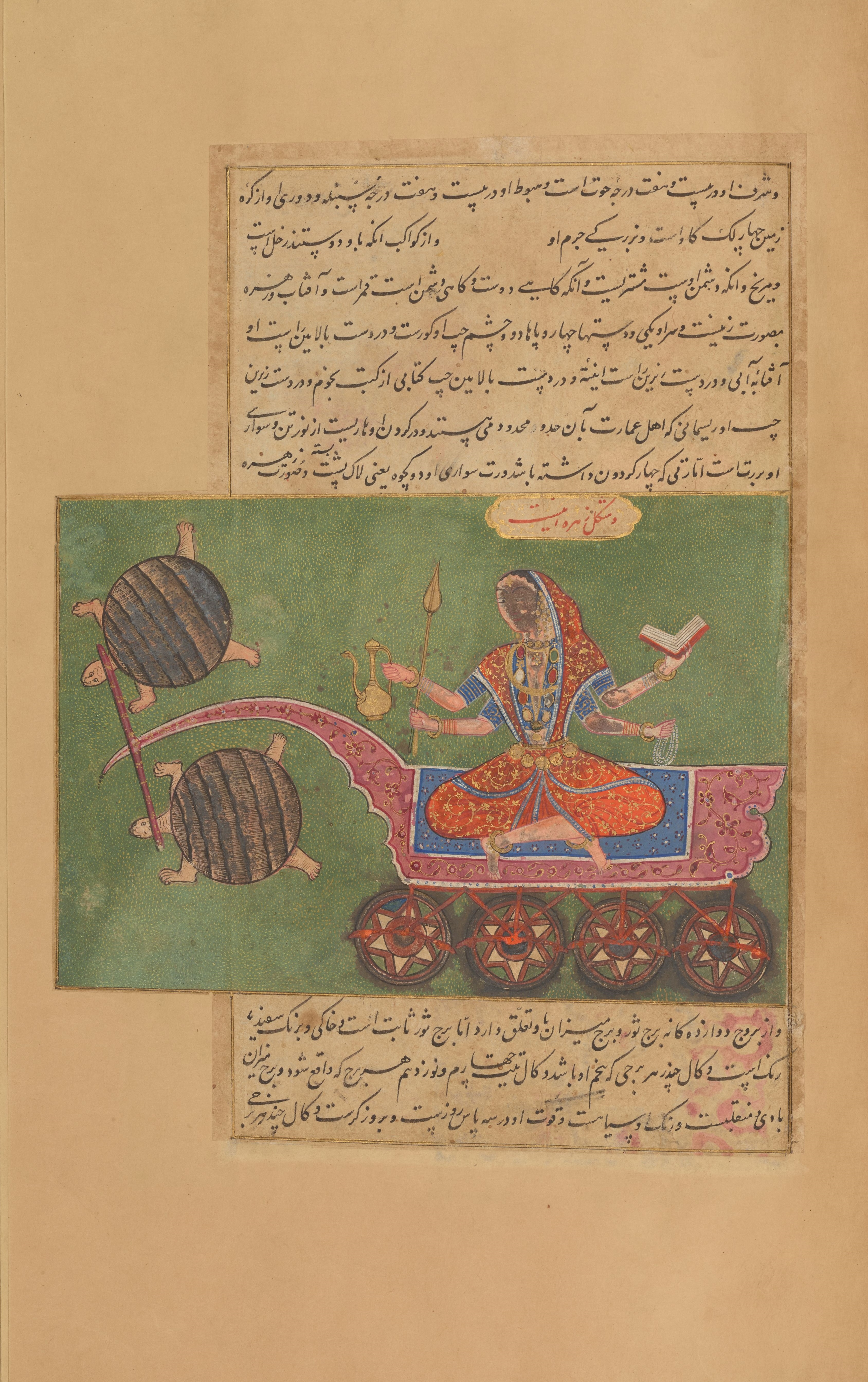
Знаки Зодиака. Зухра (Венера)"Нуджум аль-Улум", Биджапур, 1570, Библиотека Честер Битти, Дублин
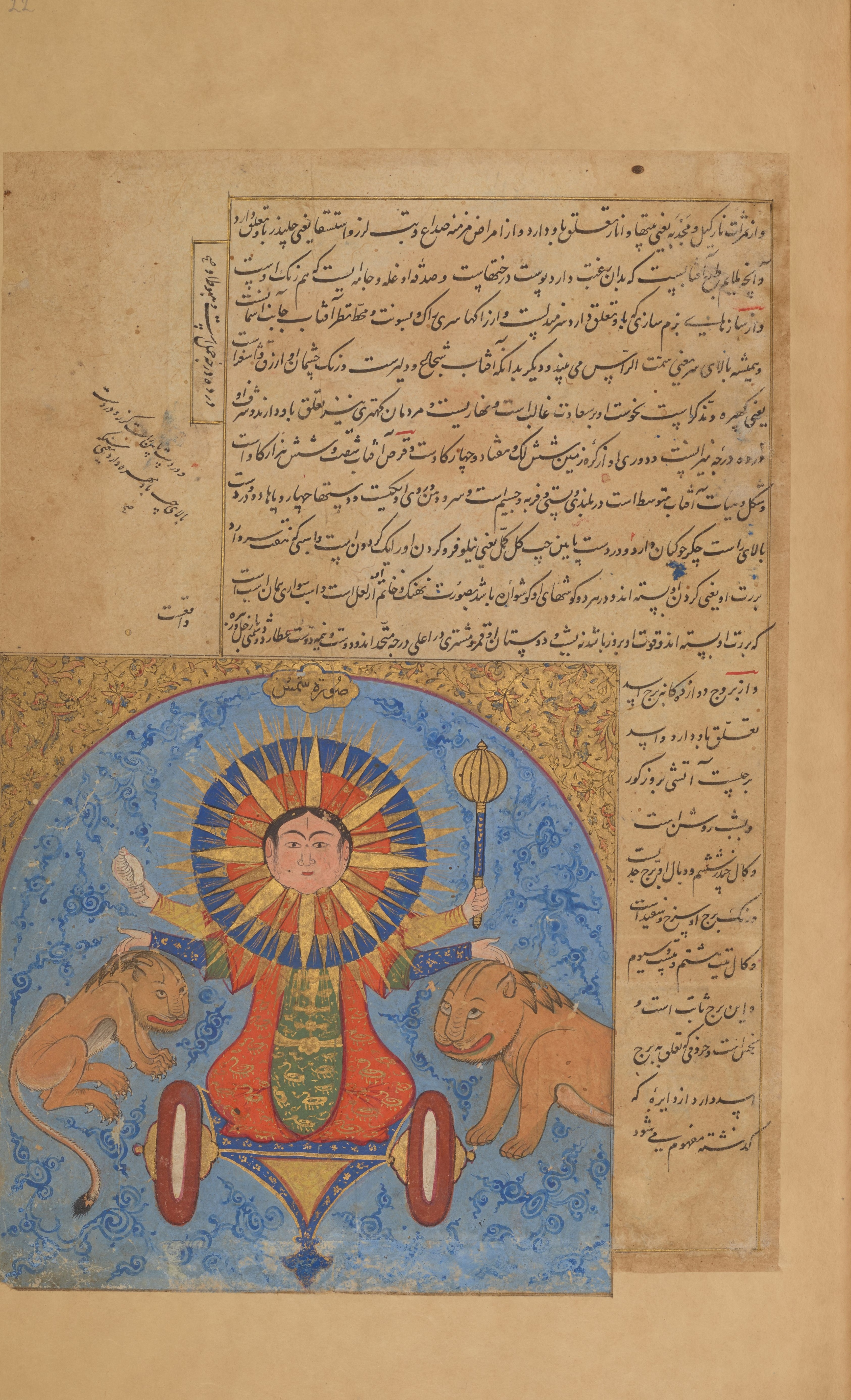
Знаки Зодиака. Солнце. "Нуджум аль-Улум", Биджапур, 1570, Библиотека Честер Битти, Дублин
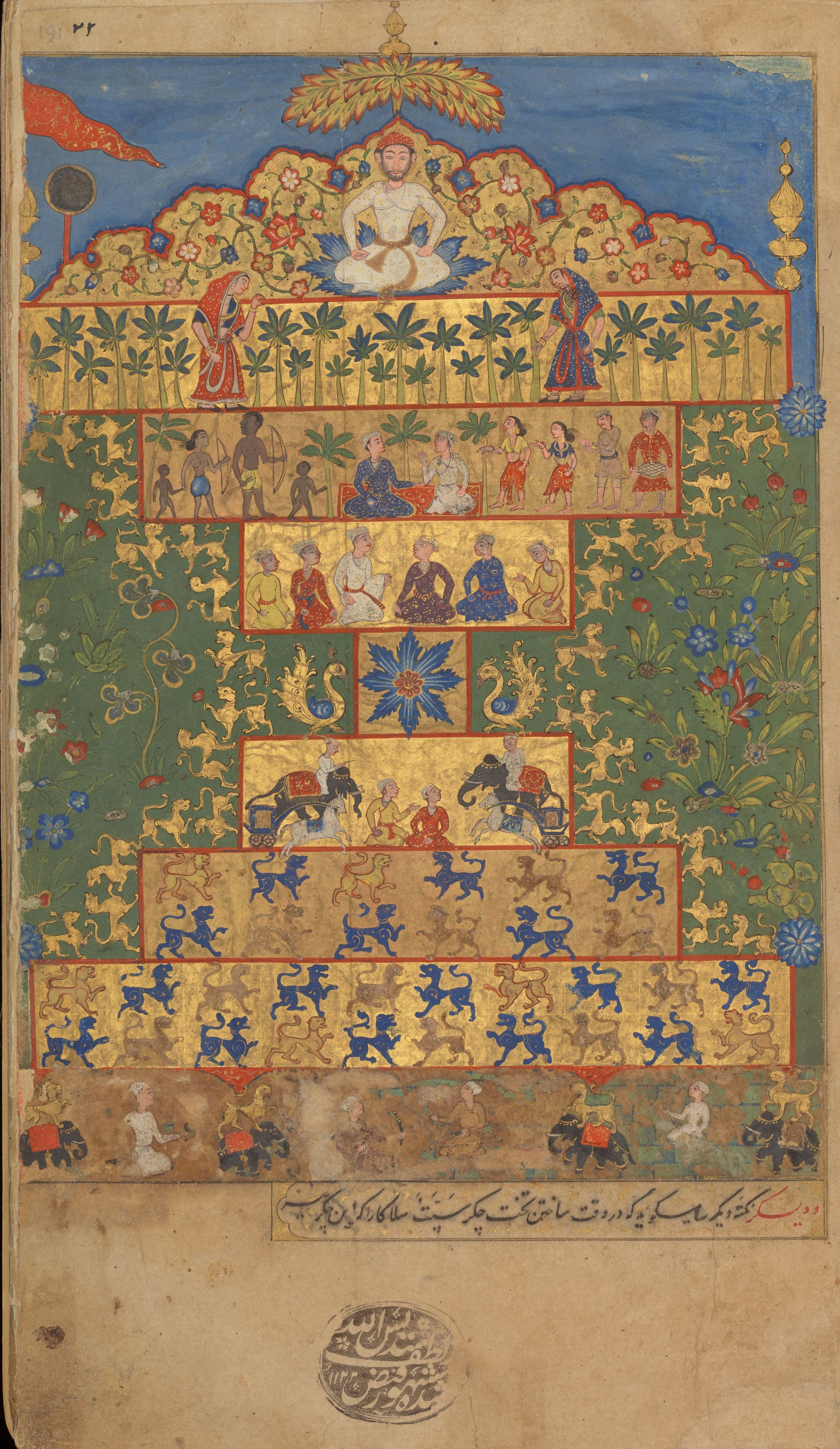
Правитель на семиступенчатом троне. "Нуджум аль-Улум", Биджапур, 1570, Библиотека Честер Битти, Дублин
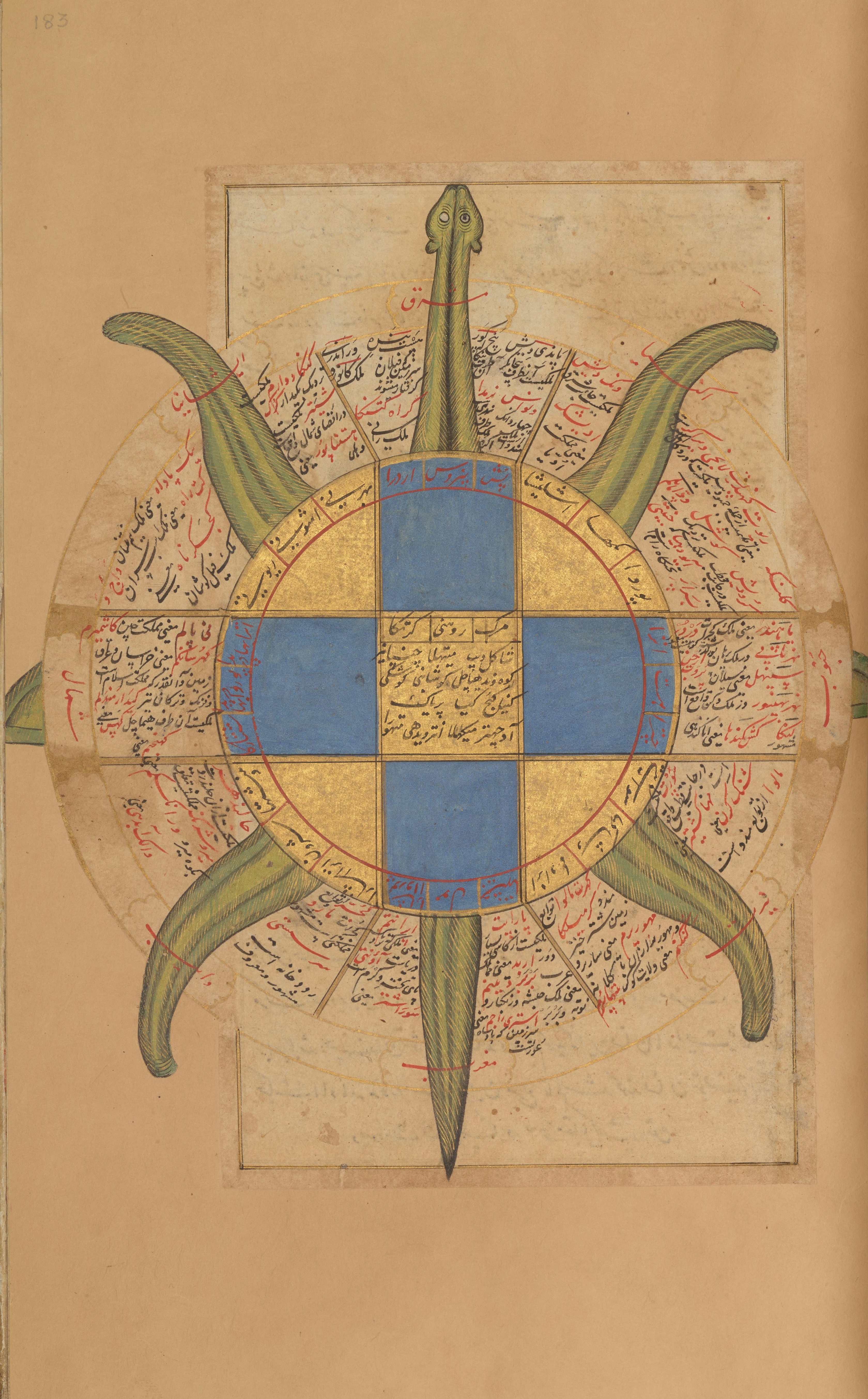
Курум Чакрам. "Нуджум аль-Улум", Биджапур, 1570, Библиотека Честер Битти, Дублин

Миниатюры «Нуджум аль-Улум» представляют собой любопытную галерею индусских божеств таких, как, например, Дхумракали (тантрическое божество «Серая Кали»), или Рухани Лханас – богиня, способствующая успеху правителя в воинском сражении. Там есть персидские знаки Зодиака, а также сложные оккультно-космогонические построения, такие как «Семиступенчатый трон правителя», или «Курум Чакрам» - изображение сложной диаграммы в виде черепахи, призванной дать правителю предсказание: при какой астрологической ситуации и знаке Зодиака в каком географическом районе ждать неприятностей, и каким образом на них реагировать – напр. объявлять кому-то войну, или, напротив, обойтись мирными средствами и т.д. Доподлинно неизвестно, помогли ли Али Адил-шаху I эти магические диаграммы, но своё государство он передал потомкам в гораздо лучшем состоянии, чем принял.

### Ибрагим Адил-шах II (1580- 1627)
Ибрагим занял биджапурский трон в возрасте 9 лет и правил дольше всех иных султанов этого государства – 47 лет с 1580 по 1627 год. Он имел глубокую склонность к мистицизму, и это решающим образом сказалось на стилистике биджапурской живописи. Подобно могольскому императору Акбару, который стал «отцом» могольского реализма, или джалаиридскому султану Ахмаду, определившему лирическую трансформацию персидской живописи, Ибрагим Адил-шах II  воплотил в живописи свои мистико-поэтические чувства.
Ирагим был человеком с крайней чувствительностью к музыке, прекрасно игравшим на разных инструментах, и сочинившим целый поэтический сборник песен «Китаб и-Наурас» («Книга девяти раса», или «Книга девяти сущностей»). В нём он воспевает индусские божества, Рагамалу, печаль разлуки со своим любимым слоном Аташ Ханом и любимым тампуром, который он называл Моти Ханом, вспоминает свою мать Бари Сахиб и супругу Чанд Султан. Он там также воспевает индусскую богиню познания Сарасвати, пророка Мухаммеда, и похороненного в Гульбарге святого-суфия Гесу Дараза. Центральный термин книги – «наурас» («девять сущностей») ведёт своё происхождение из традиционной индийской эстетики, в которой есть понятие «раса»; термин «наурас» был широко представлен в биджапурской государственной эмблематике – от надписей на монетах, до названия нового города Наураспура. Вероятно, в системе представлений Ибрагима «наурас» было центральным, глубинным понятием, как эстетическим, так и духовно-мистическим.
Кроме увлечения музыкой Ибрагим II был щедрым меценатом, покровительствовавшим художникам, каллиграфам, поэтам и историкам. Под его прямым руководством историки Феришта и Рафи аль-Дин Ширази написали свои хроники, благодаря которым известны многие детали истории Биджапура.
Характерными чертами живописи в правление Ибрагима было применение светотени в портрете, (приём, вероятно, был почёрпнут из европейских или могольских источников), внимание к изображению красивых узоров тканей, создание «типично биджапурского» пейзажного фона с буйной растительностью и элементами деканской архитектуры, и психологизм, присущий лучшим экземплярам портретов.
К наиболее ранним миниатюрам, созданным в китабхане Ибрагима, относят два его портрета – один, где ему, судя по бородке, 18-20 лет (ок. 1590г., Коллекция Давида, Копенгаген); на другом, где он чуть постарше, султан изображён с процессией придворных (ок. 1595г., частное собрание, Лондон). Обе работы М. Зебровски атрибутировал анонимному мастеру, которого он назвал «Биканерский художник» в связи с тем, что второй портрет ранее находился в княжеской коллекции Биканера. 
К этому же периоду конца 16 – нач. 17 века относится рукопись «Пем Нем» («Правила любви», 1591- 1604, Британская библиотека, Лондон) -  романтическая притча о любви, понимаемой в суфийском духе, которую написал придворный поэт Хасан Манджу Хальджи, имевший псевдоним «Ханс». Главные герои – принц Шахджи из Кульдипа и принцесса Махджи с острова Сангалдип воспылали любовным огнём после того, как увидели портреты друг друга, однако при личной встрече оказались столь разочарованы, что Шахджи на целый год погрузился в раздумья, а Махджи в печаль, подумав, что их любовь всего лишь иллюзия. Но всё закончилось хорошо, Шахджи осознал, что его любовь истинна, и влюблённые, в конце концов, поженились. Эта метафорическая история – вариация на распространённую в Персии и Индии идею, что познать истинность Бога, можно только воссоединившись с ним. 

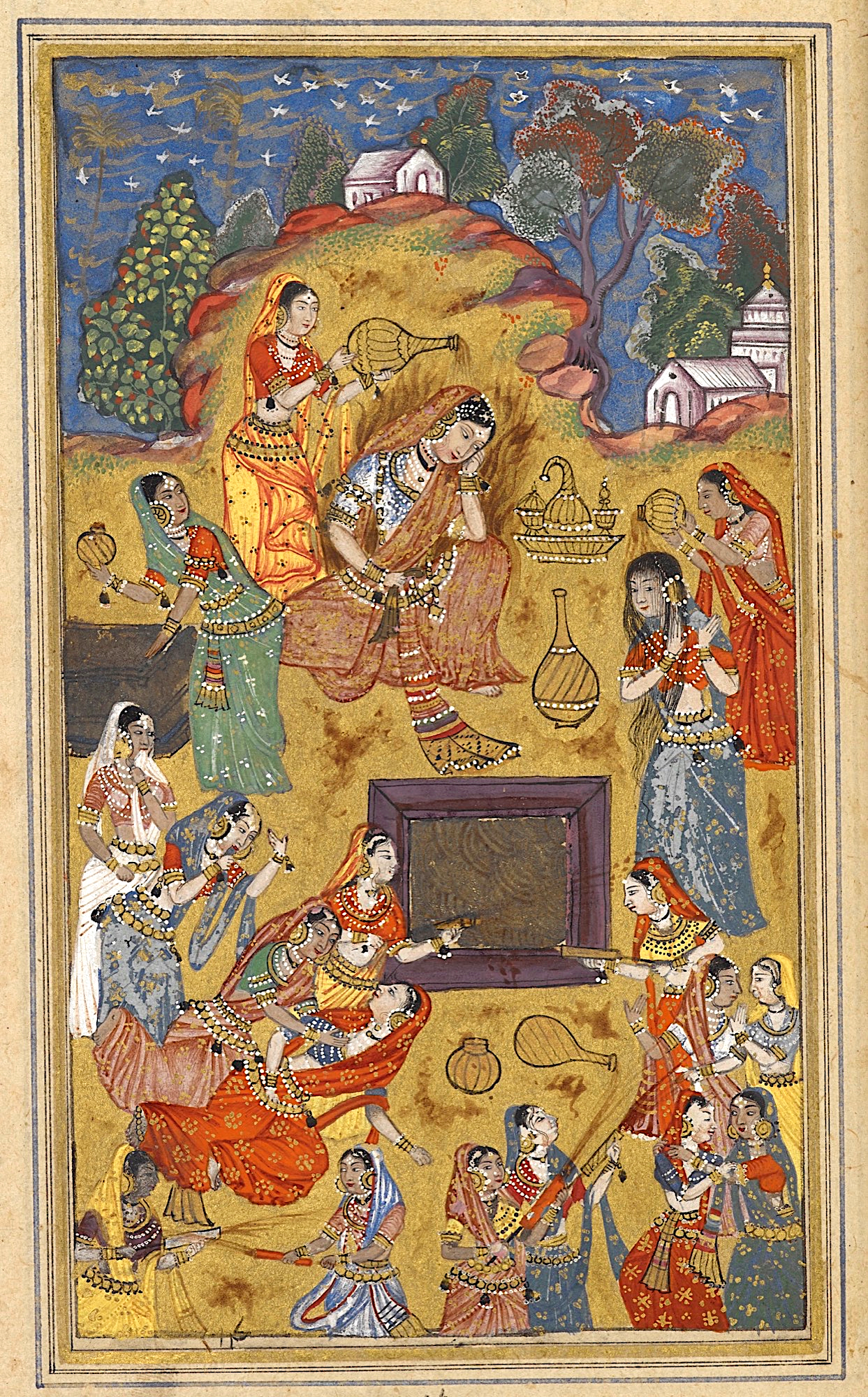
Махджи, воспламенённая любовью. "Пем Нем", Рука С, ок.1600, Британская Библиотека
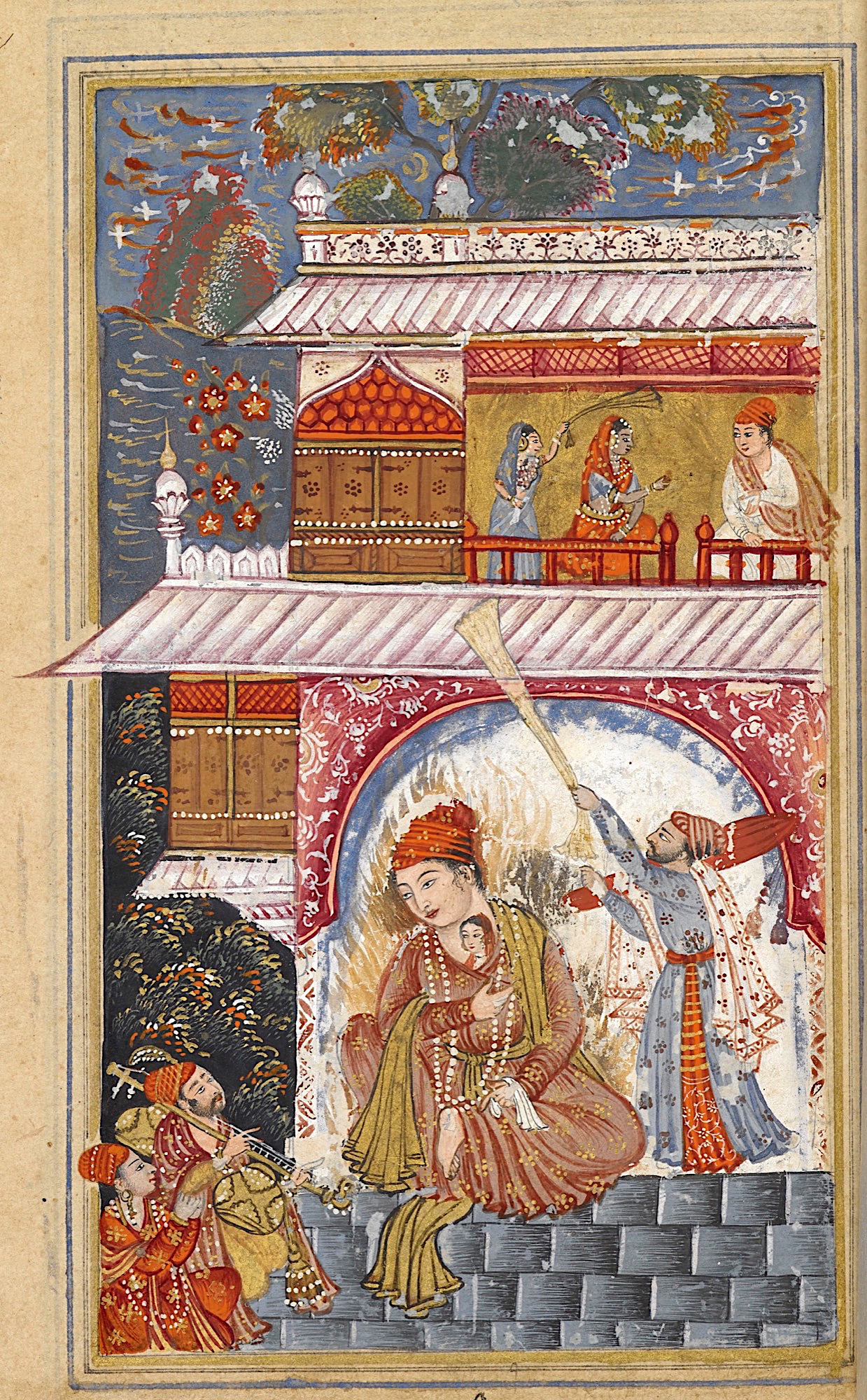
Шахджи воспламенившийся любовью, "Пем Нем", Рука С,ок.1600, Британская Библиотека
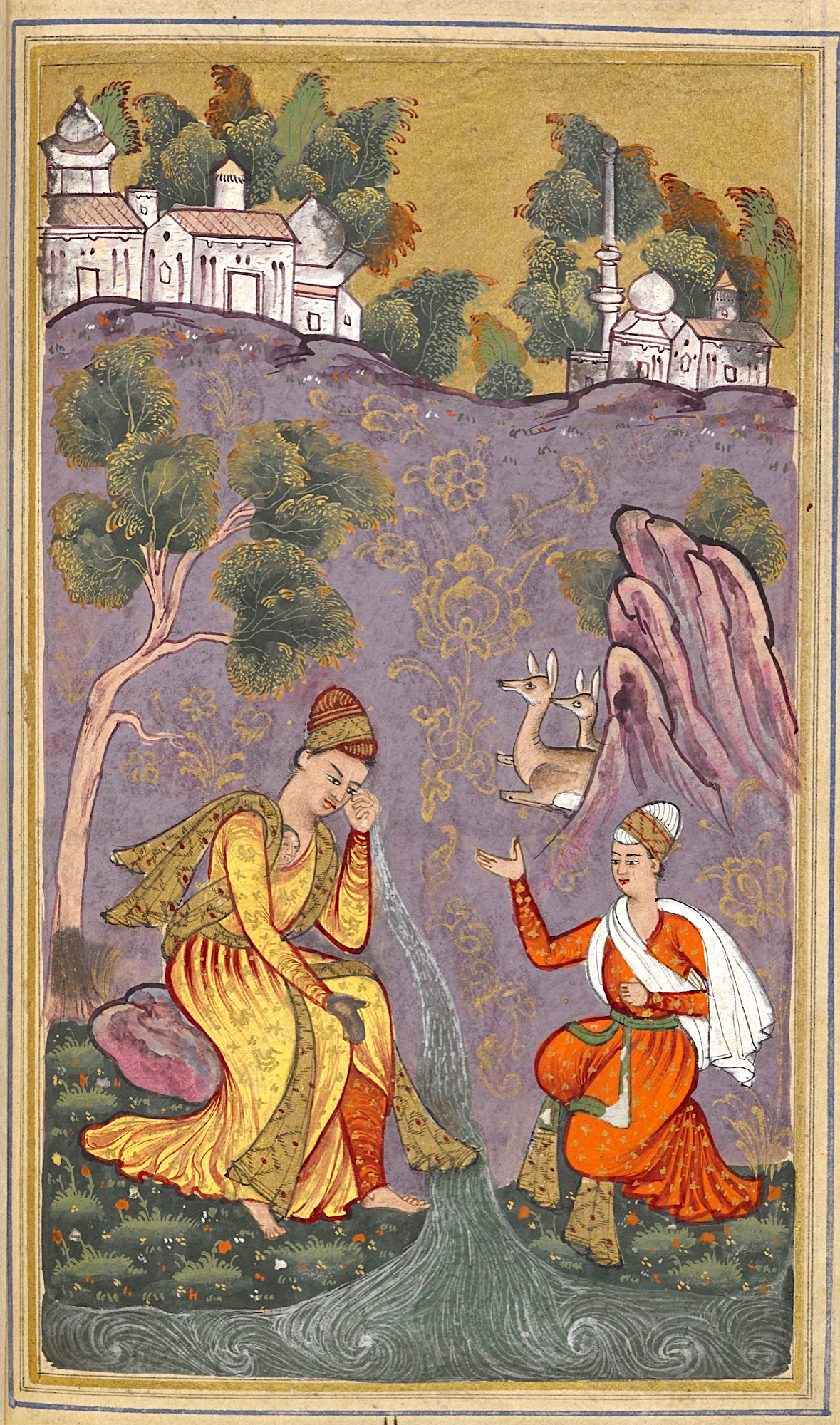
Шахджи изливает поток слёз, подумав, что Махджи - это иллюзия в его сердце. "Пем Нем", Рука В, ок.1610, Британская Библиотека
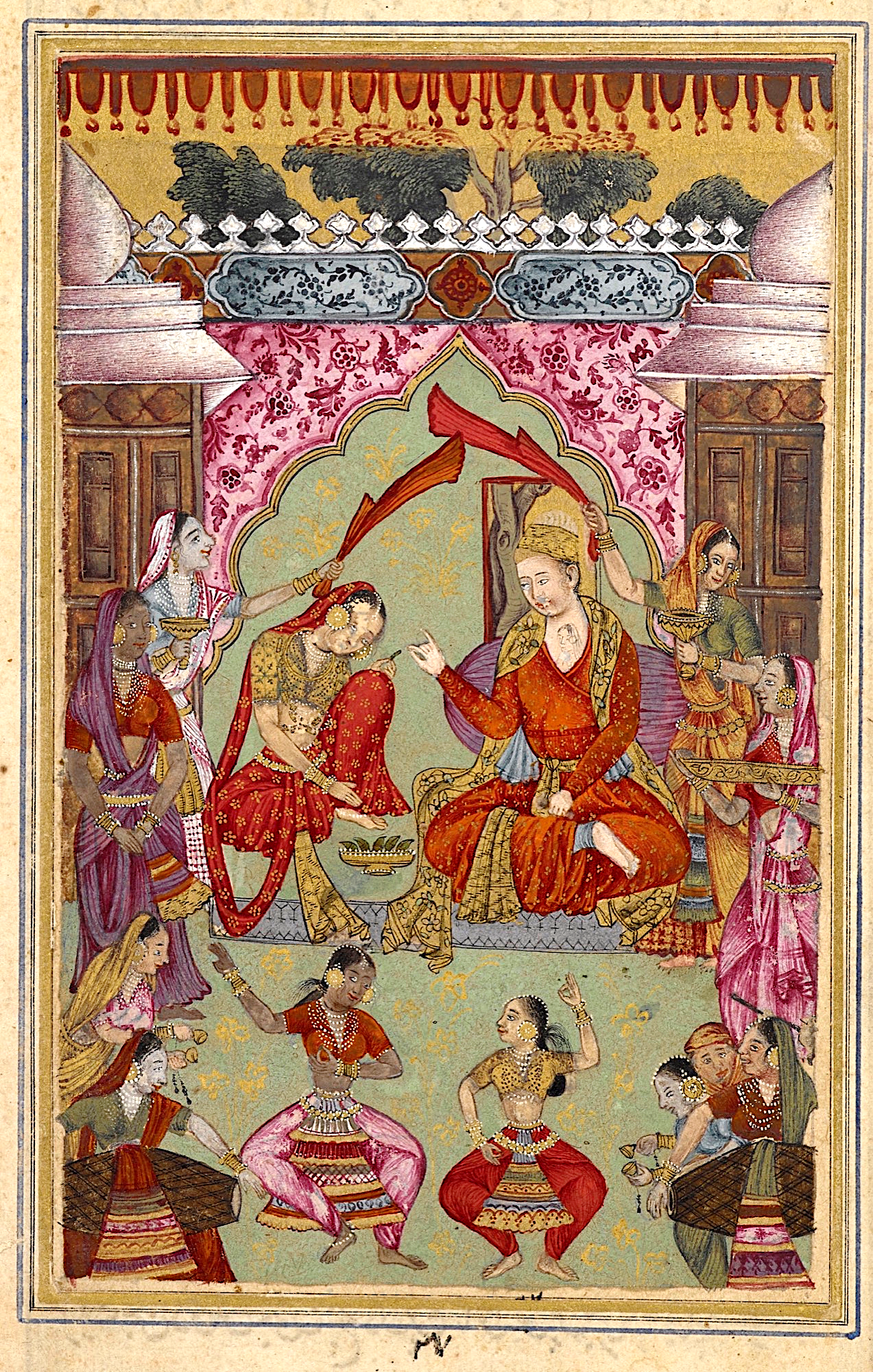
Свадьба Шахджи и Махджи. Рука А (Дублинский художник),  1591, Британская Библиотека
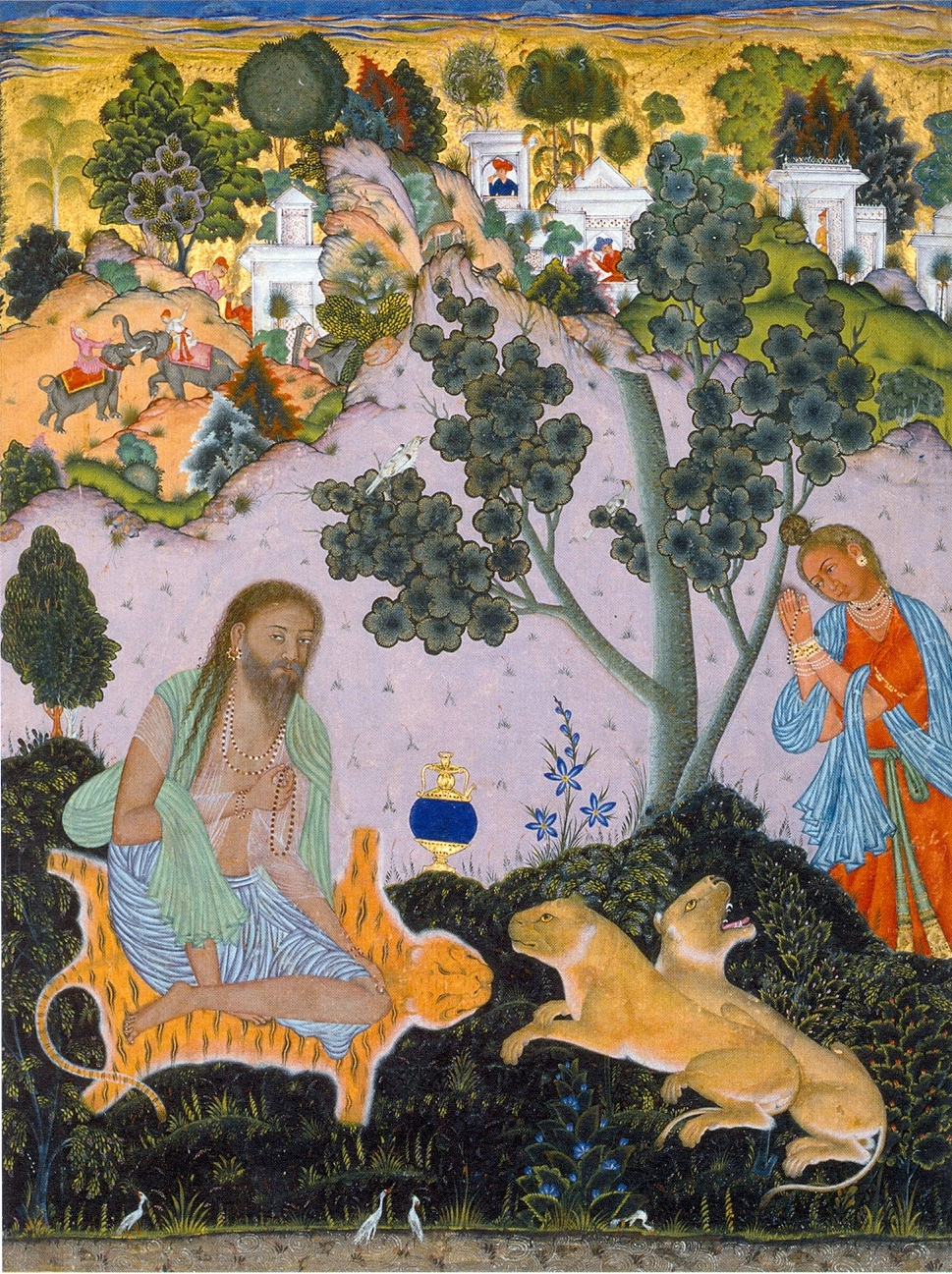
Дублинский художник. Йогиня, посещающая аскета. нач.17в., Музей Исламского искусства, Берлин
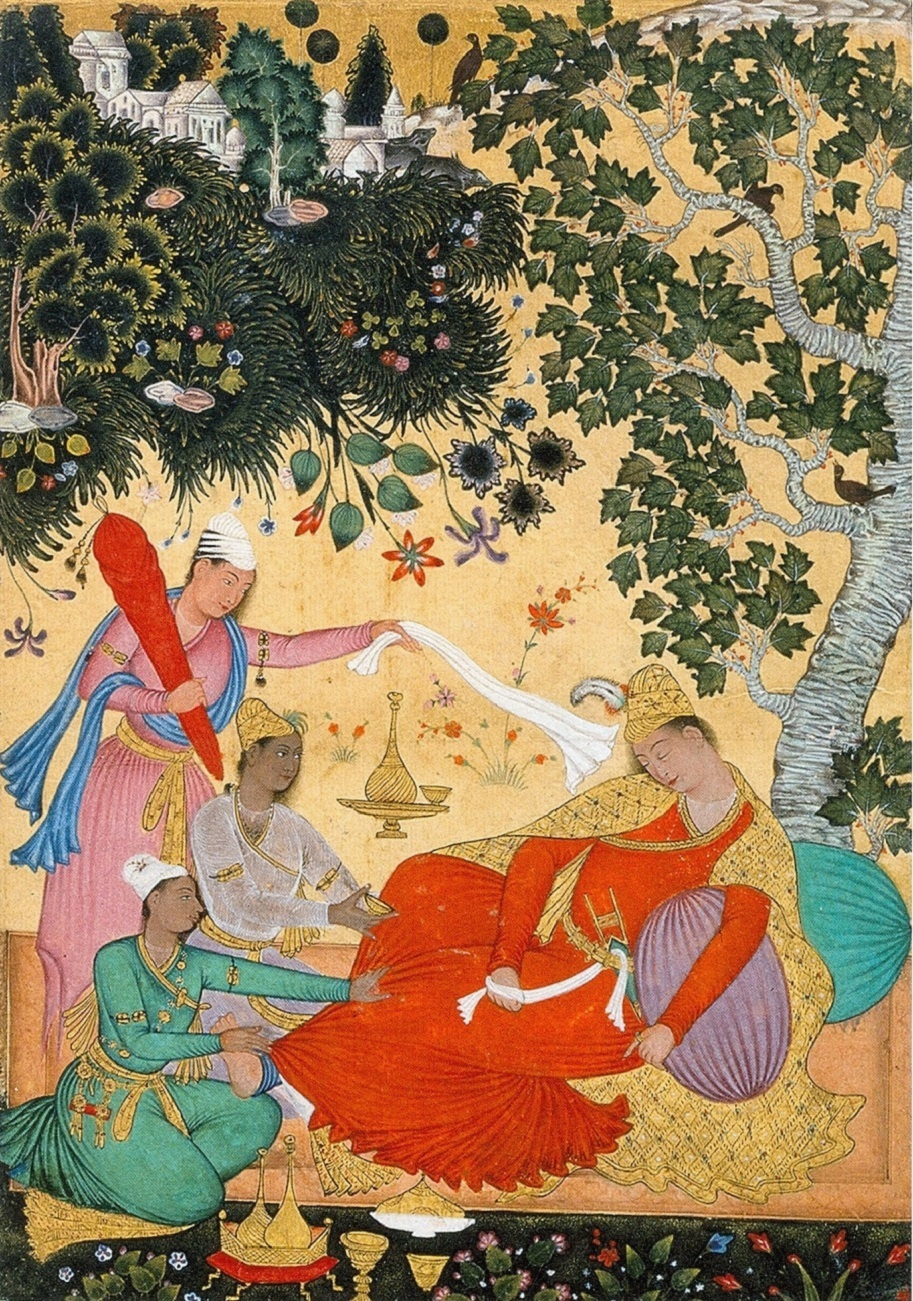
Дублинский художник. Сиеста. нач.17в., Музей Исламского искусства, Берлин

Искусствоведческий анализ показал, что над 34 миниатюрами манускрипта в разное время работали три разных анонимных художника, которых обозначают «рука А» (вероятно, это был "Дублинский художник"), «рука В» и «рука С». Они различаются лишь в деталях, в то время как в целом миниатюры демонстрируют формирование нового художественного языка, (как в пейзаже, так и в передаче эмоций героев), который станет выразителем оригинального характера биджапурской живописи.
Эта тенденция имела продолжение в творчестве так наз. «Дублинского художника», яркая, но меланхоличная, живопись которого особо выделяется экспертами. Его руке принадлежит миниатюра «Йогиня с майной на руке» (нач. 17в., Библиотека Честер Битти, Дублин), которая послужила поводом для псевдонима мастера. Йогини, женщины-аскеты, в системе верований конца 16 начала 17 века, бытовавших в Декане, являлись представителями оккультных сил в этом мире; их описание есть в книге «Нуджум аль Улум» (Звёзды наук). На фоне золотого неба, разноцветных персидских гор, деканской архитектуры и «китайских» цветов на переднем плане, изображена йогиня, с вниманием слушающая майну. Майны, подобно попугаям, умеют воспроизводить человеческую речь, а в индийской традиции считалось, что попугаи способны рассказать все тайны мира.
Начало 17 века в биджапурской живописи характеризовалось становлением двух параллельных стилистических линий, которые условно можно назвать «персидской» и «индийской». В первом случае художники опирались на типичную для персидской традиции орнаментальность, когда арабеска рисунка и красивый, но условный, лирический пейзаж были призваны вызвать чувство удовольствия, эстетического наслаждения отвлечённой красотой изображённого. В другом случае, художники для воплощения своих представлений о красоте выбрали более земной путь изображения человеческой персоны с её эмоциями, пусть и в несколько идеализированном виде. К этой струе в биджапурской живописи принадлежал уже упомянутый «Биканерский художник», но наиболее цельное воплощение эта тенденция выразилась в творчестве другого анонимного мастера, названного «Бодлеянский художник» (по миниатюре «Дервиш принимает визитёра» из Бодлеянской библиотеки, Оксфорд). Работы этого мастера можно было бы назвать гуманистическими, настолько он внимателен к психологии своих персонажей: они задумчивы и впечатляющи, в них ощущается глубокий духовный мир, остающийся тайной для зрителя. 

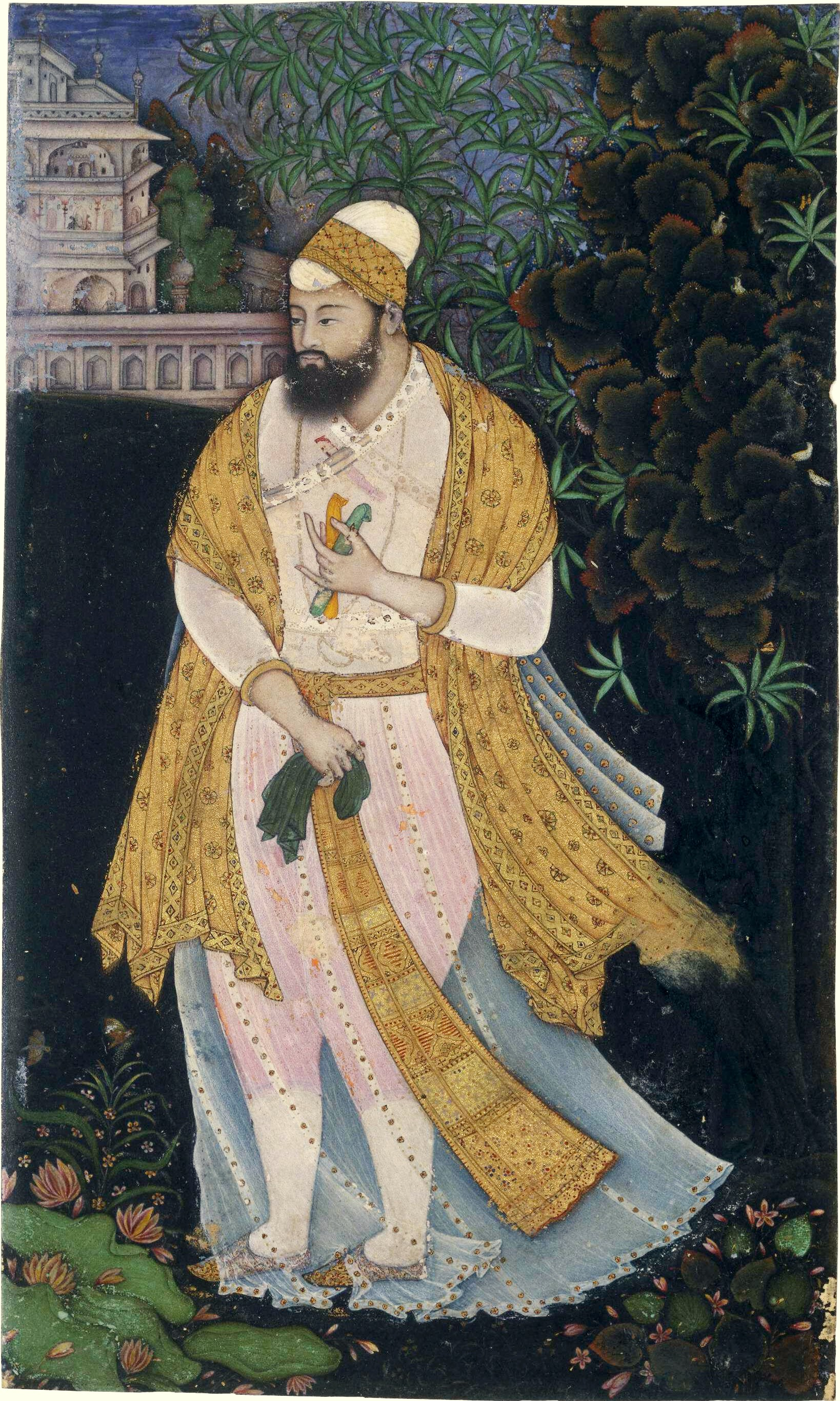
Бодлеянский художник. Портрет Ибрагима Адил-шаха II с кастаньетами. 1610-20, Британский музей
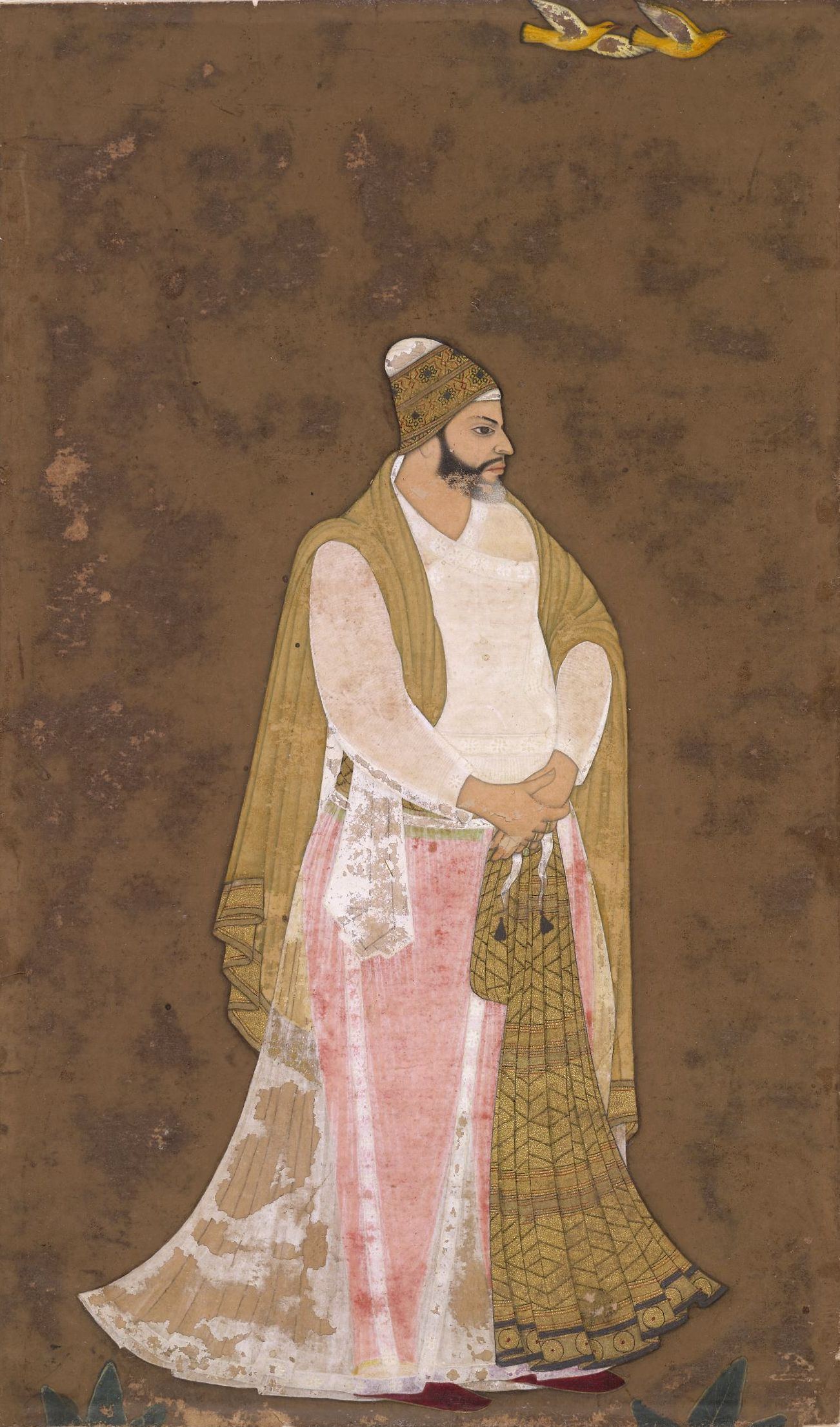
Бодлеянский художник. Портрет вельможи. ок. 1620, Британский музей
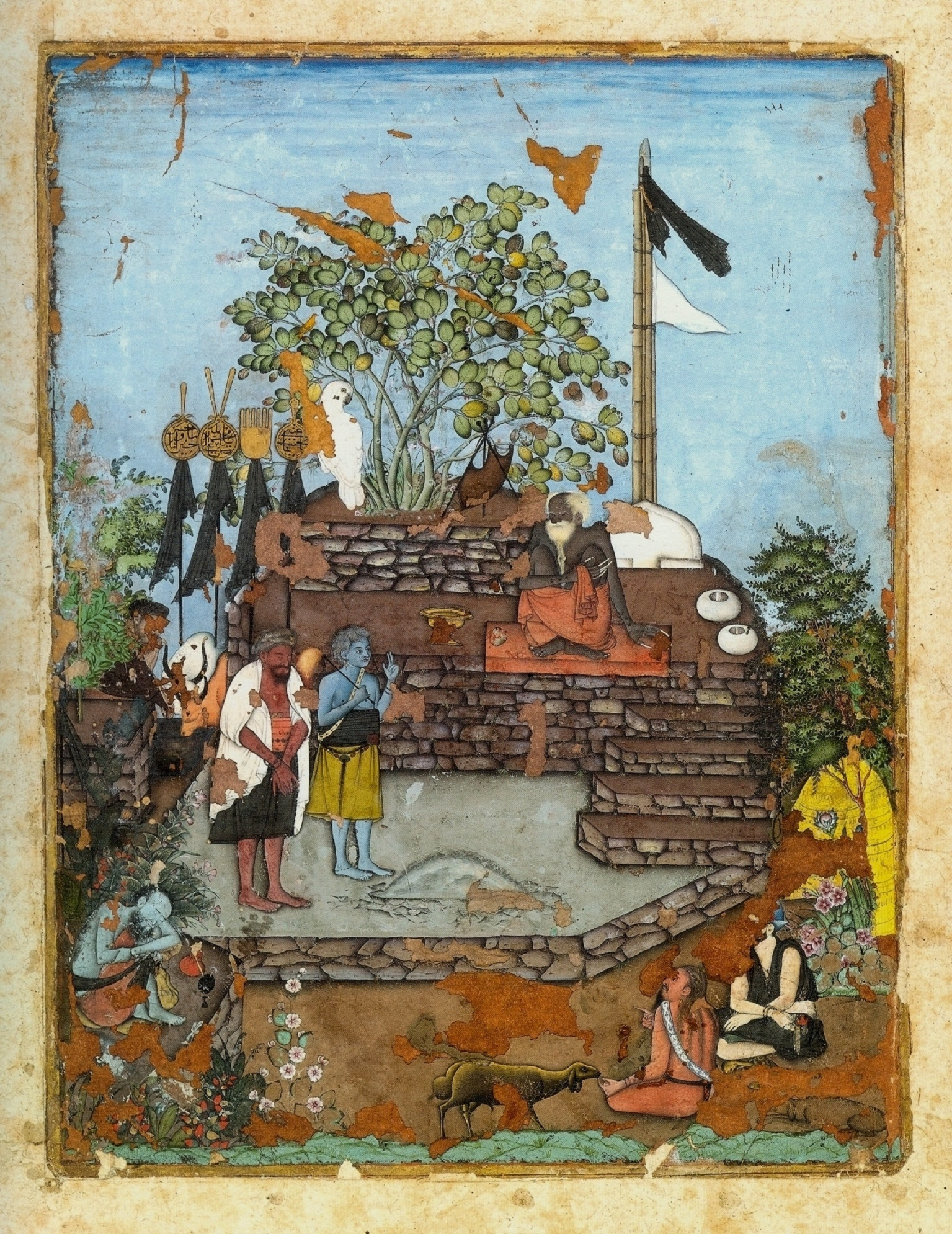
Бодлеянский художник. Дервиш принимает визитёра. 1610-20, Бодлеянская библиотека, Оксфорд
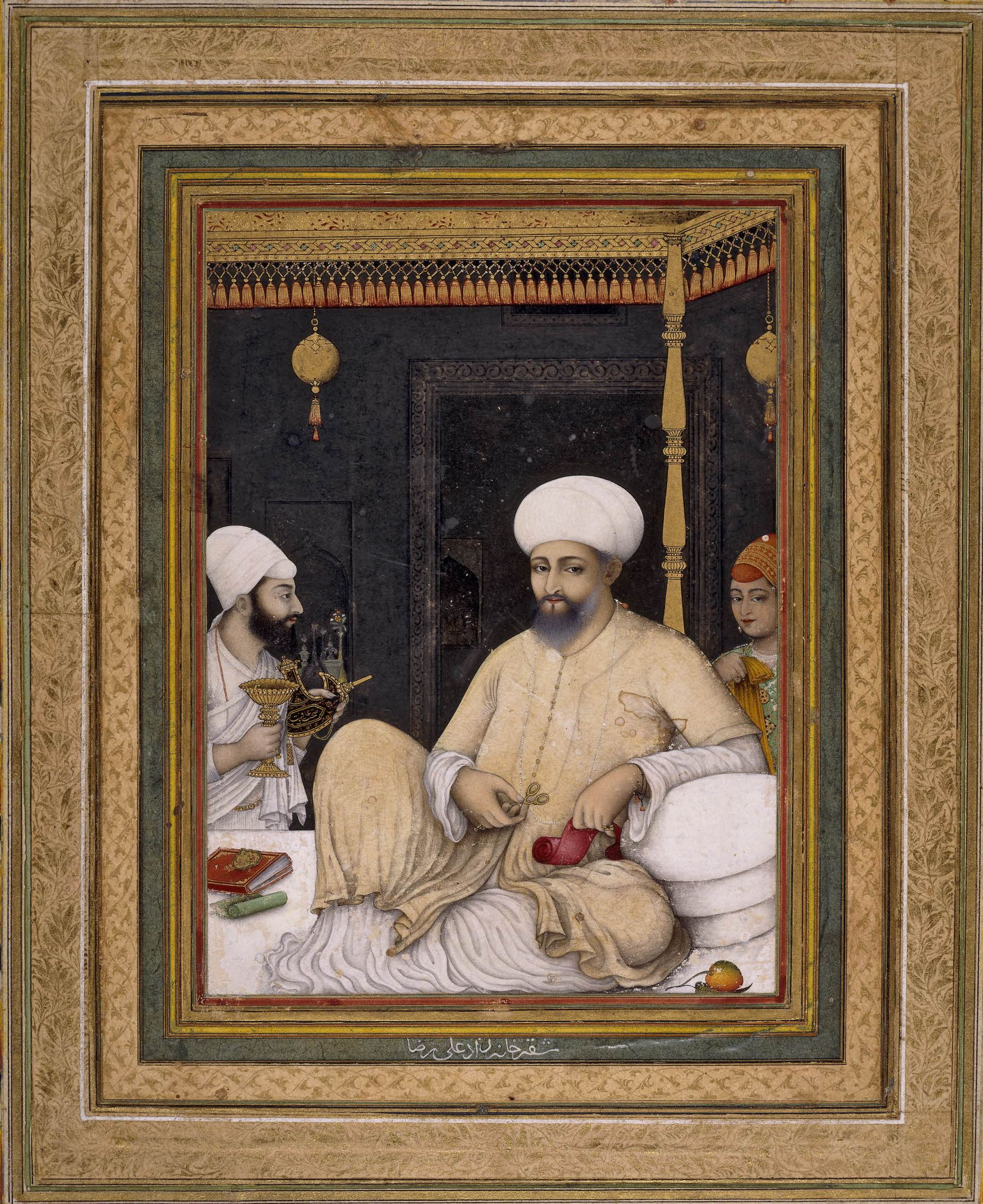
Али Риза. Ибрагим Адил-шах II выказывает почтение к суфию. 1620-30, Британский музей
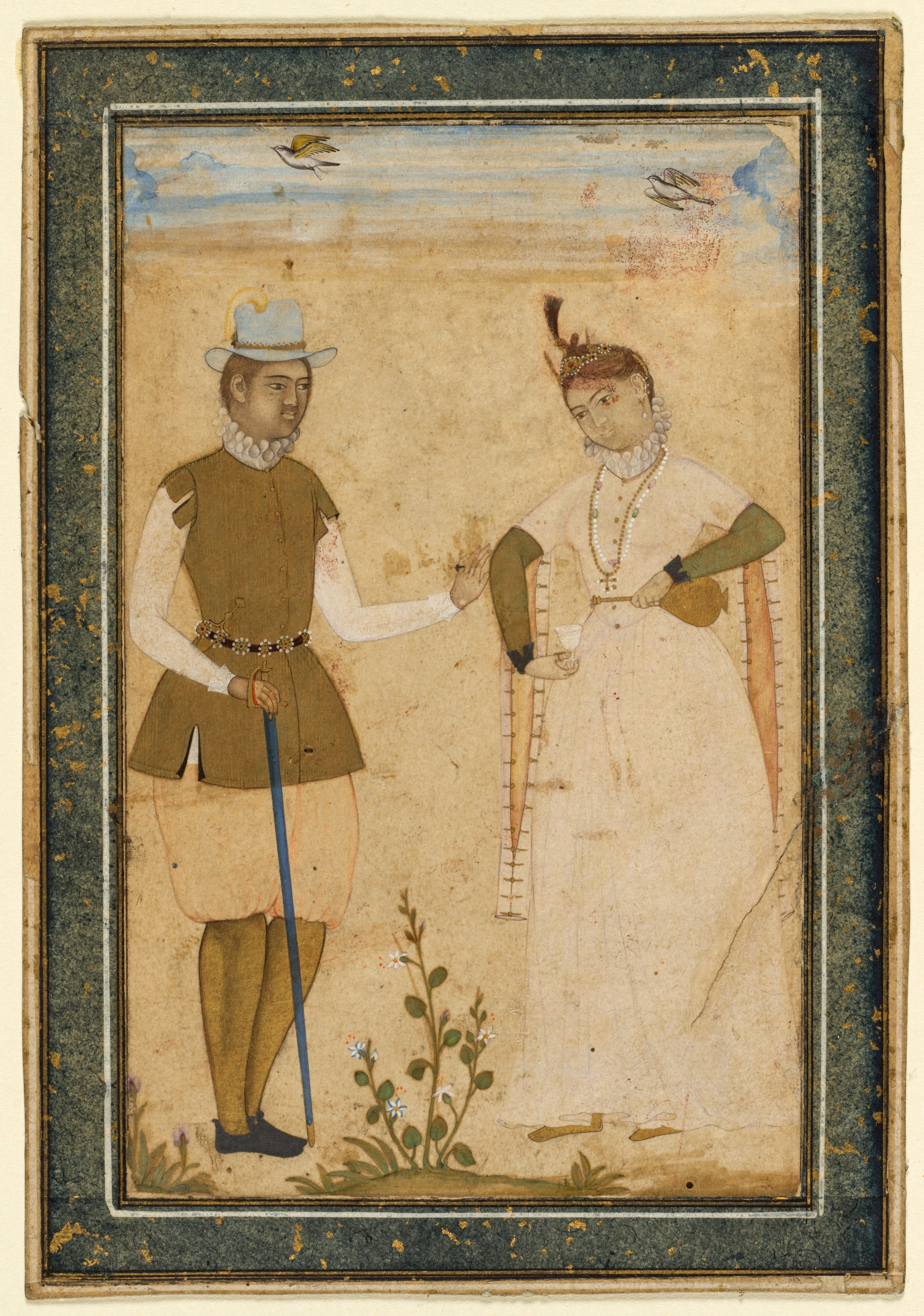
Али Риза. Европейская пара. 1610-1627, Музей Искусства, Кливленд
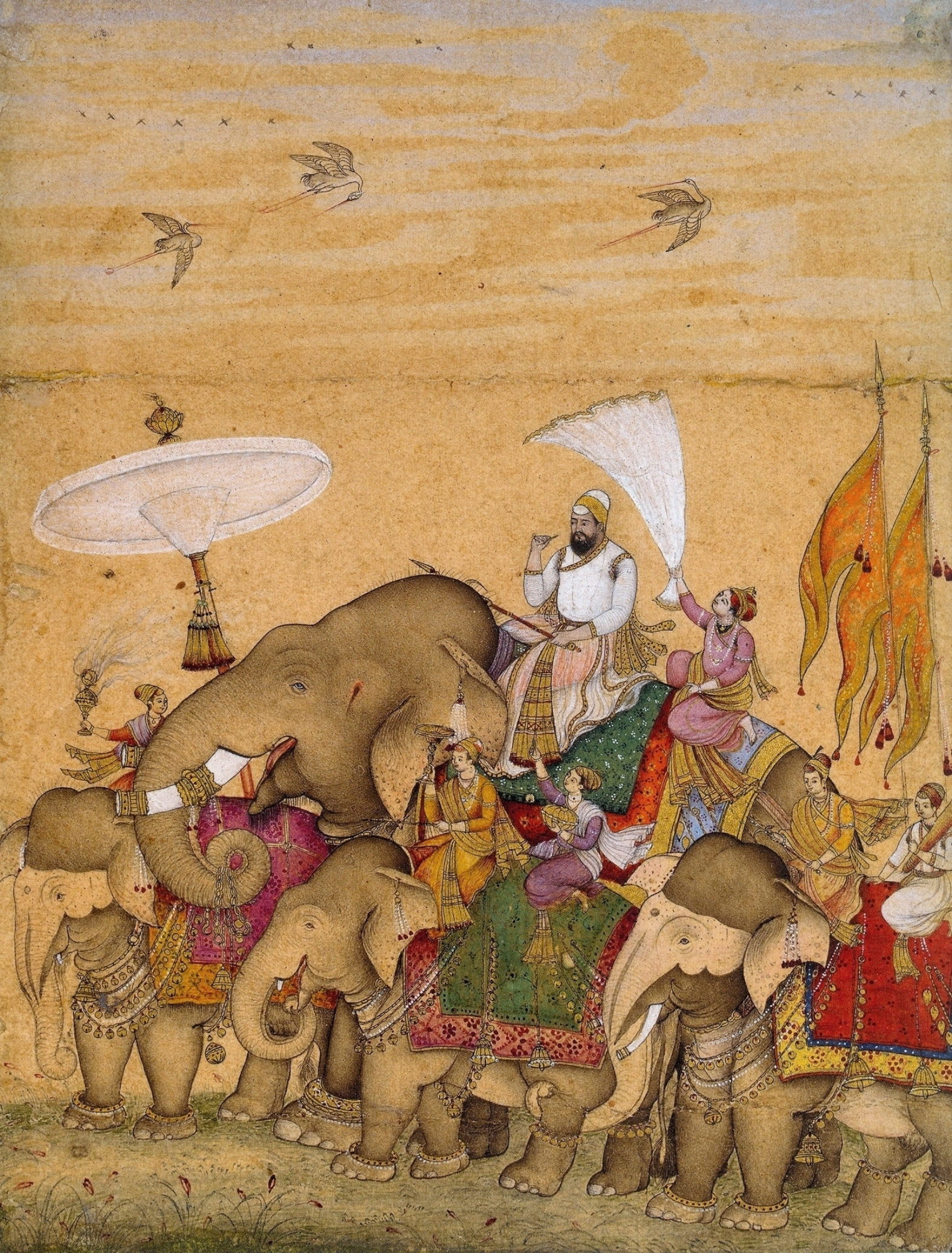
Школа Али Ризы. Ибрагим Адил-шах II с процессией. нач. 17в., Музей Ашмолеан.

Подобную же эстетику можно видеть в живописи Али Ризы – художника, подпись которого обнаружена всего на двух произведениях, имеющих отношение к периоду правления Ибрагима II. Американская исследовательница Килан Овертон высказала предположение, что «Бодлеянский художник» и Али Риза –  это одна и та же персона. Его подписанная миниатюра «Ибрагим Адил-шах II выражает почтение к суфию» (Британский музей, Лондон) отражает то высокое положение, которое суфии занимали в биджапурском обществе.
Большую роль в придворной живописи Биджапура играл Фаррух Хуссейн, которого уверенно ассоциируют с художником Фаррух Беком. Он входил в ближний круг султана Ибрагима и, по всей вероятности, около 10 лет возглавлял его китабхане. Творчество этого мастера воспел придворный поэт Ибрагима II - Зухури. Вероятно, Фаррух Бек разделял «мистическую философию» своего патрона – на созданной им миниатюре «Сарасвати на троне» есть надпись с цитатой из песни, принадлежащей «Книге сущностей», написанной султаном Ибрагимом. Фаррух Бек в некотором смысле сумел объединить персидскую изысканность с «психологическим» портретом, его работы, полные скрытой тайны, едва ли не лучшее, что было создано в Биджапуре. В подобной же манере работал другой мастер – Мухаммад Али, некоторые исследователи считают его учеником Фаррух Бека.

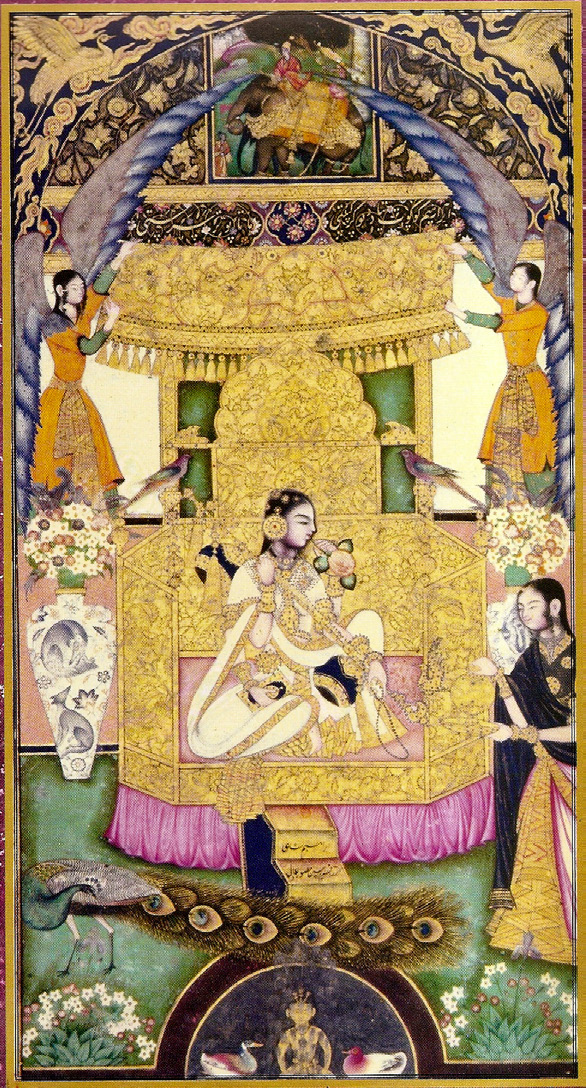
Фаррух Бек. Сарасвати на троне. ок. 1604, Джайпур, частное собрание
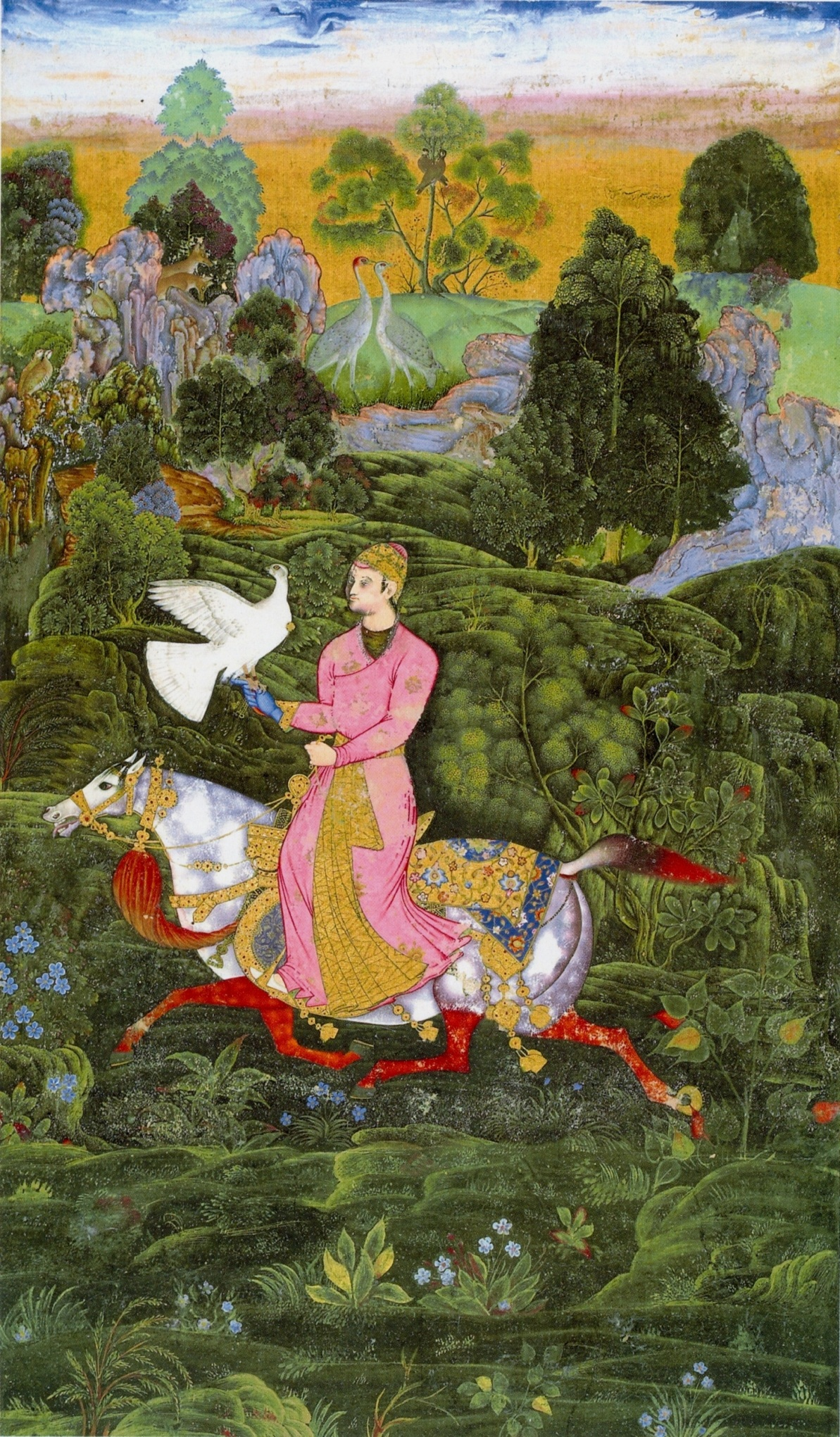
Фаррух Бек. Султан Ибрагим Адил-шах II на соколиной охоте. 1595, Институт востоковедения, СПб
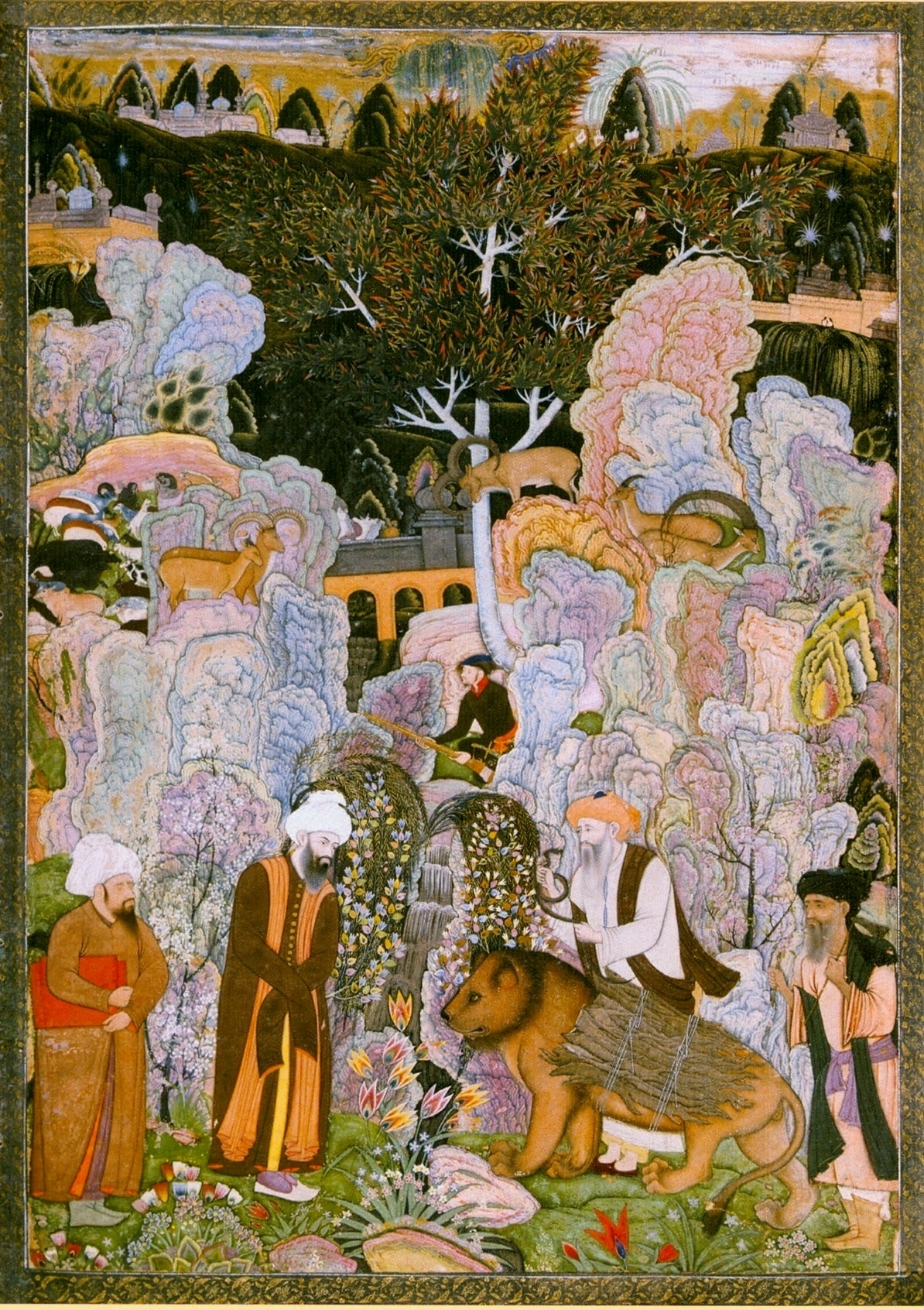
Фаррух Бек. Суфии на фоне пейзажа, ок. 1601-1604, Библиотека им. Салтыкова-Щедрина СПб
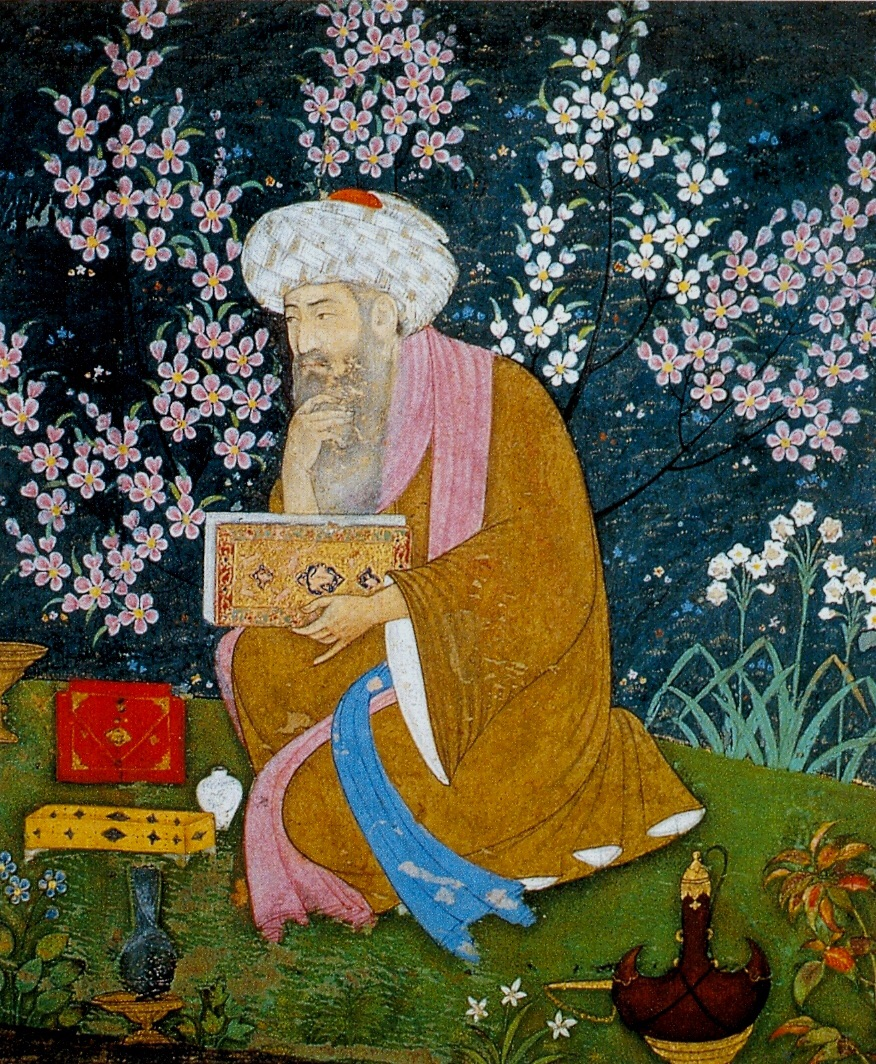
Мухаммад Али. Задумавшийся мужчина. ок. 1610, Бостон, Музей изящных искусств.
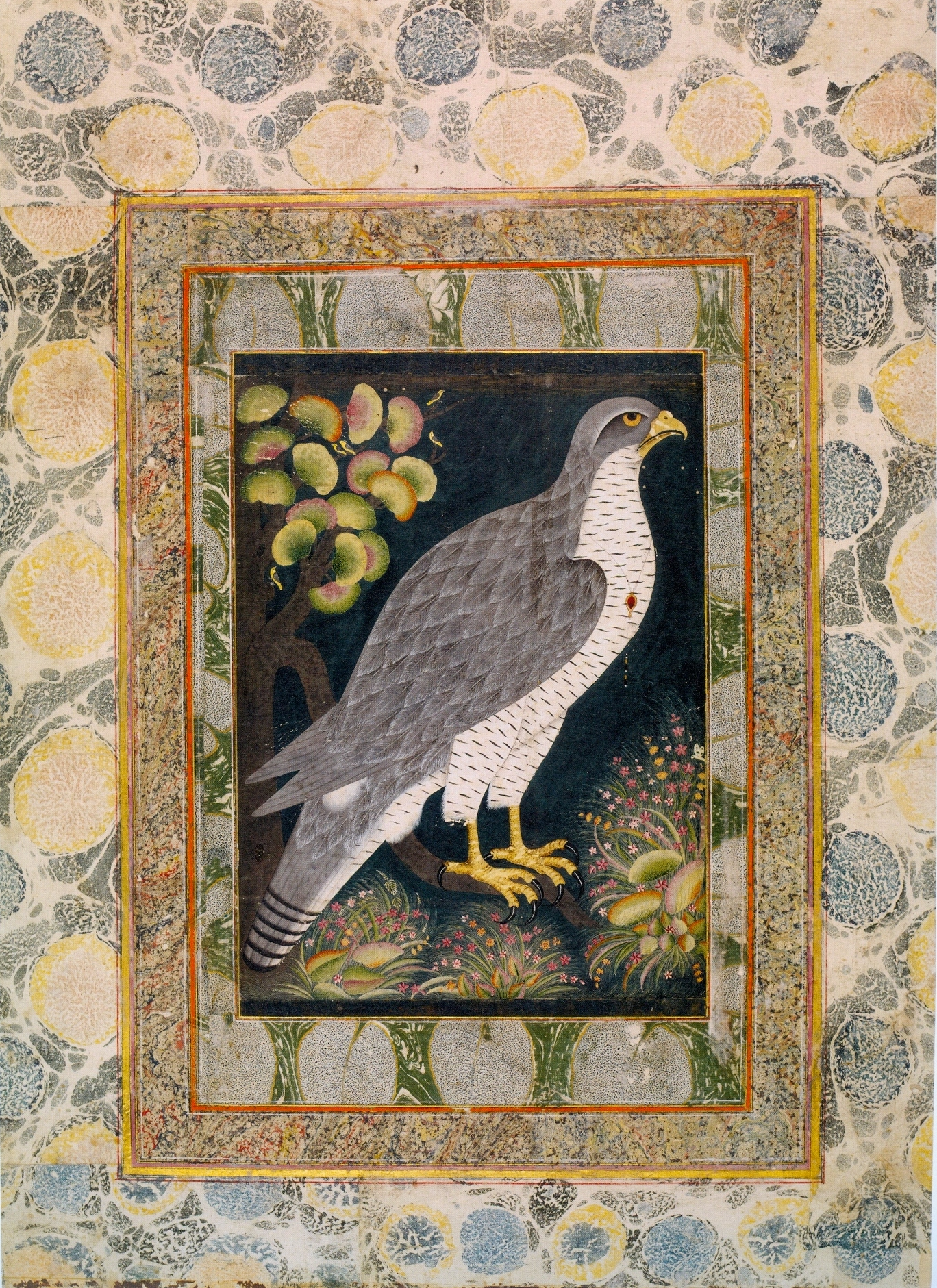
Последователь Бодлеянского художника. Султанский охотничий сокол. 1610-20, Музей Ашмолеан
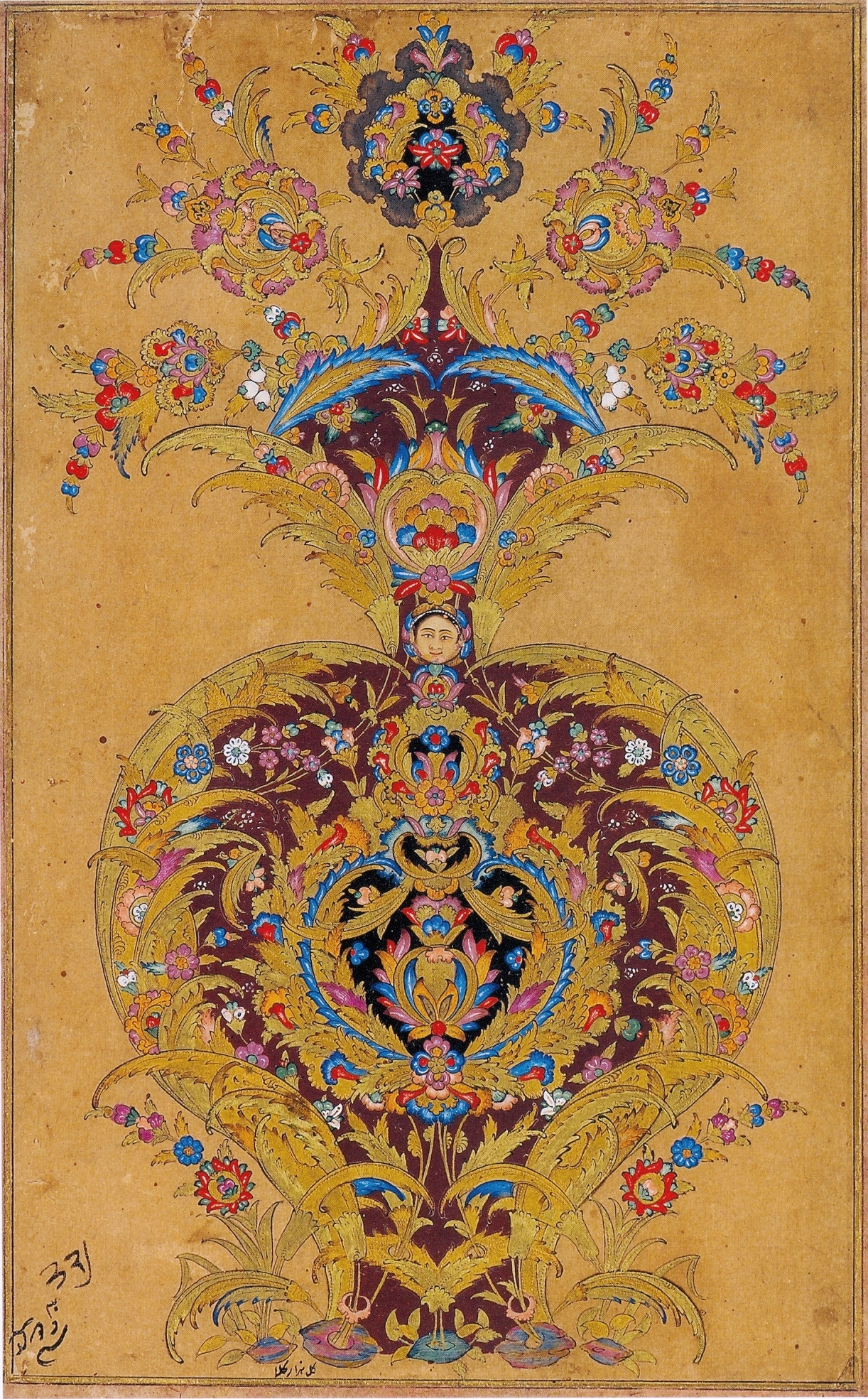
Цветочная композиция в форме вазы. нач. 17 в., Музей Ашмолеан

Кроме сюжетных миниатюр, при Ибрагиме создавались и чисто декоративные произведения, на которых изображались птицы или разные композиции из цветов и растений. Эти работы отличаются большой выдумкой и мастерством исполнения, их производство было продолжено при Мухаммеде Адил-шахе.

### Мухаммед Адил-шах и последние султаны.

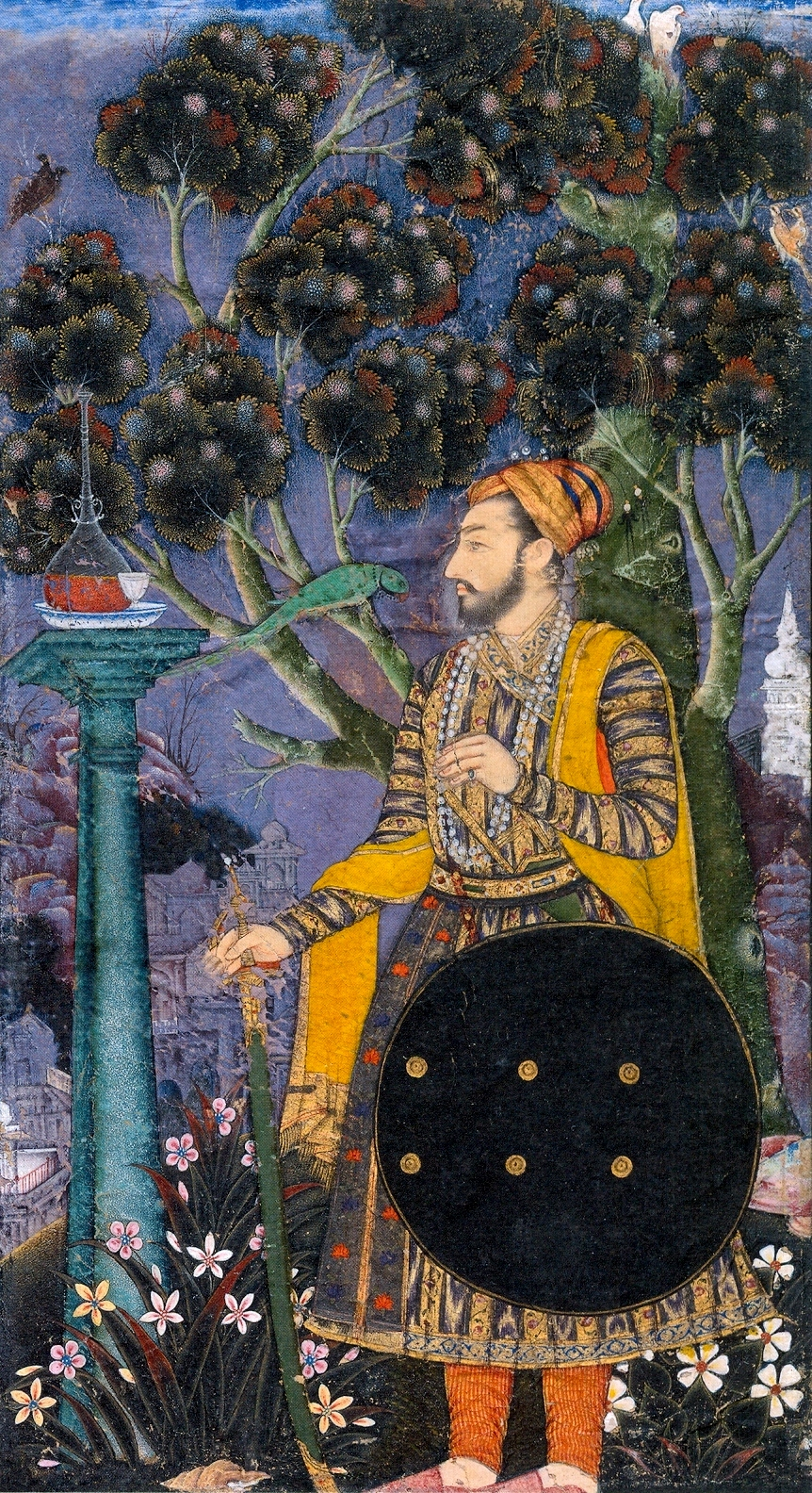
Бодлеянский художник. Султан Мухаммед Адил-шах, ок. 1635, Коллекция Гуршаран и Эльвиры Сидху, Сиэтл.

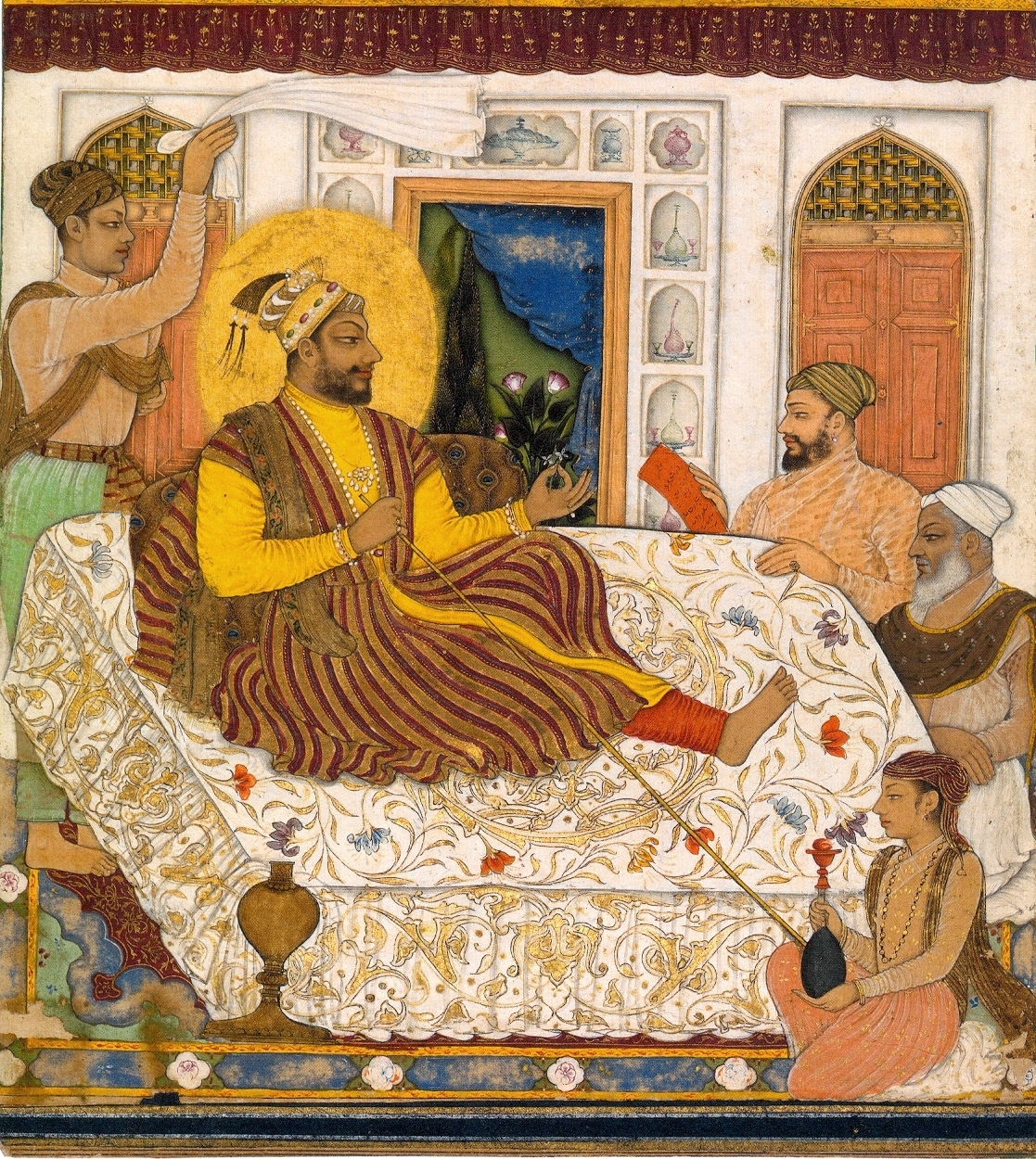
Бомбейский художник. Дарбар Али Адил-шаха II, ок 1660, Частное собрание

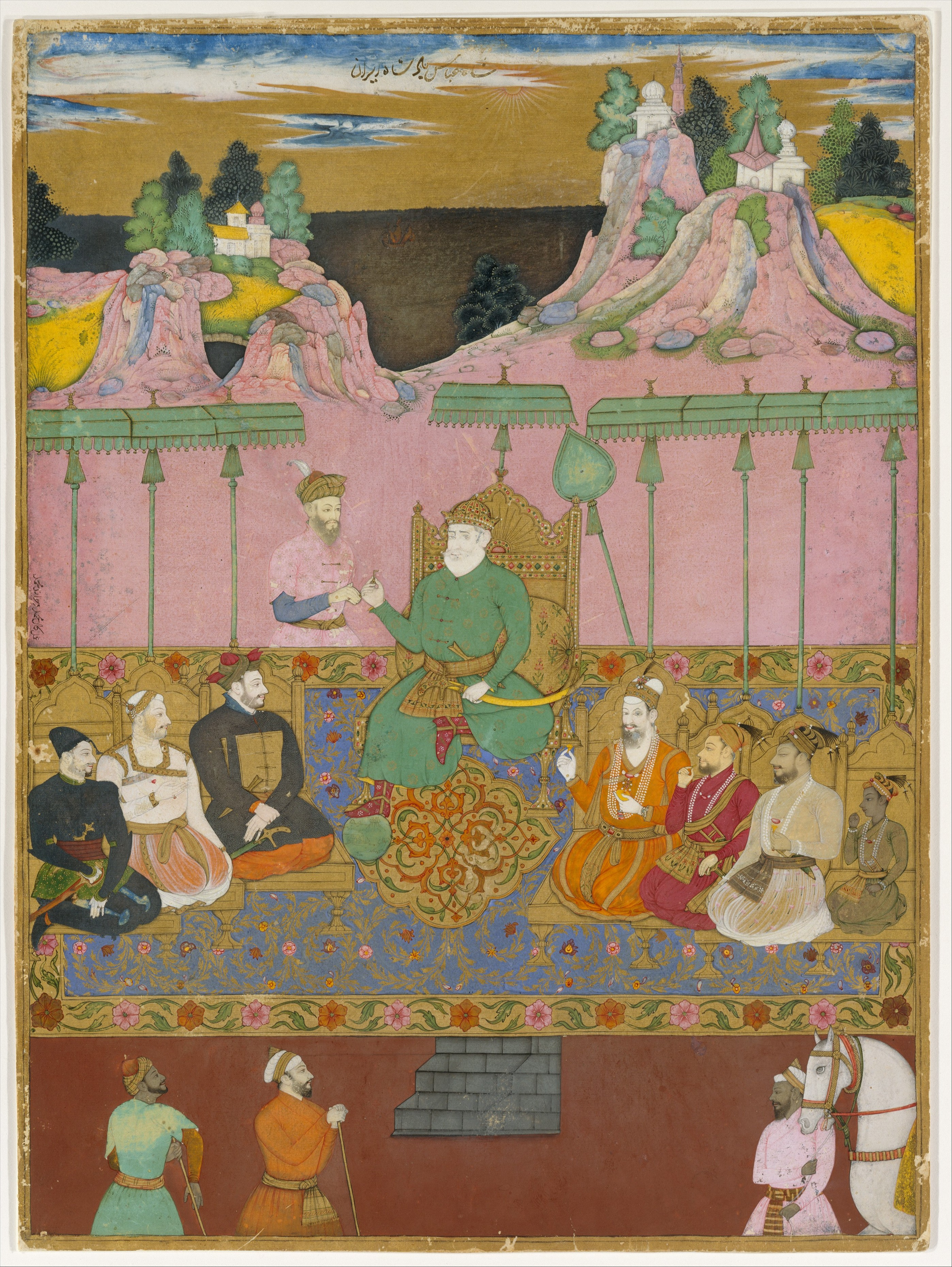
Камал Мухаммад и Чанд Мухаммад. Дом султанов Биджапура. ок. 1680г., Музей Метрополитен, Нью Йорк

Ибрагим своей волей назначил Мухаммеда султаном-наследником несмотря на то, что он был не старшим, но вторым его сыном. Мухаммед Адил-шах (1627-1656), пережив большие испытания в отношениях с моголами, сумел достичь максимального территориального расширения и процветания своей страны. Мухаммед не был в такой мере мистиком, как Ибрагим II, однако прилагал усилия для продолжения и развития культурной политики своего отца. 
В 1636 году султанат Ахмаднагар был поделён между моголами и Биджапуром. Это привело к более тесному культурному взаимодействию с моголами и выразилось в нарастании могольских черт в живописи Биджапура. В первую очередь это проявилось в усилении могольского реализма в ущерб характерно биджапурской поэтичности.
Одно из ранних изображений султана Мухаммеда фиксирует ту фазу, когда «новый», могольский тип портрета всё ещё вписан в «старый» характерно биджапурский пейзаж («Султан Мухаммед Адил-шах», ок. 1635г., Коллекция Гуршаран и Эльвиры Сидху, Сиэтл). Полагают, что фигура султана написана приезжим могольским мастером, а пейзаж – местным «Бодлеянским художником». Фигура султана общим дизайном скопирована с портрета «Шах Джахана» из музея Виктории и Альберта, который приписывается могольскому художнику Бичитру. Находящиеся перед султаном символические предметы – раковина, полуколонна с бутылью вина и чаркой, и попугай – представляют собой шараду, которую исследователи пока не могут удовлетворительно расшифровать.

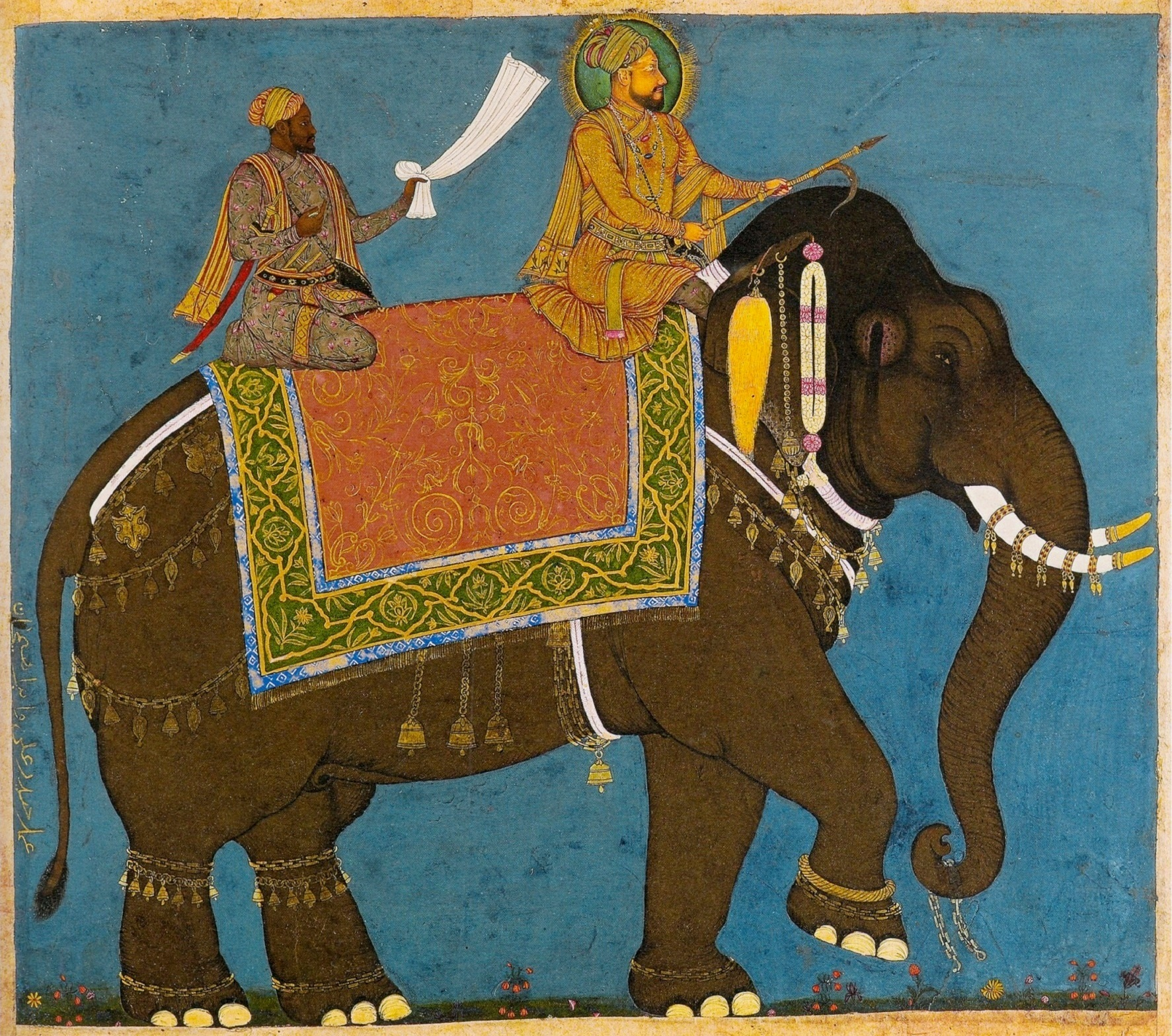
Хайдар Али и Ибрагим Хан. Султан Мухаммед Адил-шах и Ихлас Хан верхом на слоне. ок. 1645, Музей Ашмолеан
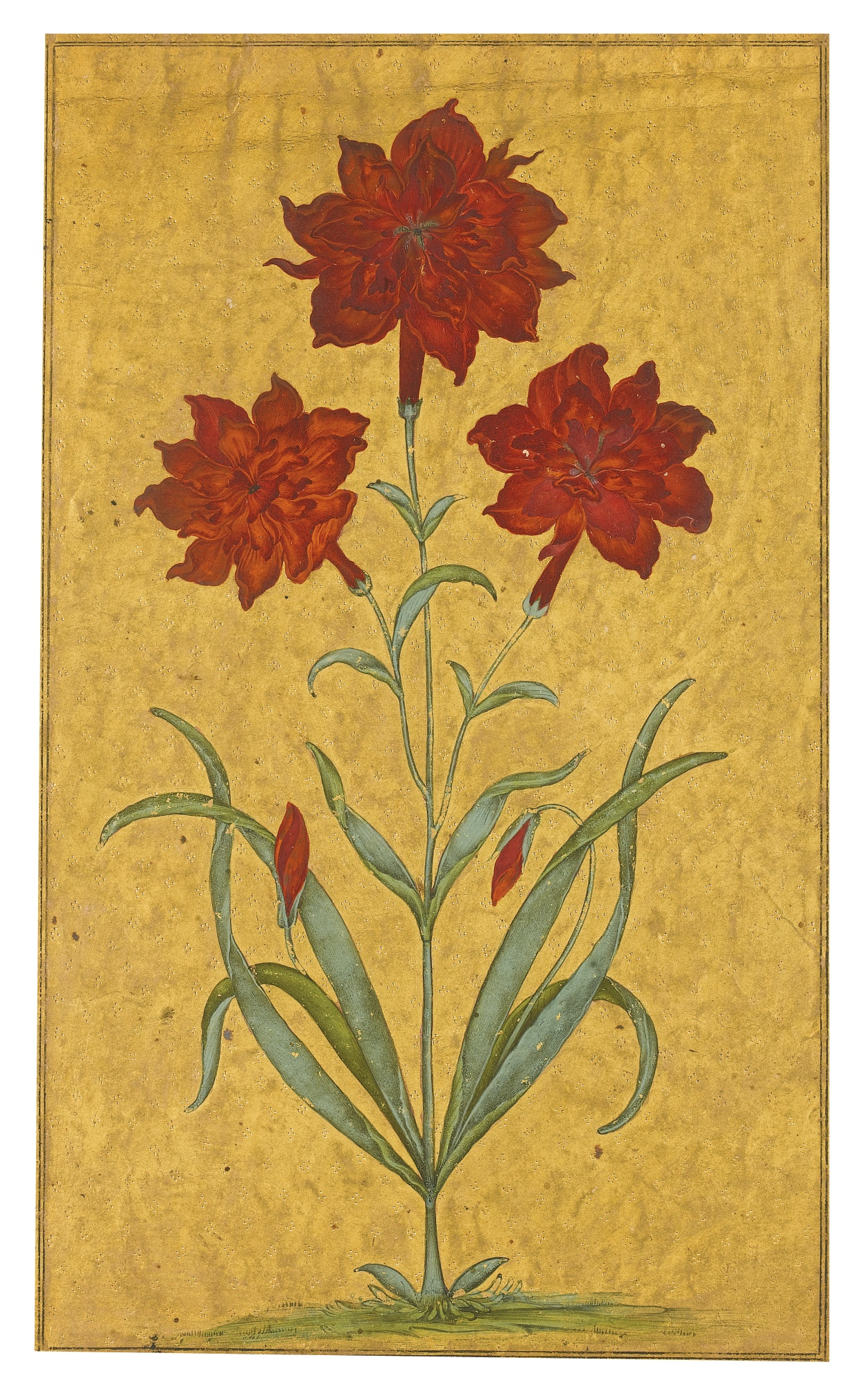
Хайдар Али и Ибрагим Хан. Гвоздика. 1625-1650, Аукцион Сотбис
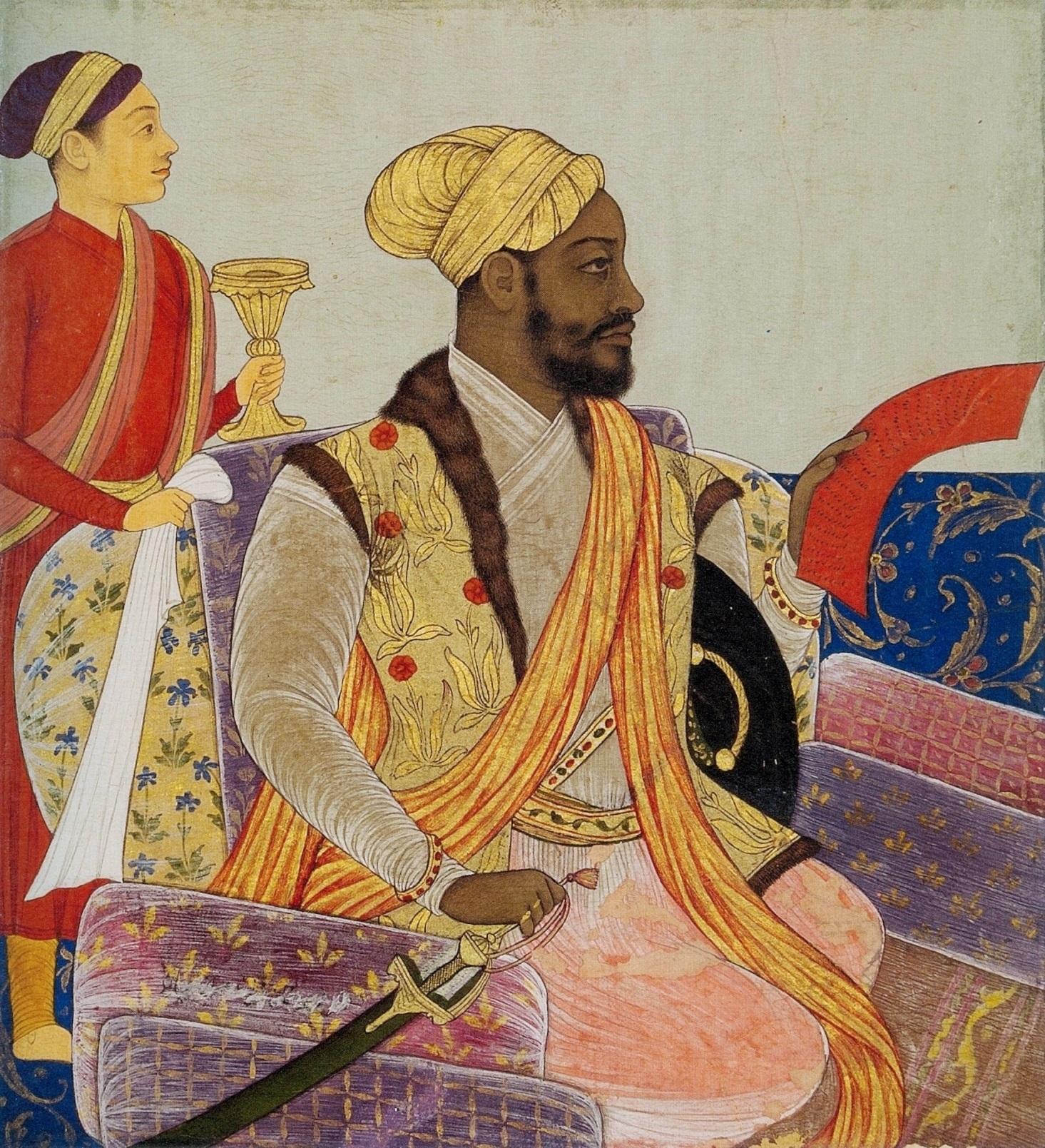
Мухаммад Хан. Ихлас Хан подаёт петицию. ок. 1650, Музей искусства Сан Диего
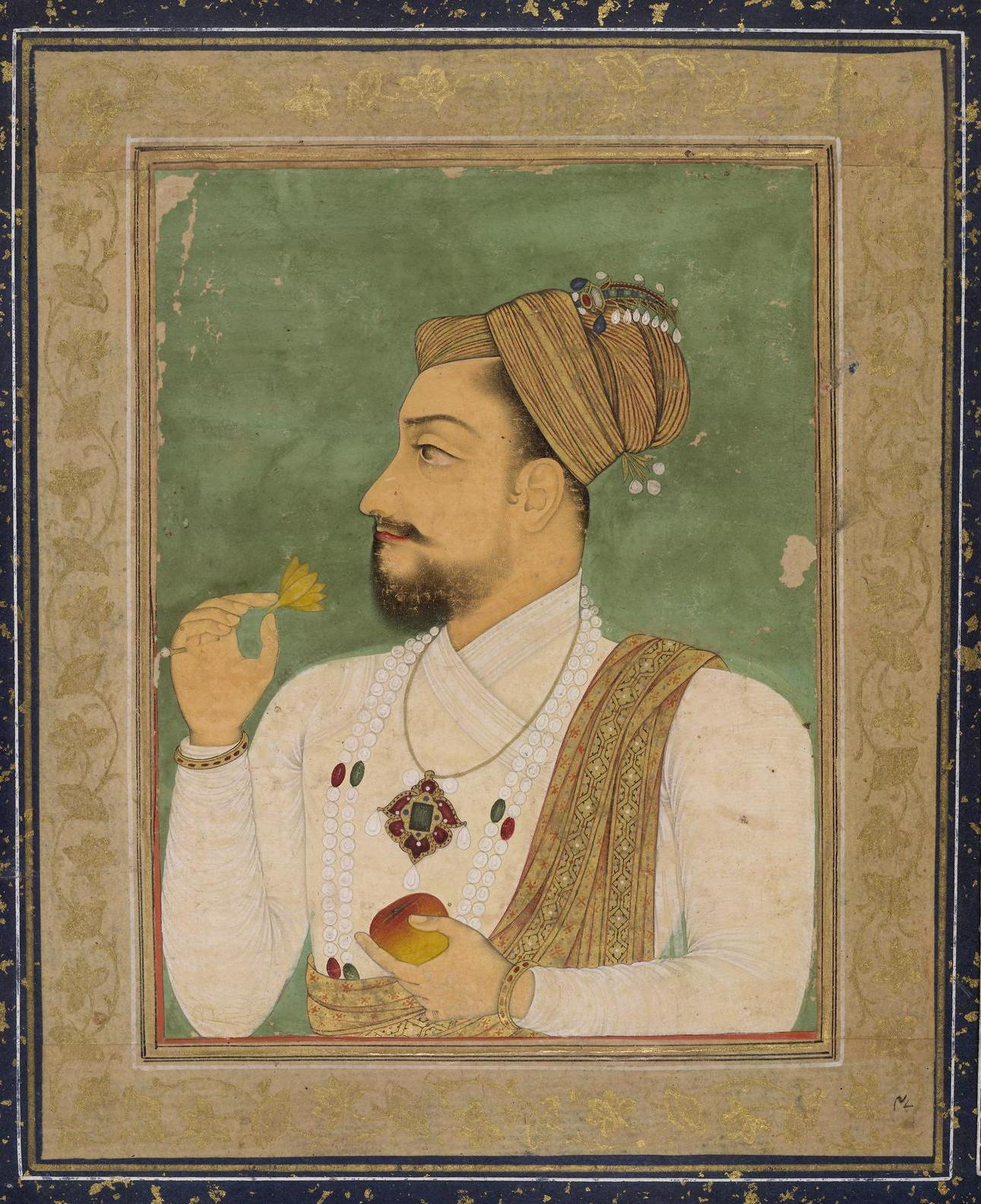
Портрет Мухаммеда Адил-шаха. ок. 1645г., Британский музей
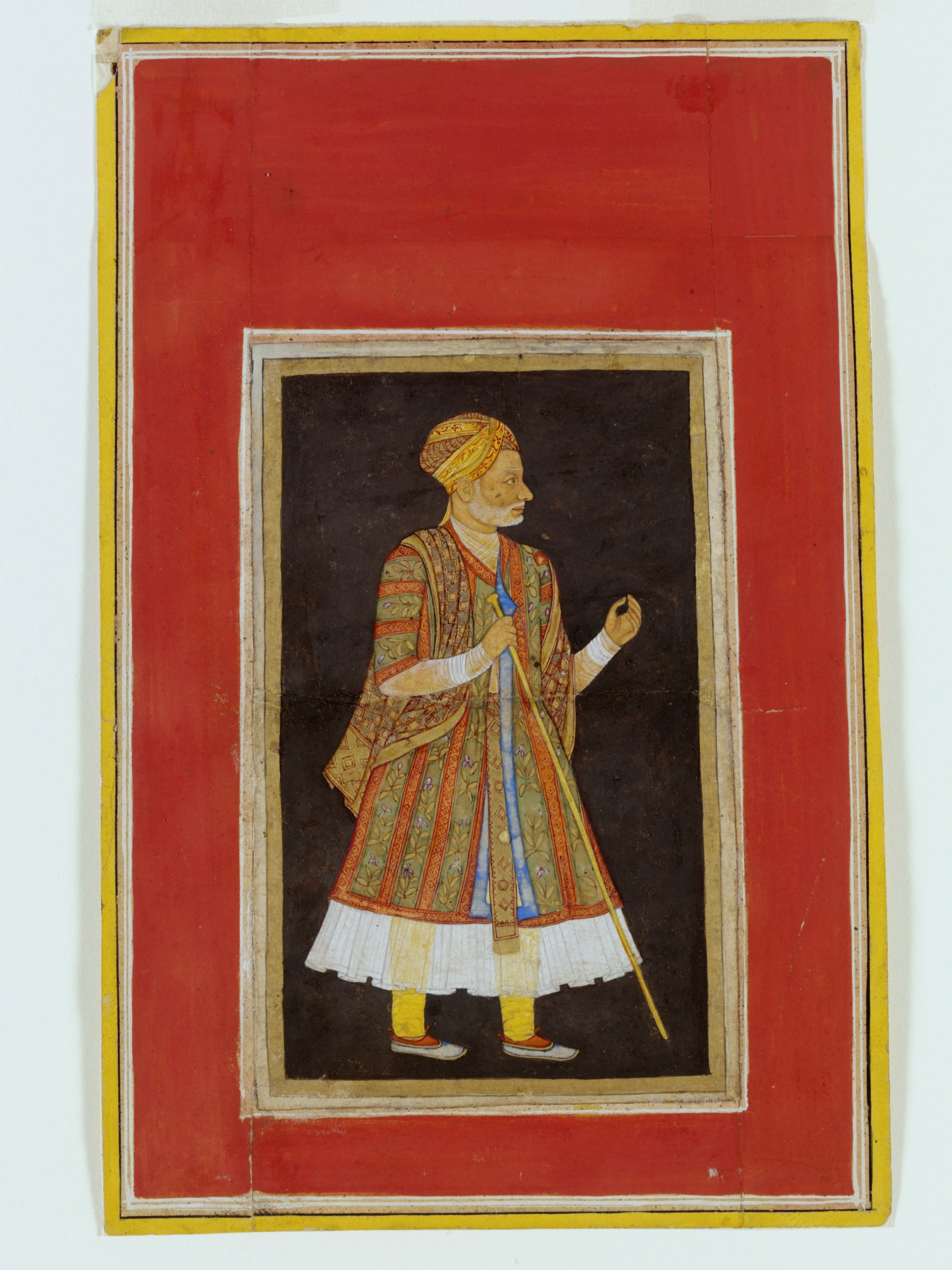
Портрет сеида. ок. 1650г., Музей Виктории и Альберта, Лондон
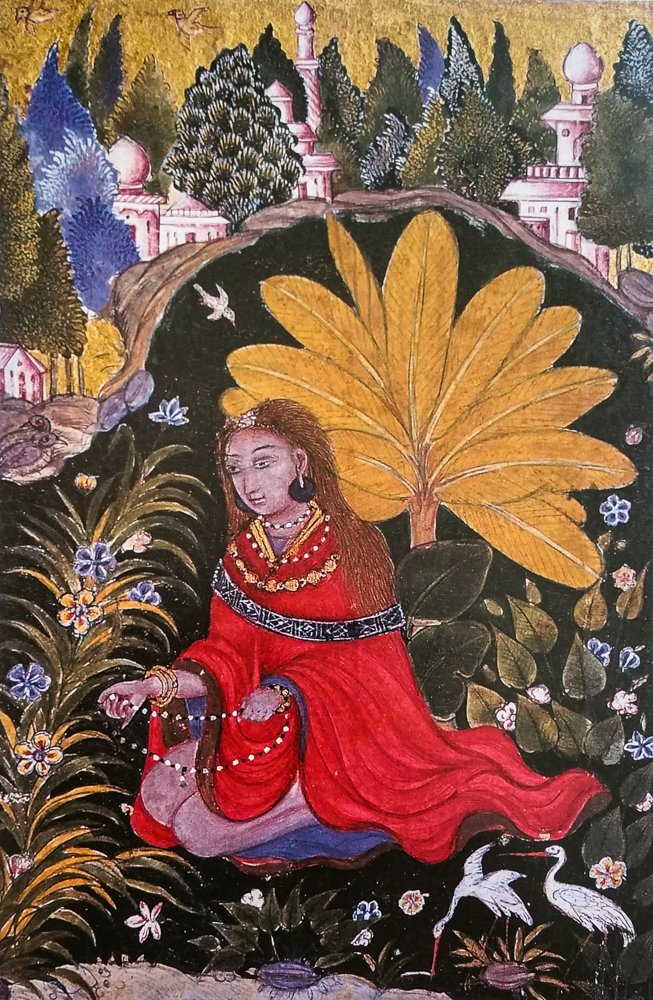
Йогиня. Биджапур, ок. 1660г., Музей Миттала, Хайдарабад.

Дальнейший отход от фантазии в сторону наблюдательности и реализма можно видеть в совместных работах художников Хайдара Али и Ибрагима Хана, а также в миниатюрах Мухаммада Хана (известны всего три подписанные им работы). Даже цветочные композиции в исполнении Хайдара Али и Ибрагима Хана утратили элементы фантазии, и просто копируют могольские образцы на эту тему. Их миниатюра «Мухаммед Адил-шах и его визирь Ихлас Хан верхом на слоне» (ок. 1645, Музей Ашмолеан, Оксфорд) несмотря на общую декоративность - богатые ткани и роскошные украшения слона, а также неожиданное композиционное решение – фигура слона закрывает почти всё пространство миниатюры, по сути, представляет собой зарисовку с натуры. Столь же реалистична работа Мухаммад Хана с изображением визиря-хабши «Ихлас Хан подаёт петицию» (ок. 1650, Музей искусства, Сан Диего) – несмотря на игру узоров тканей, в ней ощущается уравновешенность и холодная наблюдательность.
Интеграция могольского и деканского искусства продолжилась и при двух последних султанах – Али II (1656-72) и Сикандаре (1672-86). При султане Али наблюдается некоторый отход от могольского реализма: линия рисунка становится менее строгой и более игривой, глаза персонажей становятся больше, а их уголки с изяществом загибаются вверх (вероятно, художники Раджастана, использовавшие этот приём, подглядели его в биджапурских миниатюрах), появляются яркие краски, а «элегантные» жесты персонажей становятся общим местом. Это был период своеобразного биджапурского «маньеризма».
Его выразителем был анонимный мастер, так называемый «Бомбейский художник», (за этим псевдонимом, как полагают, скорее всего, скрывается живописец-миниатюрист Абдул Хамид Наккаш). Его работам «Султан Али Адил-шах II охотится на тигра» (ок. 1660г., Музей Ашмолеан, Оксфорд) и «Дарбар султана Али Адил-шаха II» (ок. 1660, частное собрание) присущи некоторая театральность поз и напыщенность, несмотря на то, что, как полагал М. Зебровски, во второй миниатюре, возможно, изображено важное историческое событие: примирение между султаном Али II и Шиваджи, которое организовал отец Шиваджи - военачальник Шахджи в 1661 году (на лбу подающего петицию можно разглядеть тилоку, а единственными придворными-индусами у Али II были Шахджи и Шиваджи).

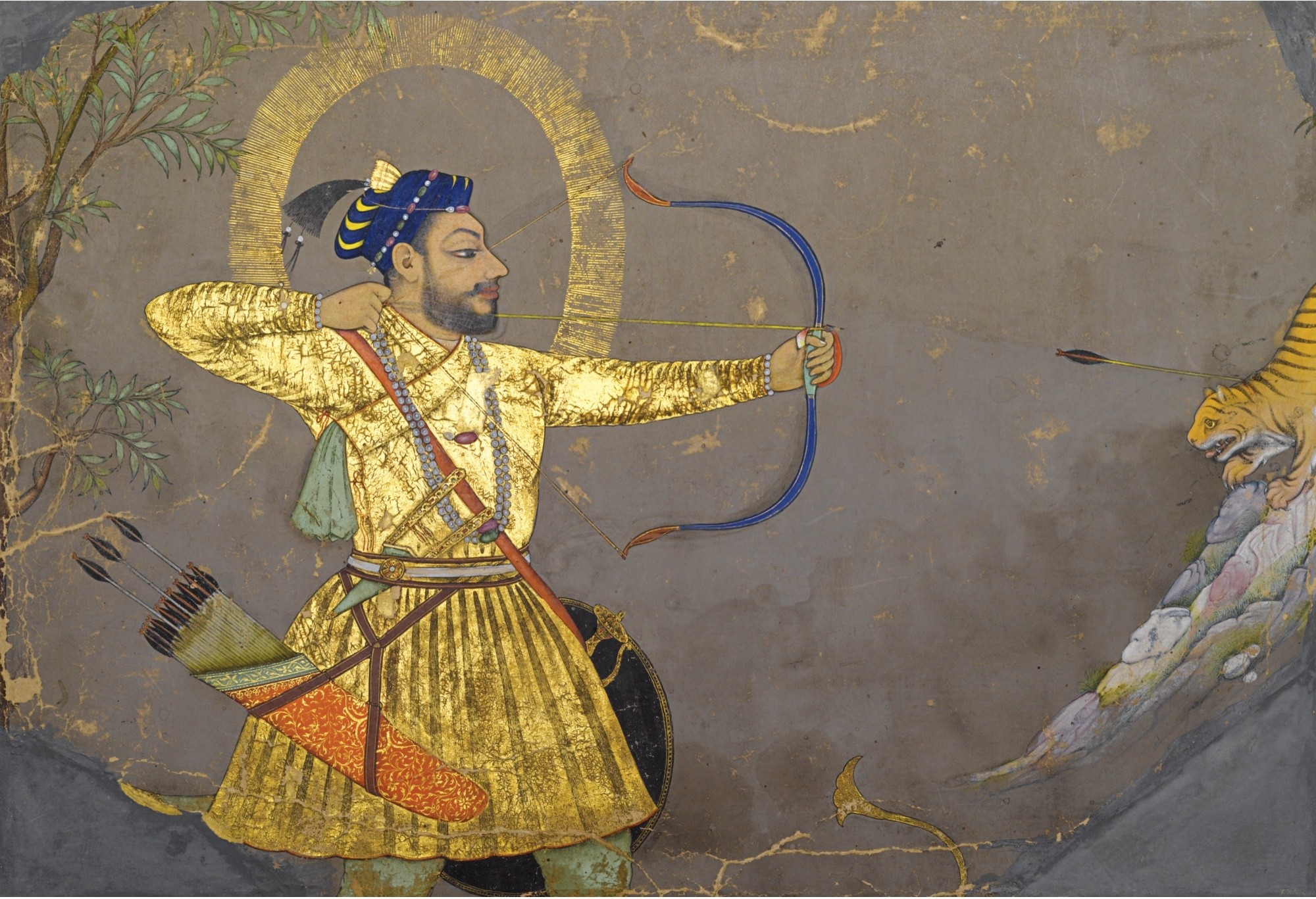
Бомбейский художник. Султан Али Адил-шах II охотится на тигра. Биджапур, ок. 1660г.,
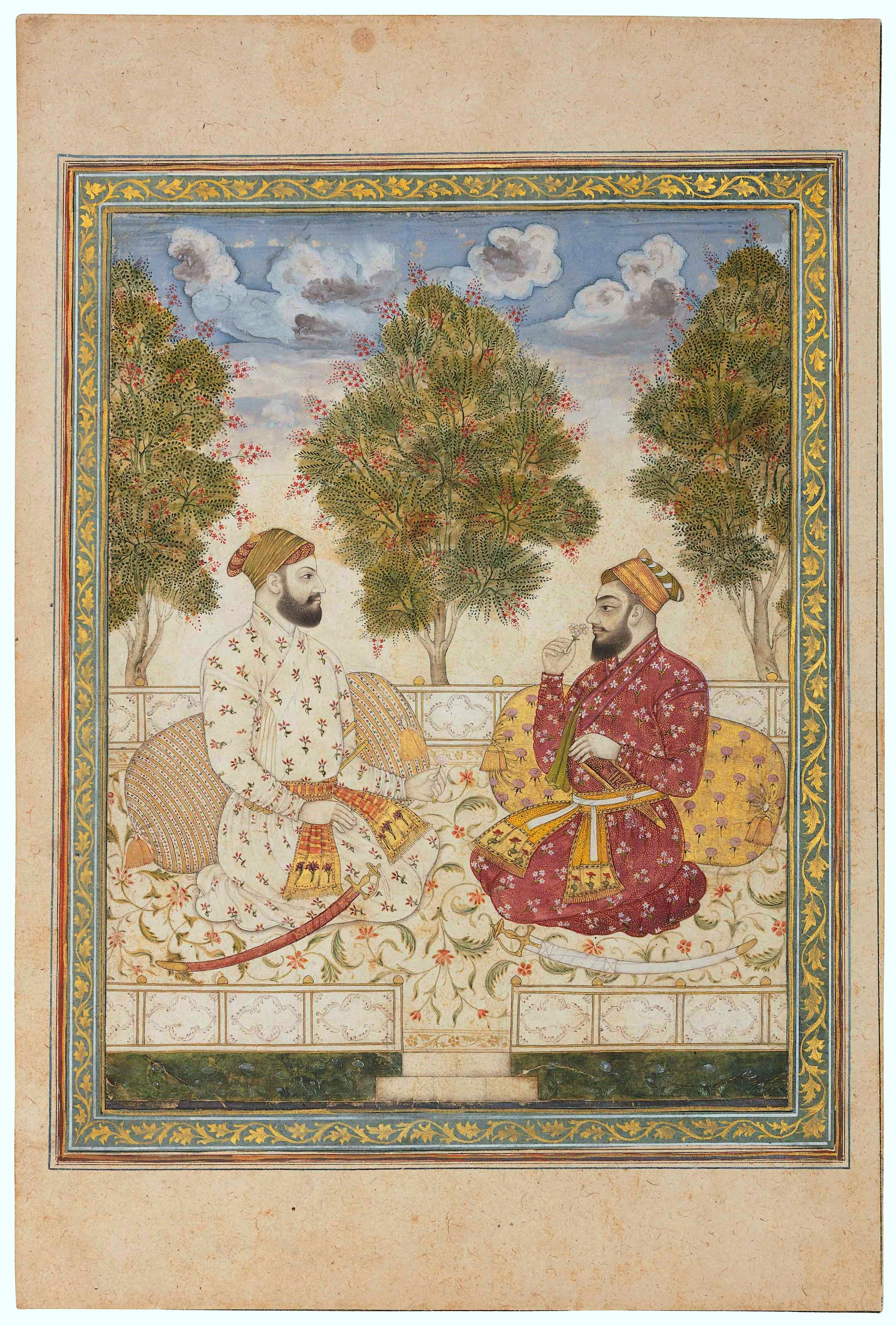
Султан Али Адил-шах II и могольский вельможа. 1660-70, Аукцион Кристис.
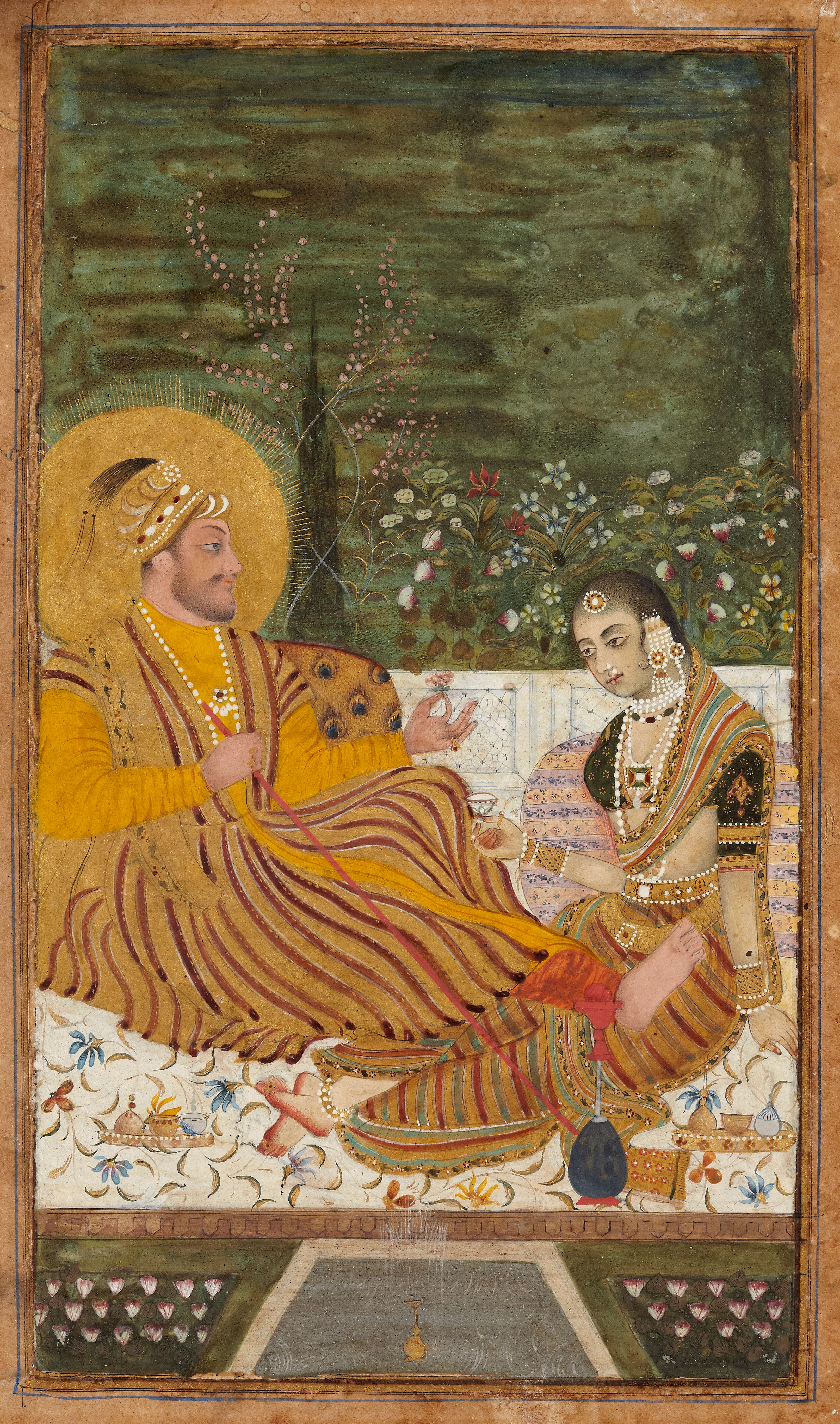
Султан Али Адил-шах II с дамой. 1660-75, Коллекция Давида, Копенгаген.
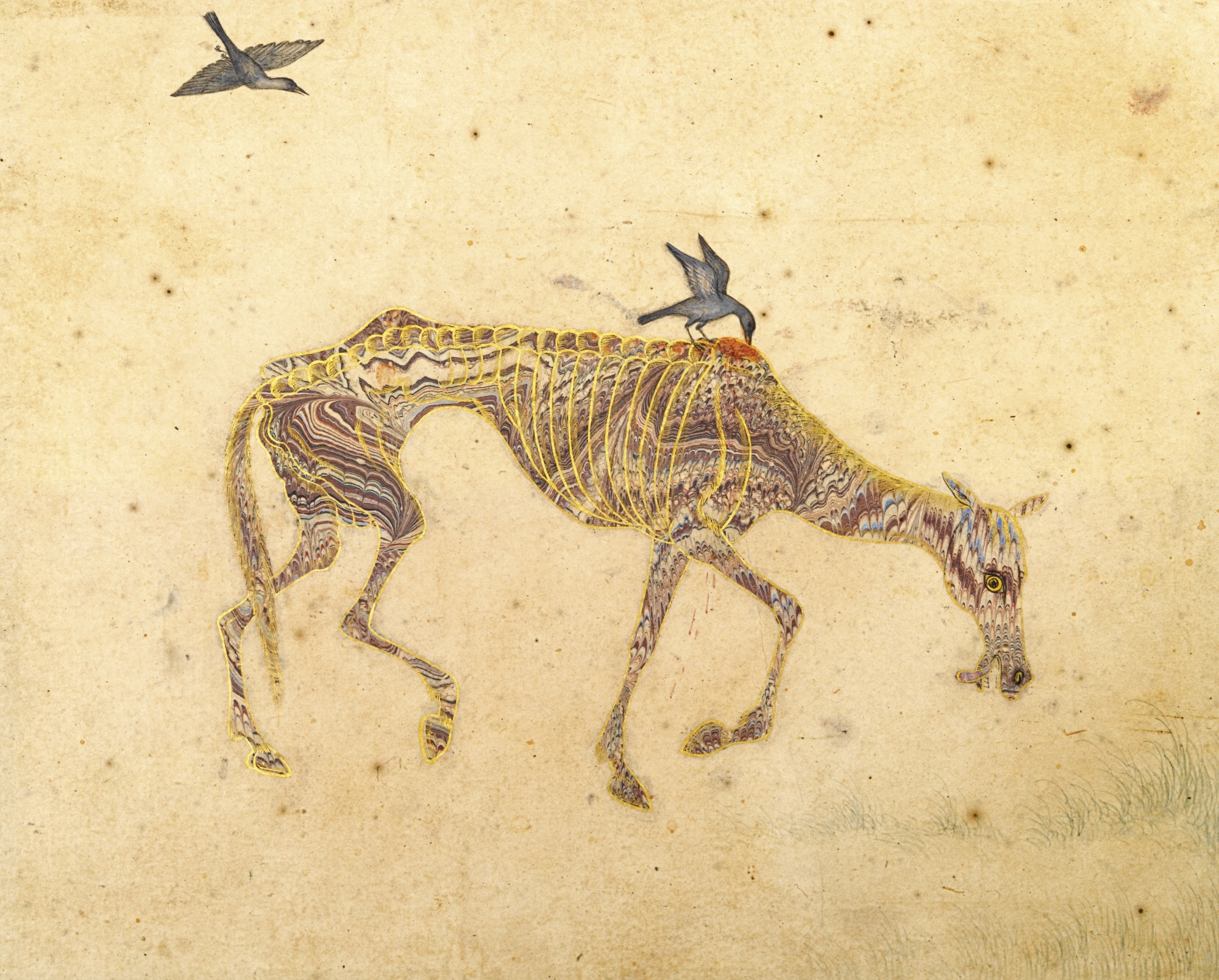
Птицы, преследующие измученную лошадь. Рисунок на "мраморной бумаге". сер. 17в., Аукцион Сотбис.
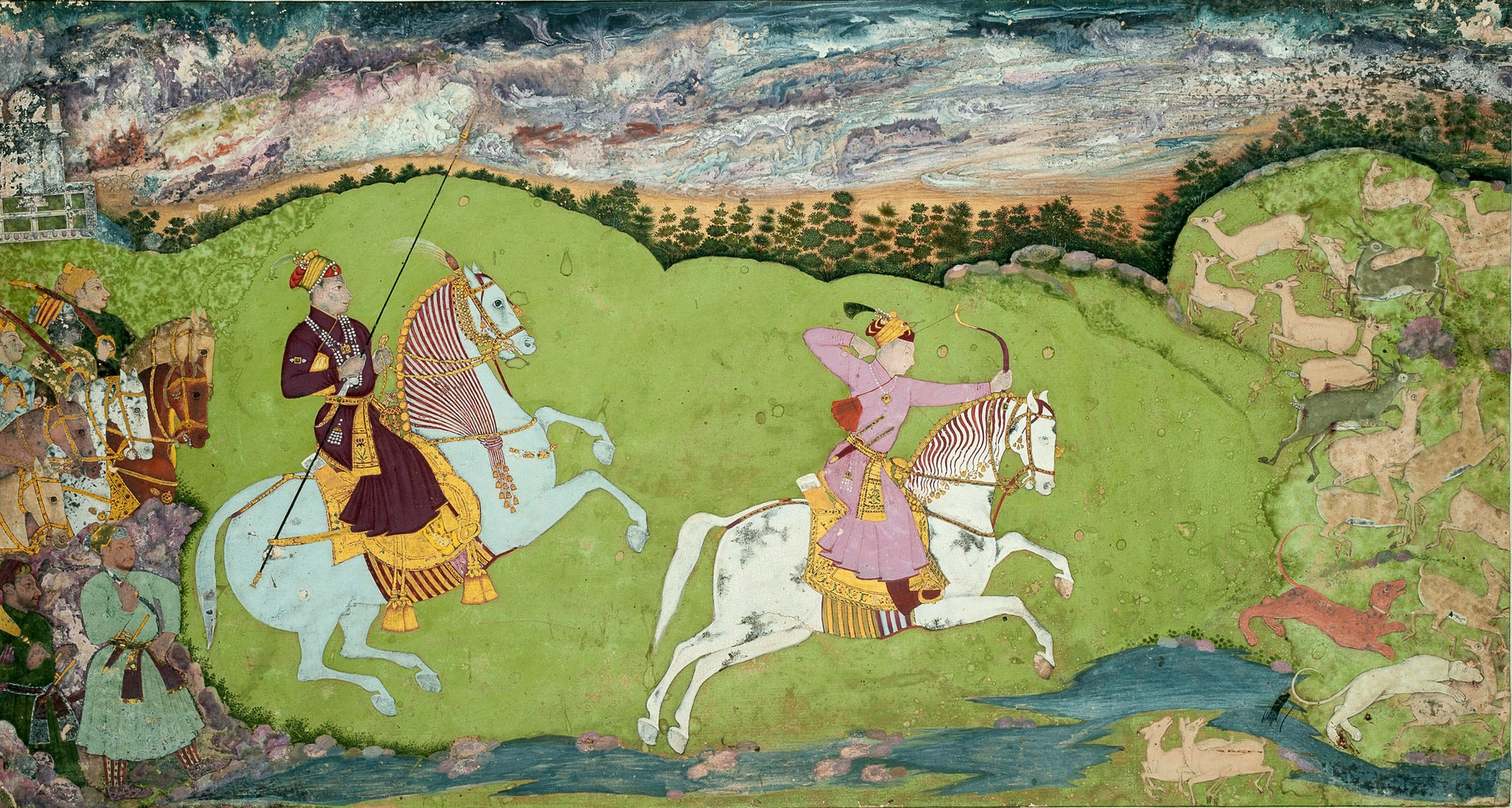
Султанская охота на оленей. ок. 1660-70, Коллекция С.К. Уэлча.
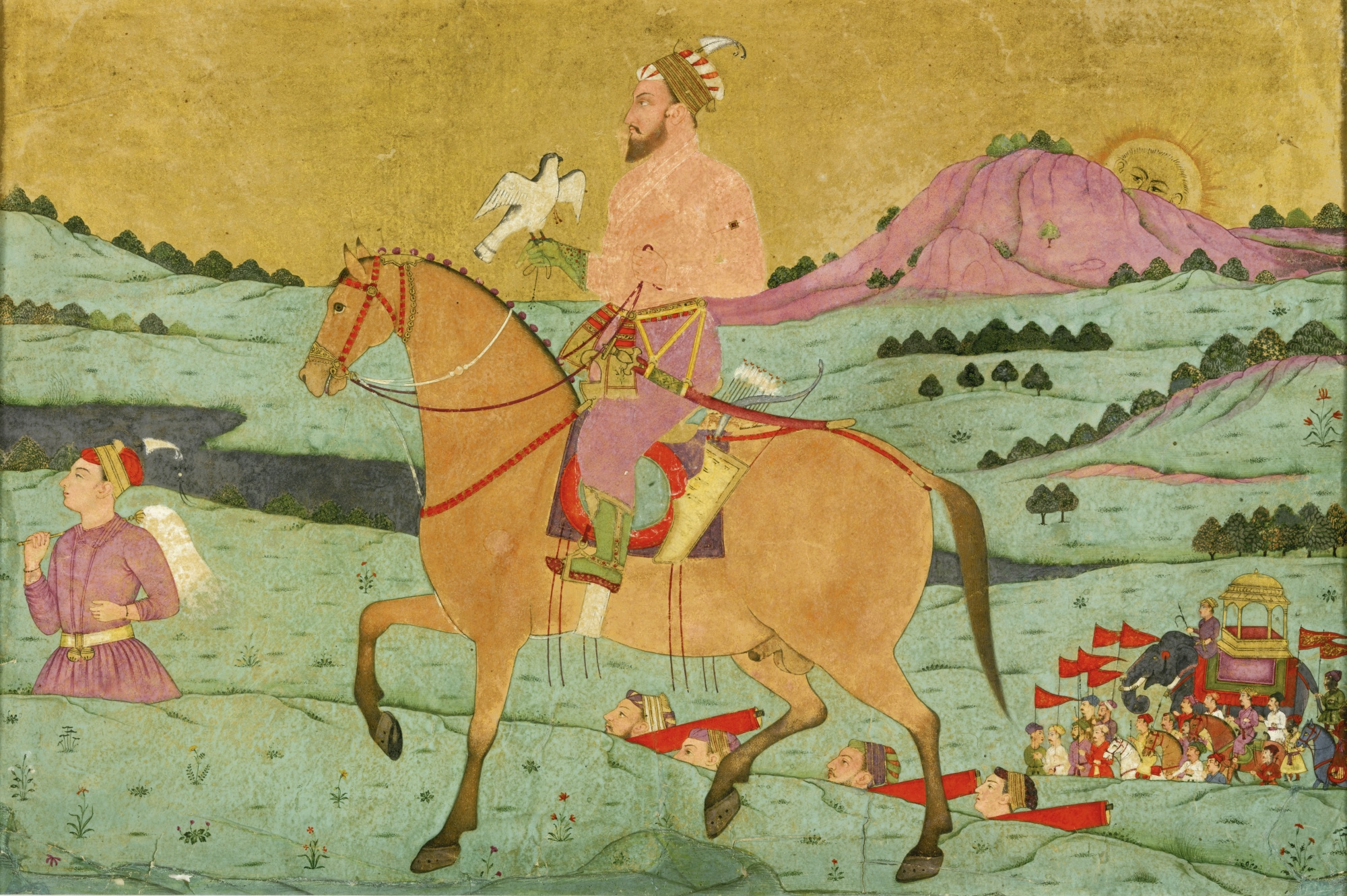
Могольский вельможа на соколиной охоте. ок. 1660-80, Аукцион Сотбис.

Иной сюжет можно видеть в миниатюре «Султан Али Адил-шах II с дамой» (1660-75, Коллекция Давида, Копенгаген). Персонажи пьют вино и курят кальян; вероятно, эта миниатюра отражает финальную стадию правления Али II, когда он, забросив государственные дела, предался наслаждениям и пьянству в своём гареме.
Последний Адил-шах - султан Сикандар взошёл на трон в возрасте 4-х лет и был свергнут моголами, когда ему было 18. В силу своего малолетства он вряд ли мог всерьёз патронировать искусство. По всей вероятности, художники разъезжались от его двора в поместья к богатым вельможам и исполняли их заказы.
От правления Сикандара сохранилось всего два его портрета: один в коллекции Кустодиа, Париж, подписан художниками Абдул Кадиром и Ибрагимом Ханом; другой – династический портрет Адил-шахов в музее Метрополитен, Нью Йорк, имеет подписи Камал Мухаммада и Чанд Мухаммада. Идея династического портрета была перенята у моголов. Персонажи в этой миниатюре расположены по схеме, которую можно видеть в известном династическом портрете Моголов, исполненном Абд ас-Самадом, хранящемся в Британском музее. Отличием является то, что в этой картине основателю династии Юсуфу Адил-шаху символический ключ легитимности вручает персидский шах Исмаил I. Существуют несколько версий этого сюжета, которые хранятся в частных коллекциях.

## Голконда (1496-1687).

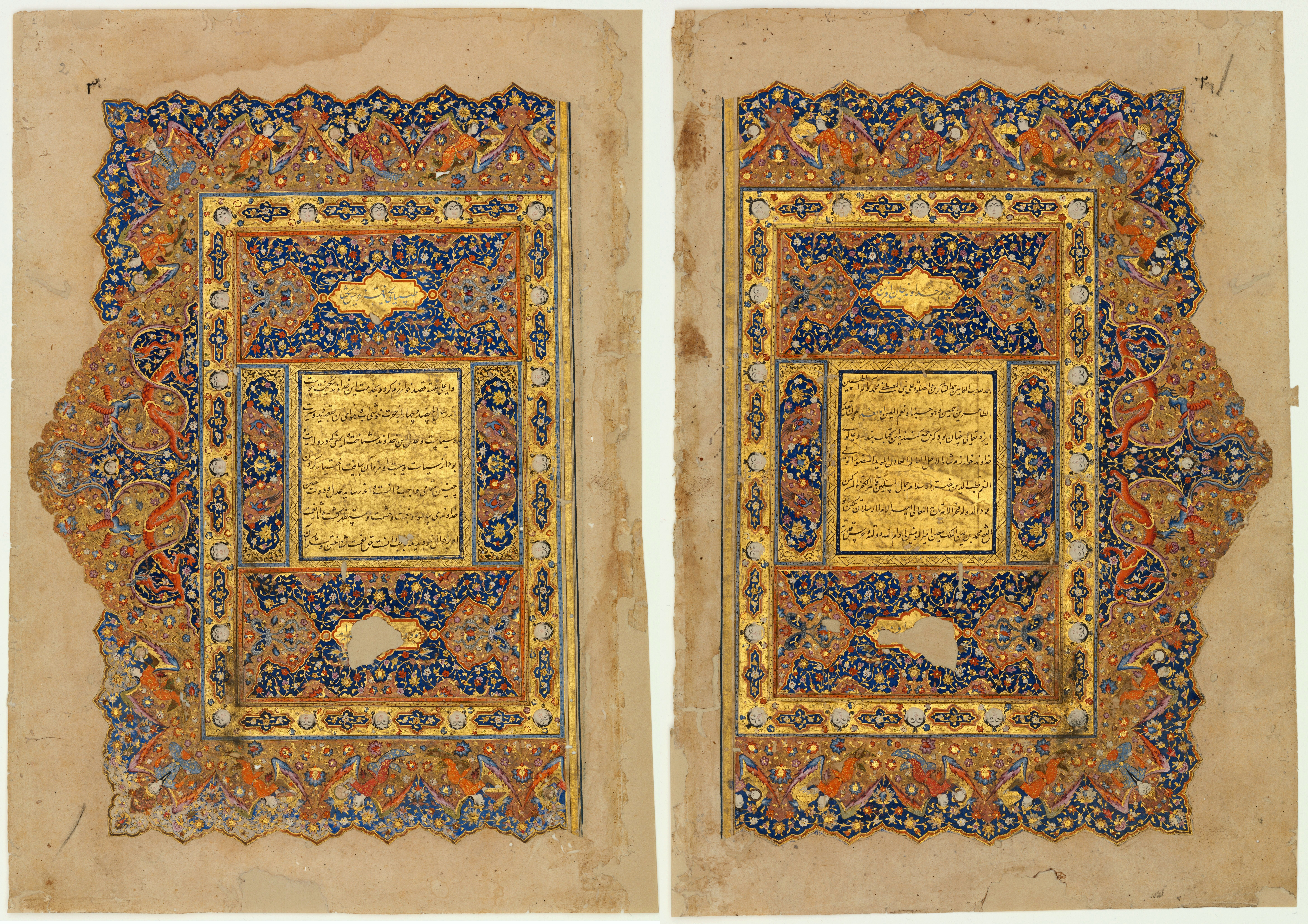
Двойной фронтиспис из медицинский энциклопедии «Захира-и Хорезмшахи» («Сокровище Хорезм-шаха»), 1572г., Библиотека Честер Битти, Дублин

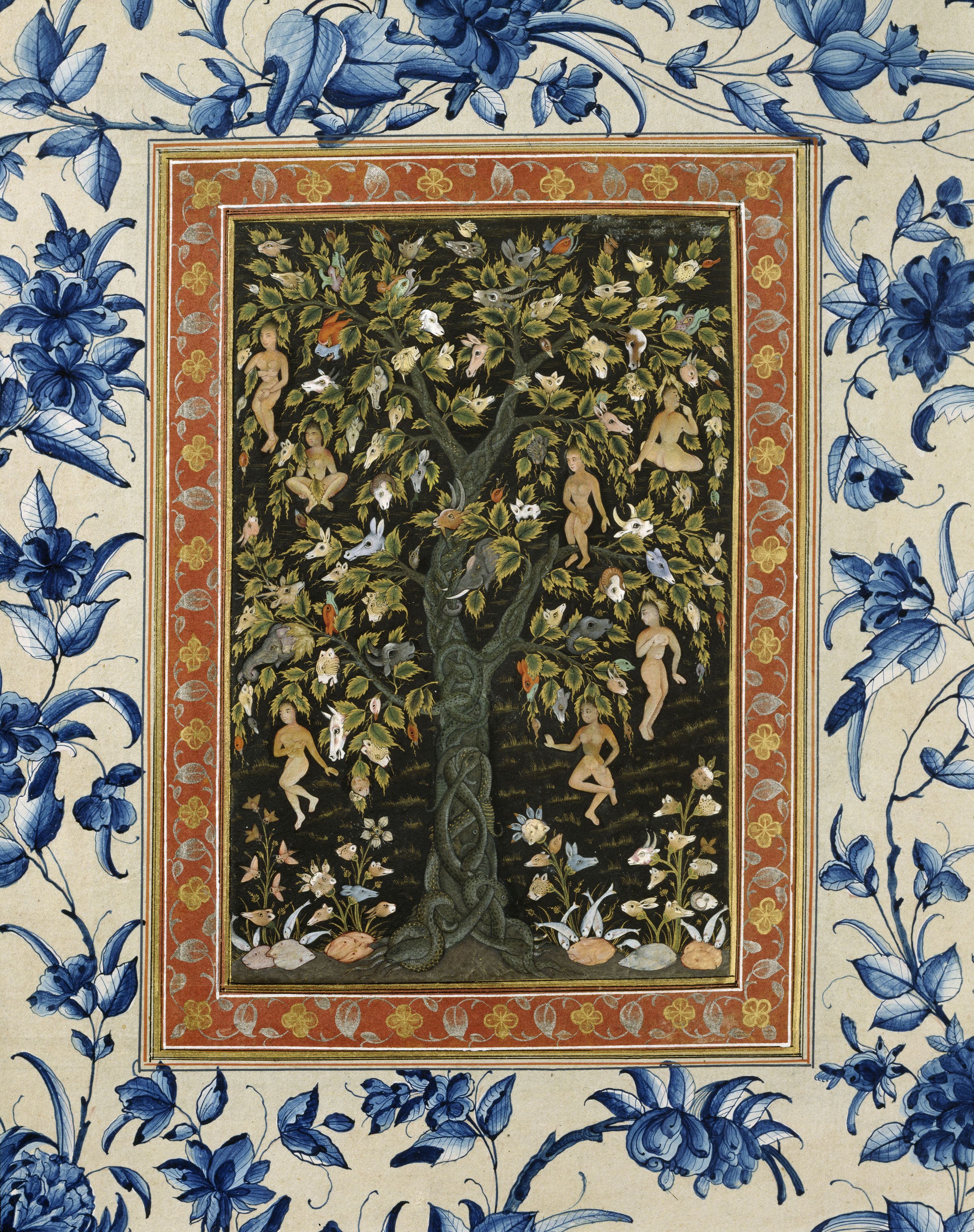
Дерево на острове Вак-Вак, Голконда, нач. 17в., Музей исламского искусства, Берлин

Султанат Голконда, располагавшийся на юго-востоке Декана, был очень богатым: плодородные земли, выход к морю с несколькими портами и алмазные копи давали ему огромные преимущества. У него были налаженные дипломатические отношения с сефевидским Ираном (1501-1722) и договоры с европейскими торговыми компаниями, позволявшие вывозить голкондские товары во все страны мира. Это был султанат, который дольше всех иных деканских государств противостоял могольской империи: он был захвачен только в 1687 году.
Тесные связи с сефевидским Ираном в большой степени определили стилистику голкондской живописи, однако даже в этих рамках она была столь разнородна, что почти невозможно выстроить хронологическое развитие какой-либо из её тенденций. В ней нет строгих композиций и величественных фигур, как в живописи Ахмаднагара, нет таинственного и романтического мира, далёкого от повседневной реальности, как в живописи Биджапура, в ней преобладает восточно-персидский вкус – менее гуманистичный и более декоративный. Исследователи предполагают, что привязанность к среднеазиатской художественной культуре является отражением традиционного туркменского вкуса, поскольку Кутб-шахи вели своё происхождение из племени Кара-коюнлу. Характерной особенностью голкондской миниатюры было стремление к предельному украшательству; художники «по-туркменски» перенасыщали свои произведения золотом и разными мелкими деталями.
Кули Кутб-шах (1496-1543) - основатель династии, правившей Голкондой, не стал в 1490-е годы сразу рвать отношения с бахманийскими властями, в отличие от других султанатов, образовавшихся при распаде государства Бахманидов. Свою независимость он проявлял более тонким способом – чеканкой собственной монеты, строительством собственной главной мечети и укреплением своей столицы. При нём территория государства была значительно расширена. Несмотря на его кипучую деятельность, не сохранилось никаких произведений живописи, которые можно было бы связать с его именем. То же можно сказать и о семилетнем правлении Джамшида Кутб-шаха (1543-1550). 

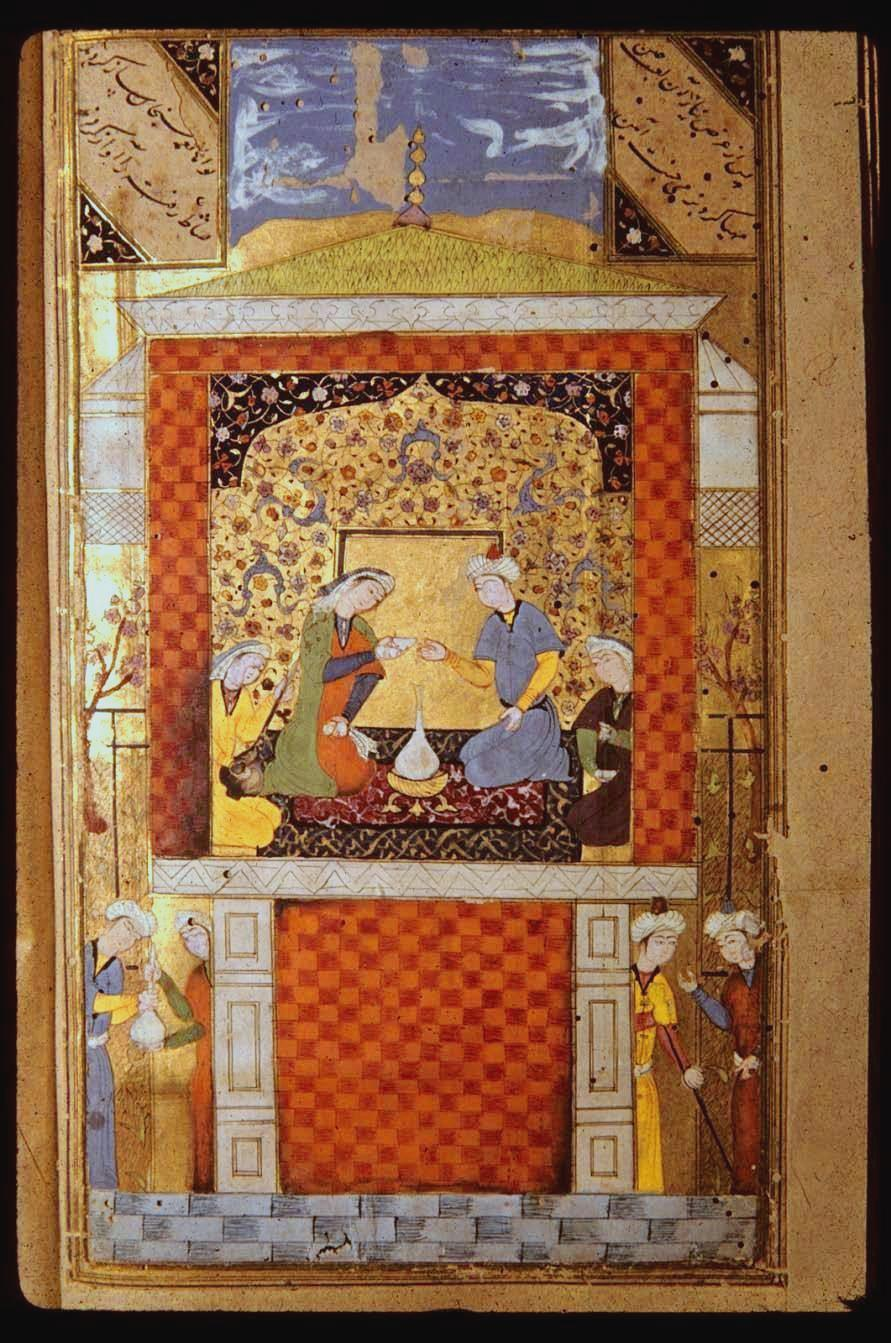
Ширин и Хосров. "Ширин ва Хусров",, 1568г., Библиотека Худа Бахш, Патна
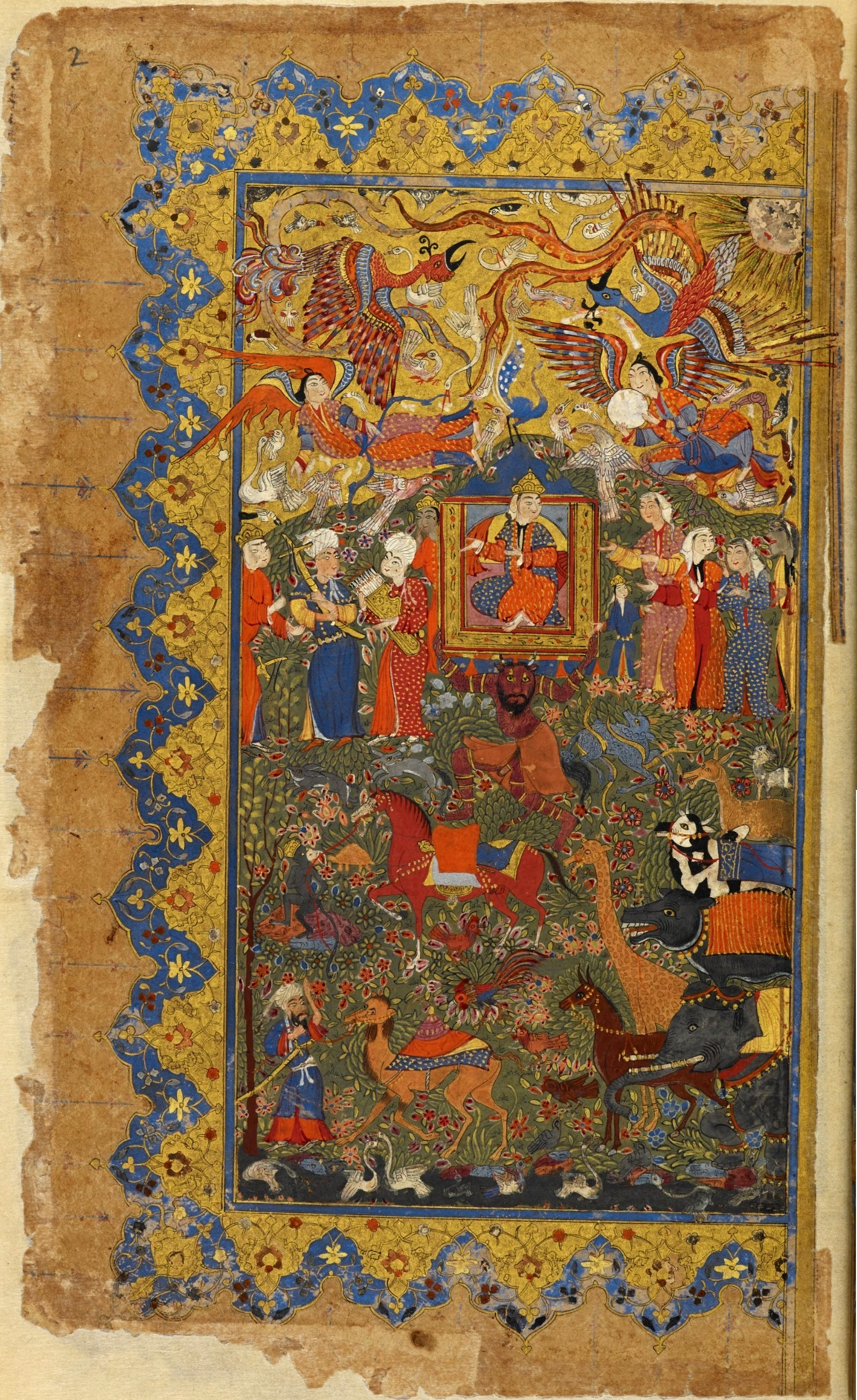
Двор царицы Савской, "Синдбад-наме", 1575-85, Британская библиотека
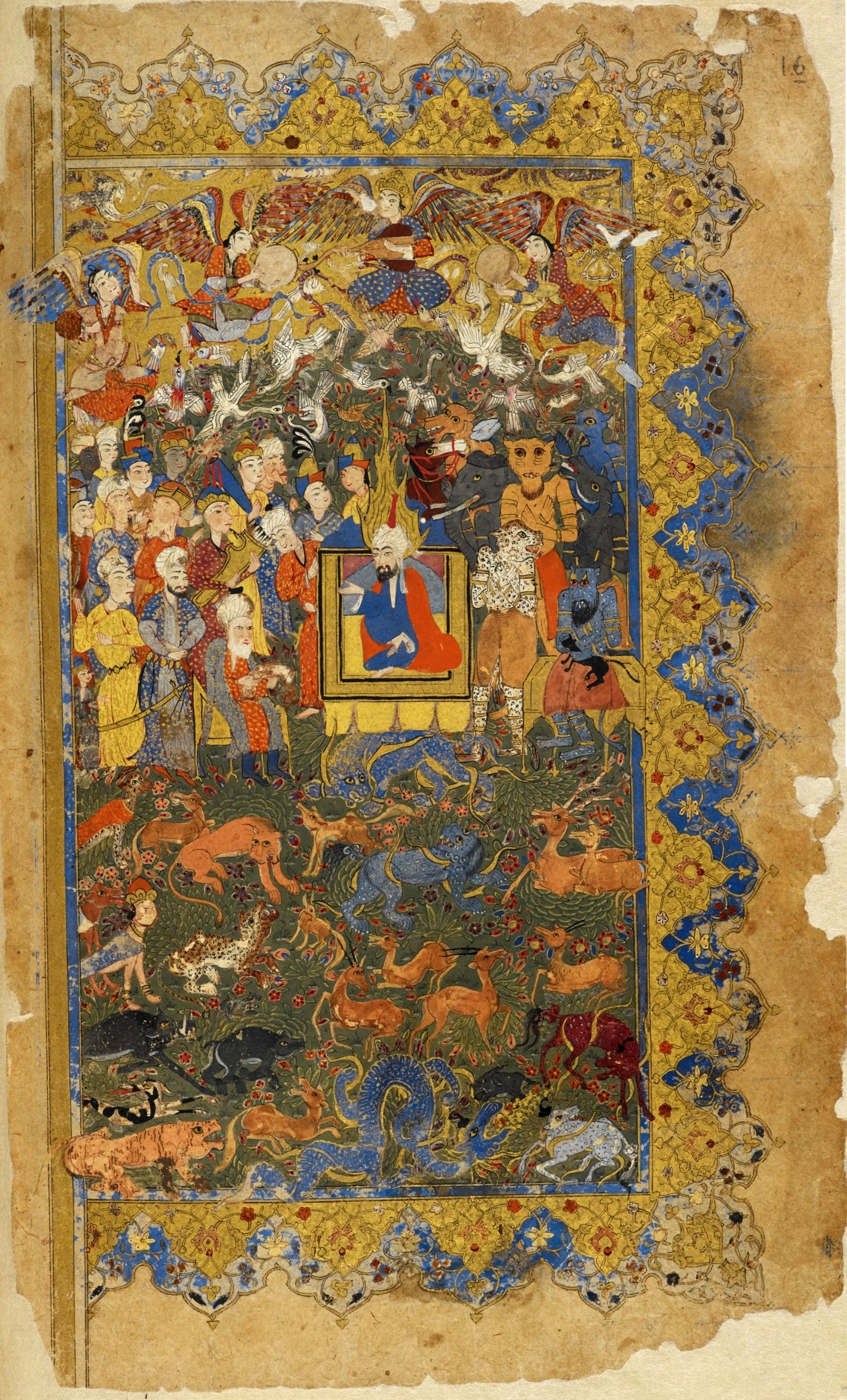
Двор царя Соломона, "Синдбад-наме", 1575-85, Британская библиотека
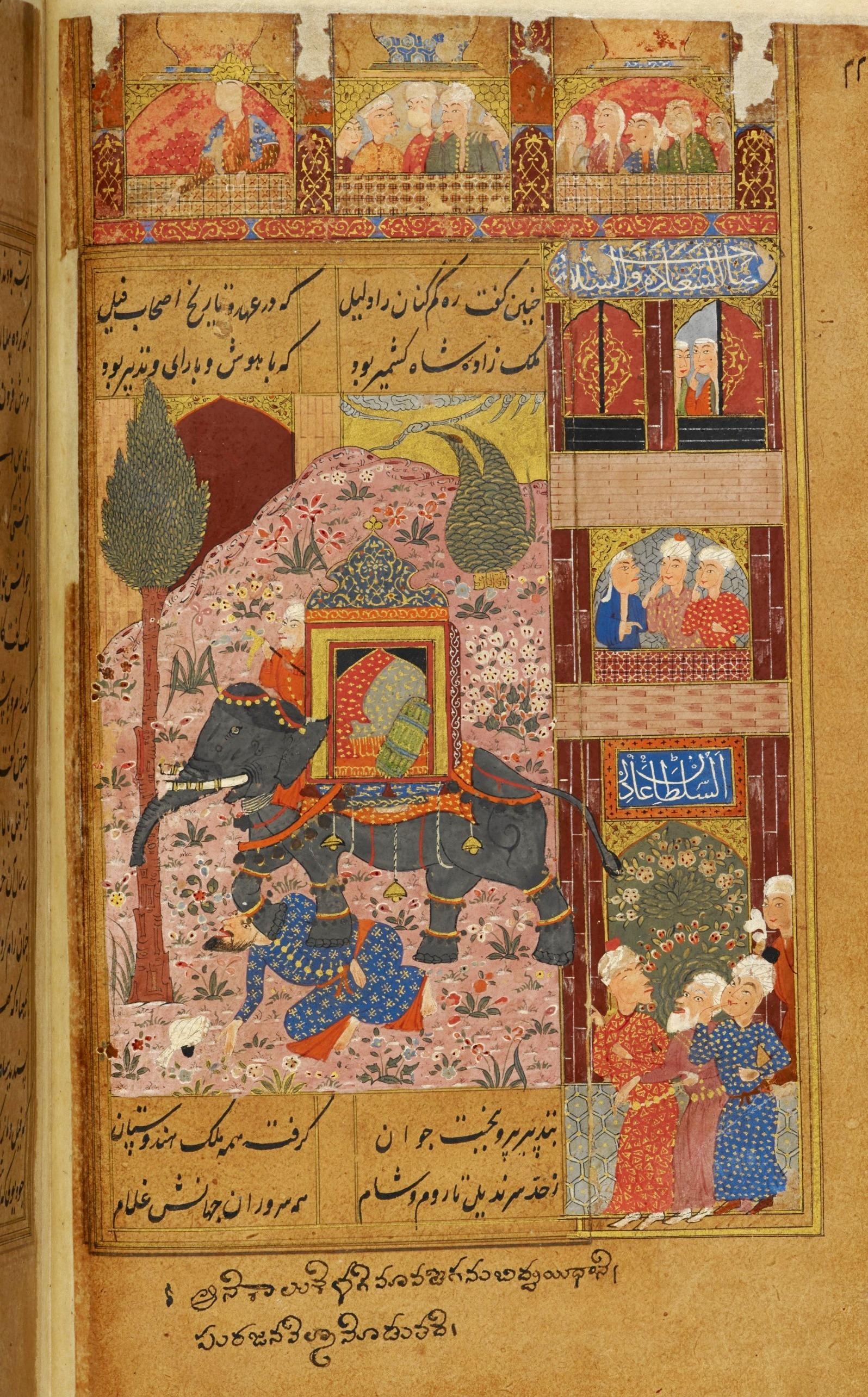
История царя Кашмира, чей слон взбесился, несмотря на три года дрессировки. "Синдбад-наме", 1575-85, Британская библиотека
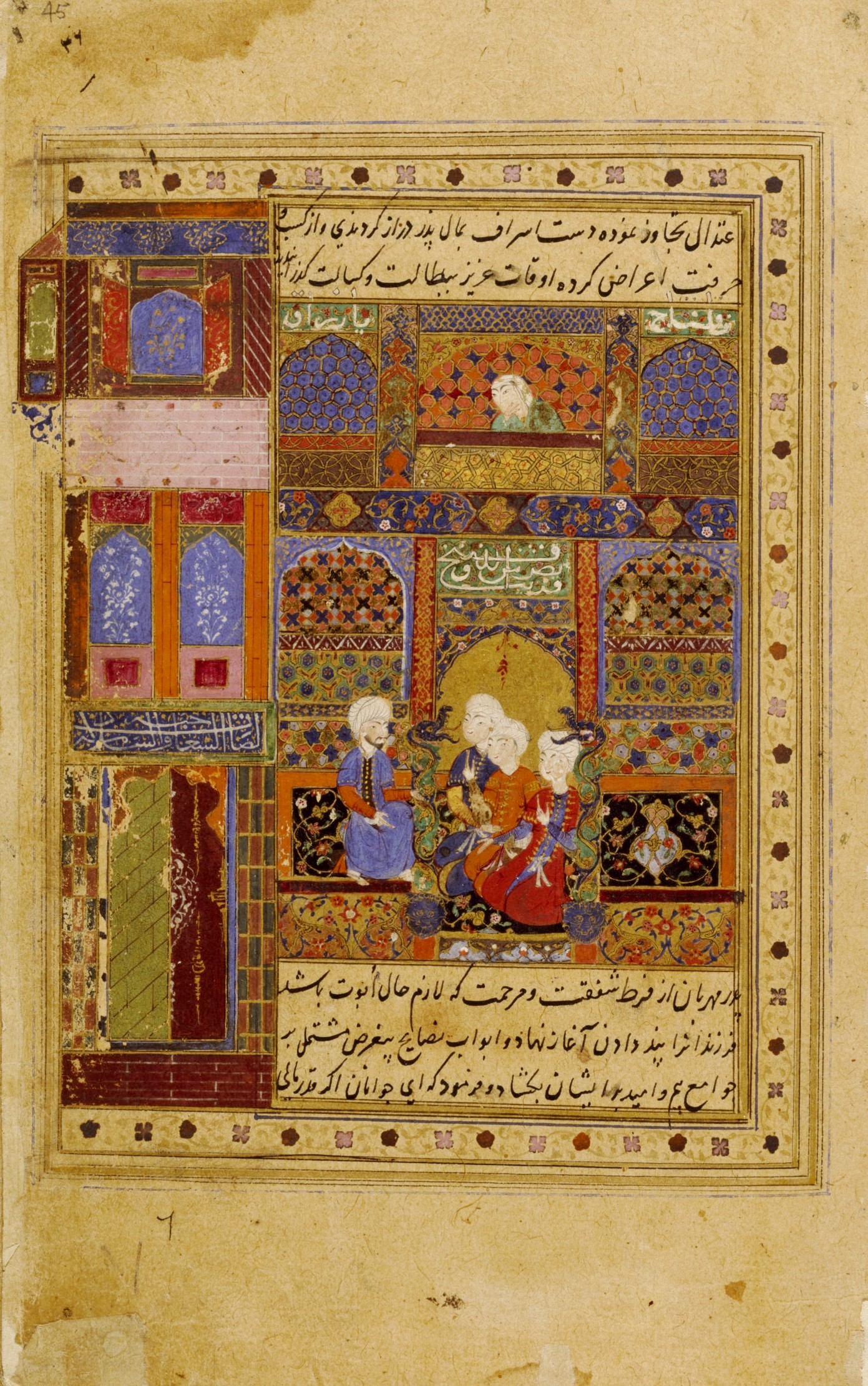
Лист из "Анвар и Сухейли", кон. 16в. Музей Виктории и Альберта
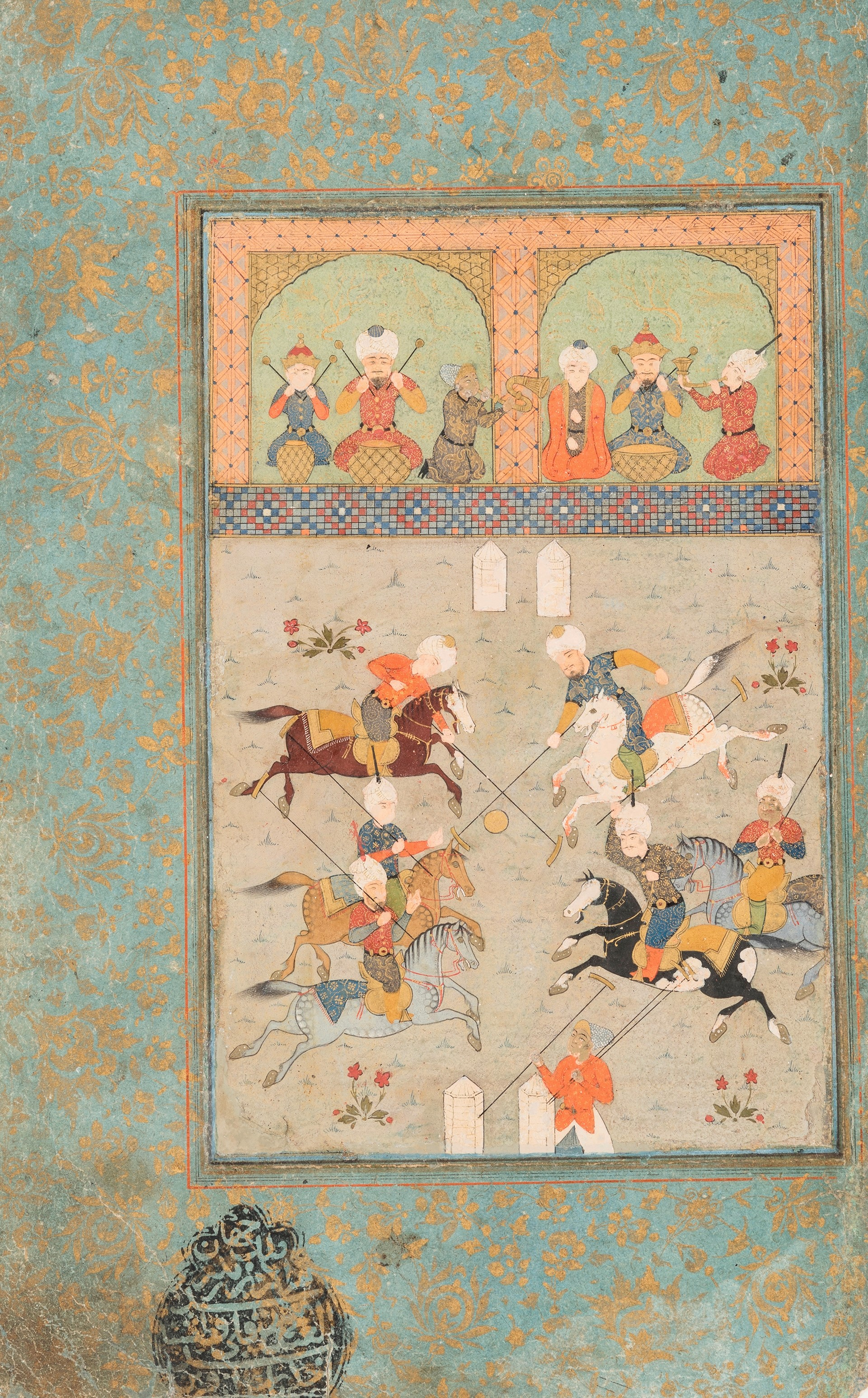
Шесть игроков в поло, 1585, Музей искусства Сан Диего

Иная ситуация сложилась во время правления участника знаменитой битвы при Таликоте Ибрагима Кутб-шаха (1550-1580). Прожив 7 лет в изгнании в Виджаянагаре, этот султан имел более широкий взгляд на культуру, чему следовали и вельможи его двора. Кроме построенных плотин и иных водных сооружений правление Ибрагима было отмечено возрождением литературы на языке телугу и созданием первого известного в Голконде султанского Корана. С его правлением исследователи связывают также появление первых дошедших до нас иллюстрированных манускриптов. Это «Ширин и Хосров» (1568г., Библиотека Худа Бахш, Патна), «Синбад-наме» («Книга Синдбада», 1575-85гг., Британская библиотека, Лондон) и «Анвар-и Сухейли» («Созвездие Канопус», 1550-е – 1560-е гг., Музей Виктории и Альберта, Лондон). Миниатюры этих манускриптов (а в «Созвездии Канопуса» их 126 штук), демонстрируют разные стили персидской живописи первой половины 16 века, они ещё очень далеки от лучших живописных работ, созданных позднее в Голконде. К этому же периоду относится медицинская энциклопедия «Захира-и Хорезмшахи» («Сокровище Хорезм-шаха», 1572г., Библиотека Честер Битти, Дублин) – в ней нет миниатюр, но фронтиспис рукописи украшен узорами, в которые вплетены изображения драконов, птицы Феникс и ангелов – всё в персидском стиле.
Следующий султан – Мухаммад Кули Кутб-шах (1580-1612) был для голкондской живописи столь же важным вдохновителем и покровителем, как его современник Ибрагим II для живописи Биджапура. Он перевёл свой двор из Голконды в Хайдарабад, украсив новую столицу величественными зданиями, среди которых знаменитый Чарминар. Мухаммад был выдающимся поэтом, писавшим на дахни; на этом языке был составлен сборник его стихов («Диван», обычно его именуют «Куллият», 1590-95гг., Музей Салар Джанг, Хайдарабад) и альбом каллиграфии (кон.16 – нач. 17в., Библиотека Честер Битти, Дублин). 
При этом султане появились миниатюры, представляющие собой голкондские вариации на персидские стили. Почти все они собраны в его «Диване» (музей Салар Джанг). Исследователи полагают, что автором иллюстраций был индус, хорошо натренированный в бухарском стиле. Иллюстрации очень богаты, голкондский вкус к роскоши в них одерживает верх над композиционной простотой и уравновешенностью, которые характерны для бухарской школы миниатюры. Первые шесть миниатюр сборника украшены рельефным тиснёным золотом, переливающимися цветами и аппликациями из так называемой мраморной бумаги. Тем не менее, в конце манускрипта есть две миниатюры в такой мере бухарские по стилю, что исследователи предположили участие в иллюстрировании какого-то приезжего мастера из Бухары.
Кроме «Дивана» к периоду правления Мухаммада Кули Кутб-шаха относят всего несколько отдельных миниатюр, причём, не все эксперты считают их именно голкондскими, по крайней мере, часть из них могла быть создана в Биджапуре.
Его преемник Мухаммад Кутб-шах (1612-1626), после того как могольский принц Хуррам учредил ставку своей армии в Бурханпуре, находился под постоянной угрозой вторжения моголов. Мухаммад спонсировал создание хроники «Тарих-и Мухаммад Кутб-шах» («История Мухаммада Кутб-шаха», Британская библиотека, Лондон) в которой собраны подробности жизни двора при этом султане. В годы его правления был создан иллюстрированный манускрипт «Аджаиб аль-Махлукат» («Чудеса Творения», ок. 1625г., Национальный музей, Дели), но полной уверенности в том, что он был создан именно в Голконде, а не в Биджапуре, у исследователей нет. При нём влияние персидской живописи было по прежнему сильным, чему способствовало дипломатическое сближение с Персией в связи с могольской угрозой. На миниатюре «Дарбар султана Мухаммада Кутб-шаха» (1612-20, Британский музей, Лондон), как полагают, изображена встреча султана Мухаммада с  Шейхом Мухаммадом ибн-и Хатуном перед тем, как тот в 1618 году был отправлен послом в Персию. 
Несмотря на то, что в музейных собраниях Англии, Франции и Нидерландов есть целые серии портретов султанов, созданных в Голконде, все они имеют отношение к середине или концу 17 века. Прижизненных портретов султанов Кули, Джамшида, Ибрагима и Мухаммада Кули не сохранилось. В связи с чем «Дарбар султана Мухаммада Кутб-шаха» можно считать самым ранним из существующих портретов голкондских султанов.
Султан Абдулла Кутб-шах (1626-1672) занял трон в 14-летнем возрасте. Его долгое правление было омрачено могольским принуждением к признанию их сюзеренитета и выплате им большой ежегодной дани. С 1635 года султанат Голконда стал могольским протекторатом.
В более ранних миниатюрах, относящихся к началу правления Абдуллы, можно видеть всё ту же пышную голкондскую интерпретацию персидской живописи: пять альбомных листов, которые были вставлены в не имеющий к ним отношения «Диван» Хафиза (1643г., Британский музей, Лондон) демонстрируют простую, по сути, персидскую живопись, близкую исфаханским образцам, но чрезмерно украшенную золотом и с избыточным количеством предметов и персонажей. Миниатюры датируют ок. 1630 года, на них можно видеть юного султана в окружении придворных и танцовщиц.
В дальнейшем усиливалось влияние могольской живописи, это особенно заметно в портретах самого Абдуллы Кутб-шаха. В портретах Абдуллы - из музея Ашмолеан, в копирующем его портрете из Национального музея в Дели, в портрете из музея Виктории и Альберта, в портрете из музея Гимэ – везде видны формальные признаки, характерные для могольского портрета, начиная с позы персонажа. На другого типа портрете Абдуллы из частной коллекции, где он изображён только по плечи, его лицо так тщательно проработано светотенью, что не оставляет сомнений в авторстве художника, воспитанного в реалистической могольской традиции.
В миниатюре «Абдулла Кутб-шах верхом на слоне» (ок. 1650, РНБ им. Салтыкова-Щедрина) можно видеть не только султана в роскошной золотой беседке на спине слона, но и многих придворных, которых исследователи вполне конкретно идентифицировали. Это по-могольски реалистичная картина выезда султана вместе со своим двором.
Отдельно стоит чудом всплывшая на арт-рынке миниатюра «Свадебная процессия султана Мухаммада Кули Кутб-шаха» (ок. 1650г., ныне в музее Ашмолеан, Оксфорд). Существует легенда, что султан-мусульманин Мухаммад Кули женился на простой индусской танцовщице Бхагмати. Это была история невероятной любви, и конечно, как в любой легенде, в ней есть преувеличения. Тем не менее, на лбу невесты в этой свадебной процессии действительно можно разглядеть красную тилоку, свидетельствующую о том, что невеста – индуска.
Последний султан Голконды – Абуль Хасан Кутб-шах был правителем совершенно необычным. По происхождению он был арабом, и оказался на троне только потому, что у султана Абдуллы не было сыновей (Абуль Хасан был мужем его младшей дочери). До того он спокойно жил в Гульбарге, где был известен как последователь святого-суфия Шаха Раджу, прямого потомка Гесу Дараза. Став султаном он назначил премьер-министром Маданну – брахмана-индуса из народа телугу, который в свою очередь стал расставлять на административные должности также индусов. Такой «отход от ислама» крайне не нравился могольскому императору-ортодоксу Аурангзебу, и послужил поводом для вмешательства, которое, в конце концов, завершилось захватом Голконды.
Султанские ферманы при Абуль Хасане стали публиковаться в двуязычном виде – на персидском и телугу, а литература на урду, телугу и арабском стала поощряться больше, чем литература на персидском языке. Наставник султана, популярный святой-суфий Шах Раджу, писал на урду даже марсии – печальные элегии в честь шиитских мучеников. По этим и иным поводам могольские историки обвиняли голкондский двор в ереси и извращении веры.
Суфийские идеалы Абуль Хасана в полной мере проявились при захвате столицы моголами. Когда после восьмимесячной осады могольские войска ворвались в город, генералы в первую очередь поспешили захватить султанские апартаменты. Там они обнаружили Абуль Хасана, который собирался завтракать - он радушно пригласил их разделить трапезу. Абуль Хасан пояснил, что человек должен с одинаковым спокойствием принимать, и блага, и невзгоды как дары Аллаха, потому что Аллах сначала создал его нищим, потом сделал султаном, а теперь опять нищим.
Деканская традиция утверждает, что Абуль Хасан был большим любителем и покровителем искусства, однако число произведений, которые можно связать с его правлением, невелико (предполагают, что император Аурангзеб после захвата Голконды уничтожил султанскую коллекцию живописи). Сохранилось несколько портретов султана. Среди лучших – его портрет из Музея Искусства Сан Диего, где Абуль Хасан изображён со слугой в саду в мирном, расслабленном виде с цветком в руке; спокойствие, которое миниатюра излучает, контрастирует с напряжёнными персонажами могольских портретов.
Сохранились портреты его наставника, суфия Шаха Раджу, лучший из которых - где он изображён верхом на коне (1670-80, частное собрание). Произведение подписано художником Расул Ханом, который, судя по всему, был не только хорошим портретистом, но и анималистом – написанный им конь в драгоценной упряжке великолепен. 
Среди миниатюр, которые относят к правлению Абуль Хасана, есть и другие портреты суфиев, а также портреты придворных, изображения красавиц и придворных сцен. В одной из них султан Абдулла вручает символ власти – эгрет (или, иначе, серпеч) склонившемуся Абуль Хасану (1672г., Музей искусства Сан Диего).
Среди традиционных тем, таких как портреты султана и вельмож, придворных сцен, изображений красавиц и т.д. стали появляться миниатюры, на которых можно видеть европейцев. Две миниатюры из собрания Давида, Копенгаген, демонстрируют два сюжета из жизни голландца Корнелиса ван ден Богарде, главы Объединённой Восточно-индийской Компании (Vereenigde Oostindische Compagnie). Судя по миниатюрам, его «Дарбар» и выездная процессия ничем не отличались от таких же мероприятий могольских императоров или деканских султанов, разве что европейской одеждой главного персонажа. Не случайно подобных европейцев в Индии именовали «белыми моголами». 
Другой новацией было появление живописи стилистически близкой тому, что делали в Персии художники Шейх Аббаси, Али Наки и другие: смесь индийских, персидских и европейских мотивов и художественных приёмов. Выразителем этой тенденции в Голконде конца 17 века был художник Рахим Деккани, который, подобно своим персидским коллегам, не только писал миниатюры, но и расписывал лакированные изделия из папье-маше: шкатулки, каламданы и т.д.

## Моголы в Декане.
Экспансия моголов на юг, стремление захватить новые земли и подчинить новые народы, вынудили их создать опорный пункт на южном направлении. Первоначально им стал город Бурханпур, где принц Хуррам расположил могольскую администрацию. До того это была столица Хандеша, где правила династия Фаруки. Хуррам занял дворец султана Фаруки, пристроил к нему роскошную баню с бассейном, а в феврале 1631 года, уже будучи императором Шах Джаханом, принимал там переговорщиков из Голконды, которые прибыли с дарами в виде множества коней, слонов и данью в 30 000 хун. 
Когда командование над южными фронтами перешло к принцу Аурангзебу, он в 1636 году перенёс могольскую администрацию из Бурханпура в небольшой городок Хирки, который в 1610 году был основан Маликом Амбаром. Аурангзеб переименовал город в Аурангабад (в честь своего имени) и построил там окружённую стенами цитадель с дворцами, залами приёмов и мечетью – всё было закончено в 1659 году. В могольских кварталах города жило множество генералов и придворных со слугами. Фактически это была южная столица империи моголов, в которой, несмотря на пуританские нравы Аурангзеба, были не только инженеры-архитекторы, но и художники. Многие вельможи двора имели склонность к искусству, некоторые коллекционировали и заказывали манускрипты.
Часть могольских генералов была раджпутами по своему происхождению. Мирза Раджа Джай Сингх (1622-67), например, коллекционировал живопись, персидские ковры и все виды деканского текстиля; образцы имели тщательные инвентарные описи и хранились в специальных залах его дворца в Амбере. Махараджа Джасвант Сингх из Джодхпура (1629-78), который провёл в Декане 7 лет, свои философские рассуждения оформил в книгу, которую местные деканские мастера расписали миниатюрами с изображением узоров и цветов. Мастерам Аурангабада приписывают также изготовление таких иллюстрированных манускриптов, как «Гита Говинда» (Песнь Говинды), «Расаманджари» (Букет наслаждений) и серий Рагамала, которые заказал в 1650 году правитель Мевара Джагат Сингх I (1628-52).
Сохранился целый ряд иллюстрированных рукописей, созданных в середине – конце 17 века в Аурангабаде. У этих манускриптов нет единого стиля, обычно это смесь могольских, раджпутских и деканских художественных традиций. Существует также небольшое количество миниатюр на отдельных листах.
После того, как в 1687 году пал султанат Голконда, многие деканские художники покинули регион вместе со своими произведениями. Часть из них осела в Лакнау, другая часть перебралась в горные княжества района Пахари, многие последовали за раджами в Мевар, Кишангарх, Джодхпур и Биканер. В итоге, деканские мастера оказали значительное влияние на развитие живописи в этих регионах.

## Хайдарабад.
Бывшая столица Голконды – город Хайдарабад стал центром, вокруг которого в начале 18 века консолидировалось новое государство, известное как государство Хайдарабад. Своими размерами оно превышало султанат Голконда. С ним связана последняя яркая вспышка в истории деканской живописи, которая пришлась в основном на 18 век.
После завоевания Хайдарабада, император Аурангзеб пробыл в городе всего 4 месяца: бесконечная война с маратхами требовала всё новых и новых походов. Императорский центр по-прежнему находился в Аурангабаде, в Хайдарабад же назначался наместник.  Территория Голконды была окраиной империи, и она так и не стала абсолютно лояльной моголам. Пока Аурангзеб бился с маратхами, местные феодалы быстро богатели, становясь полунезависимыми правителями в своих джагирах (поместьях). Этим же занимались и обосновавшиеся здесь могольские офицеры. В основном это были образованные люди, не чуравшиеся художественной культуры.
Могольские наместники, назначавшиеся в Хайдарабад - Ян Сипар Хан (1688-1700), его сын Рустам Дил Хан (1700-13) и Мубариз-хан (1713-24) были полунезависимыми и образованными правителями. Им подчинялись фодждары – командиры, отвечавшие за 13 основных фортов бывшего султаната Голконда. Большинство этих вельмож были потребителями и заказчиками живописи. В 18 веке покровительство искусству массово перемещалось из крупных центров в более мелкие административные единицы.
Сюжетный репертуар живописи в этот период (1688-1724) практически повторял голкондский: портреты правителей и красавиц, придворные сцены, Рагамала, композиции из цветов и т.д. Равно и стиль этих миниатюр был продолжением поздней голкондской живописи.
В 1712 году губернатором Декана был назначен могольский полководец Мир Камар аль-Дин Хан (получивший титул Низам аль-Мульк – «Порядок Царства»). Это был суровый вояка, который придерживался строгих аскетических взглядов: не пил, не курил кальян и не одобрял ношение роскошных нарядов. Он пристально следил за своими вельможами, а его шпионы доносили обо всех, кто устраивал незаконные вечеринки в священный месяц Мухаррам. Мир Камар аль-Дин Хан не был поклонником искусства, но любил поэзию, и под псевдонимами «Шакир» и «Асаф» составил два собственных «Дивана» (сборника стихов). 
Его в 1712 году назначал император Фарук Сийяр, но в 1719 году к власти в империи пришёл Мухаммад Шах, носивший роскошные женские наряды и туфли расшитые жемчугом; при его дворе царило шумное веселье с попойками и представлениями. Вероятно, поэтому аскетичный губернатор Декана никогда не встречался со своим «шефом» с глазу на глаз, несмотря на то, что могольский император в 1724 году лично подписал ферман, назначающий последнего субадаром Декана. Устав от могольского хаоса, он взял себе тронное имя Асаф Джах I и стал основателем династии Асаф Джахов (или Низамов) Хайдарабада, зависевшей от моголов только формально. Асаф Джах I (1724-48) считал искусство противоречащим всем принципам, среди которых он вырос, и в своих сочинениях описывал себя, как человека, следующего «порядкам императора Аламгира» (Аурангзеба).
Ситуация коренным образом поменялась только с приходом к власти пятого представителя династии – Асаф Джаха II (1761-1803), который был младшим сыном Асаф Джаха I, т.е. нелегитимным наследником, пришедшим к власти в результате государственного переворота. Он перенёс столицу из Аурангабада в Хайдарабад. Несмотря на постоянные войны, Хайдарабад при нём быстро вернул себе прежние богатство и роскошь. Были отремонтированы публичные здания и бывшие дворцы Кутб-шахов, перестроены мечети, перепланированы сады и парки, а город был обнесён новой крепостной стеной. В 1790е Хайдарабад, имевший население порядка четверти миллиона жителей, вновь стал главным коммерческим центром Декана и главным очагом гибридной индо-исламской цивилизации в Декане.
Там где у Асаф Джаха I был «Департамент слежения за моралью», у Асаф Джаха II было «Ведомство руководителей наслаждением» (Дафтар Арбаб и-Нишаат). Два его важнейших приближённых вельможи Раи Венкатчаллам и Таджалли Али Шах были первоклассными живописцами, а ещё одна аристократка – Мах Лака Баи Чанда (Чанда-биби) была куртизанкой, танцовщицей и замечательной поэтессой, сборники которой имели успех в Дели и Лакнау. Эта выдающаяся женщина построила в Хайдарабаде ряд архитектурных сооружений, в частности библиотеку, в которой собрала труды по науке и искусству, и покровительствовала поэтам. Она была единственной женщиной, получившей титул «омрах» (вельможа высшего ранга), имевшей право присутствовать на государственных дарбарах (советах). 
Атмосфера миниатюр в период правления Асаф Джаха II напоминает то, что отображалось в искусстве придворной мастерской могольского императора Мухаммад Шаха - это сплошной «сад наслаждений»: плещут водой фонтаны, гнутся под лёгким ветерком цветы, павлины расхаживают под перегруженными плодами манговыми деревьями, дамы курят кальян, купаются в садовых бассейнах, пьют вино, играют с голубями и прогуливаются в мраморных павильонах. Лучшие портреты той поры в качестве заднего фона имеют подобные же признаки роскоши, а стилистически повторяют художественные приёмы, характерные для Голконды. Персонажи миниатюр лишены какого-либо психологизма, они напоминают плоские манекены, вписанные в красивый, утончённый декор. 
Из хайдарабадской живописи в это время полностью исчезли такие излюбленные, могольские по происхождению, темы, как дарбары и батальные сцены. Настроение сюжетов и их исполнение в целом напоминают живопись эпохи Мухаммад Шаха: желание укрыться от реальной жизни в удовольствиях. 
Этот расцвет хайдарабадского искусства ненадолго пережил Асаф Джаха II. В 19 веке в Хайдарабаде произошёл разворот в сторону европейской культуры. Усиление британского колониализма и утрата веры в национальные формы искусства сыграли свою роль. Лидерство в этом процессе принадлежало английскому дипломату Джеймсу Киркпатрику, который женился на хайдарабадской принцессе Хаир ун-Ниссе. Он построил в городе первый европейский особняк. В 1805 году Низам Сикандар Джах (1803-1829) и его премьер-министр Мир Алам по рекомендации Киркпатрика приняли план по реконструкции города в европейском стиле. Хайдарабадская аристократия со временем тоже стала отходить от национальных архитектурных форм. Национальная живопись в старом стиле ещё продолжалась какое-то время, но была лишена импульса саморазвития и только повторяла пройденное. Она всё более вытеснялась европеизированными произведениями в «стиле компании».